# Bombardier Traxx

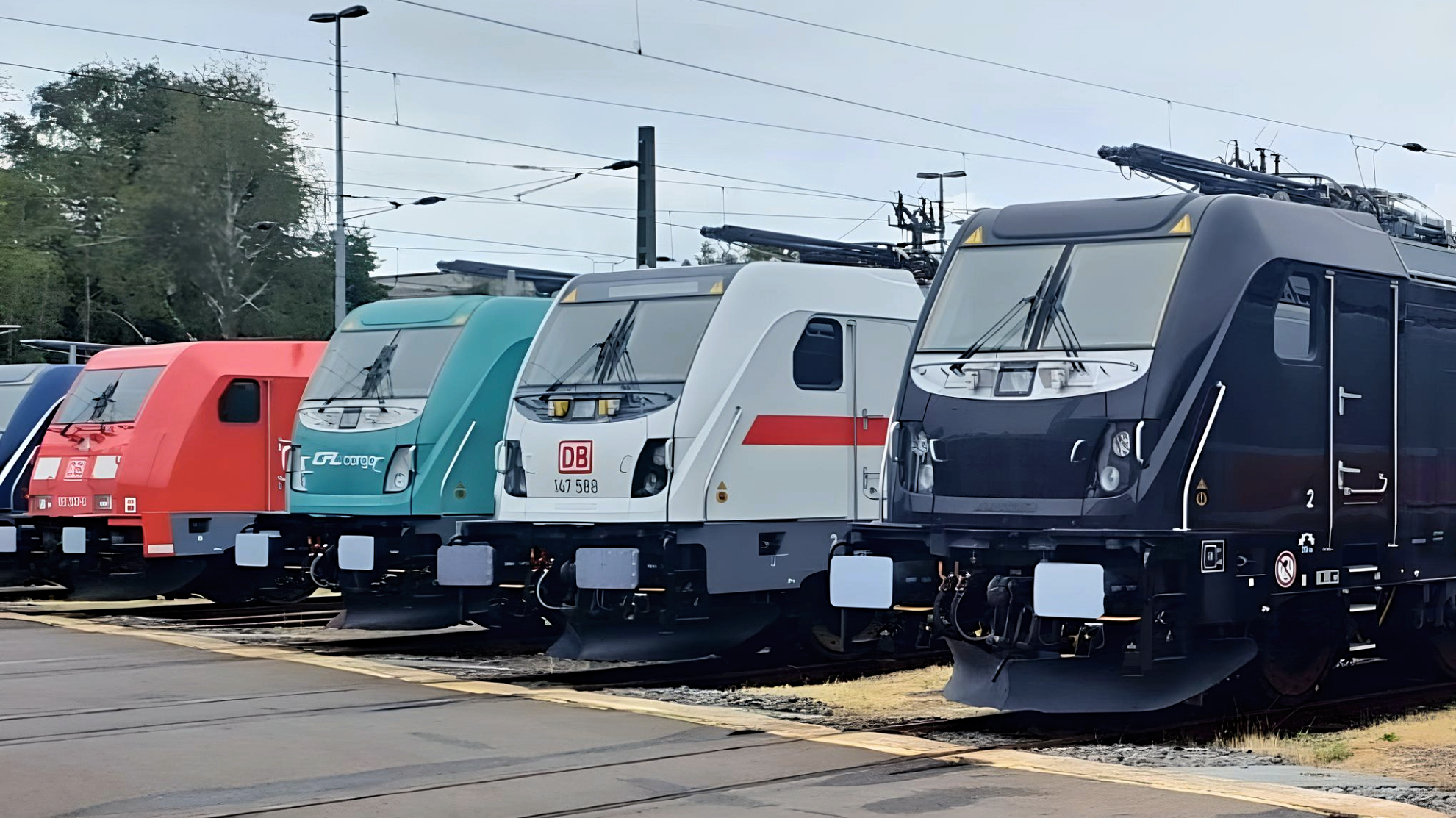
Von links nach rechts: AC2 der DB Cargo, MS3 der CFL Cargo, AC3 der DB Fernverkehr und MS3 der TX Logistik

Bombardier Traxx, Eigenschreibweise TRAXX, ist eine von Adtranz entwickelte Plattform für elektrische und dieselelektrische Lokomotiven für den Einsatz in Europa. Seit der Übernahme von Bombardier Transportation durch Alstom wird die Plattform unter den Marken Traxx Universal für die Güterzuglokomotiven und Traxx Passenger für Personenzuglokomotiven weitergeführt. Nach Angaben des Herstellers wurden zwischen 2004 und 2024 die Anzahl von 2450 Lokomotiven verkauft, die in 20 Ländern zugelassen sind. Die größte Traxx-Flotte besitzt die Deutsche Bahn mit über 800 Lokomotiven.

## Name und Bezeichnungssystem
Der Name Traxx steht für Transnational Railway Applications with extreme flexibility (deutsch Grenzüberschreitende Bahnanwendungen mit extremer Flexibilität).
TRAXX ist eine seit 2004 eingetragene Wortmarke,
die Wortmarken TRAXX Universal und TRAXX Passenger wurden im Juni 2023 zur Eintragung eingereicht.
Der Hersteller benennt die unterschiedlichen Varianten nach folgendem Schema:
- Verwendung: Freight (Güterverkehr), Heavy Haul (Schwerlast), Passenger (Personenverkehr), Speed (Hochgeschwindigkeitsverkehr),
- Ursprünglich Geschwindigkeit in km/h, später abgewandelt: 140 steht für Lokomotiven mit Tatzlagerantrieb, 160 für Lokomotiven mit Hohlwellenantrieb.
- Antriebsart: AC Wechselstrom, DC Gleichstrom, MS Mehrsystem, DE Dieselelektrisch, ME Multi-Engine (dieselelektrisch mit mehreren Dieselmotoren)
- Generation: 1, 2, 3, Evolution (Weiterentwicklung)
- Variante: P Triebkopf (Powerhead), LM Dieselhilfsmotor (Last Mile)

Gebaute Versionen:
| Bahngesellschaft                                                      | Land        | Baureihe       | Bezeichnung                   |
| --------------------------------------------------------------------- | ----------- | -------------- | ----------------------------- |
| DB Fernverkehr, DB Cargo, DB Regio, metronom und weitere Privatbahnen | Deutschland | 145            |                               |
| DB Fernverkehr, DB Cargo, DB Regio, metronom und weitere Privatbahnen | Deutschland | 146.0          |                               |
| DB Fernverkehr, DB Cargo, DB Regio, metronom und weitere Privatbahnen | Deutschland | 146.1          | Traxx P160 AC1                |
| DB Fernverkehr, DB Cargo, DB Regio, metronom und weitere Privatbahnen | Deutschland | 146.2/.3       | Traxx P160 AC2                |
| DB Fernverkehr, DB Cargo, DB Regio, metronom und weitere Privatbahnen | Deutschland | 146.5          | Traxx P160 AC2                |
| DB Fernverkehr, DB Cargo, DB Regio, metronom und weitere Privatbahnen | Deutschland | 147            | Traxx P160 AC3                |
| DB Fernverkehr, DB Cargo, DB Regio, metronom und weitere Privatbahnen | Deutschland | 185.0/.1       | Traxx F140 AC1                |
| DB Fernverkehr, DB Cargo, DB Regio, metronom und weitere Privatbahnen | Deutschland | 185.2          | Traxx F140 AC2                |
| DB Fernverkehr, DB Cargo, DB Regio, metronom und weitere Privatbahnen | Deutschland | 186            | Traxx F140 MS(2E)             |
| DB Fernverkehr, DB Cargo, DB Regio, metronom und weitere Privatbahnen | Deutschland | 187            | Traxx F140 AC3 Traxx F160 AC3 |
| DB Fernverkehr, DB Cargo, DB Regio, metronom und weitere Privatbahnen | Deutschland | 188            | Traxx F160 MS3                |
| DB Fernverkehr, DB Cargo, DB Regio, metronom und weitere Privatbahnen | Deutschland | 245            | Traxx P160 DE ME              |
| DB Fernverkehr, DB Cargo, DB Regio, metronom und weitere Privatbahnen | Deutschland | 246            | Traxx P160 DE                 |
| DB Fernverkehr, DB Cargo, DB Regio, metronom und weitere Privatbahnen | Deutschland | 285            | Traxx F140 DE                 |
| metrans                                                               | Deutschland | 386            | Traxx F140 MS(2E)             |
| SBB Cargo                                                             | Schweiz     | Re 481         |                               |
| SBB Cargo                                                             | Schweiz     | Re 482         | Traxx F140 AC1 Traxx F140 AC2 |
| SBB Cargo                                                             | Schweiz     | Re 484         | Traxx F140 MS2                |
| BLS Cargo                                                             | Schweiz     | Re 485         | Traxx F140 AC1                |
| BLS Cargo                                                             | Schweiz     | Re 486         | Traxx F140 MS(2E)             |
| BLS Cargo                                                             | Schweiz     | 187            | Traxx F160 AC3                |
| Swiss Rail Traffic                                                    | Schweiz     | Rem 487        | Traxx F160 AC3 LM             |
| CFL                                                                   | Luxemburg   | 4000           | Traxx P140 AC1                |
| Trenitalia                                                            | Italien     | E 483          | Traxx F140 DC                 |
| Trenitalia                                                            | Italien     | E 494          | Traxx F140 DC3                |
| Hector Rail                                                           | Schweden    | 241            | Traxx F140 AC2                |
| Green Cargo                                                           | Schweden    | Re             | Traxx F140 AC2                |
| Renfe                                                                 | Spanien     | 253            | Traxx F140 DC                 |
| PKP, Przewozy Regionalne                                              | Polen       | EU43           | Traxx F140 MS(2E)             |
| ČD Cargo                                                              | Tschechien  | 388            | Traxx F160 MS3                |
| MÁV                                                                   | Ungarn      | 480            | Traxx P160 AC2                |
| CargoNet                                                              | Norwegen    | CE 119 (El 19) | Traxx                         |

## Traxx-Vorläufer

### AEG 12X / Baureihe 128
Anfang der 1990er Jahre zeigte sich bei der Deutschen Bundesbahn, dass sich die Lokomotiven aus dem Einheitslokomotivprogramm, die bis dahin den Hauptanteil der elektrischen Zugförderung in Deutschland bewältigten, dem Ende ihrer Nutzungszeit näherten. Da zwischenzeitlich bis auf die Baureihen 103, 151, 111, 181.2 und 120 keine Neubauten beschafft worden waren, war es Zeit für einen Großauftrag an die Lokomotivbauindustrie, womit der überalterte Elektrolokomotivpark der DB erneuert werden sollte.
Die Entwicklung der geplanten Universallokomotive der Baureihe 121 wurde eingestellt, stattdessen wurden Lokomotiven ausgeschrieben, die den unterschiedlichen Anforderungen der Geschäftsbereiche Fern- und Güterverkehr angepasst waren. Das Ergebnis waren die Baureihe 101 für den Fernverkehr und die Baureihen 145 und 152 für den Güterverkehr. Der Bereich Nahverkehr verfügte mit der von der Deutschen Reichsbahn übernommenen Baureihe 243 über ausreichend Lokomotiven und schrieb daher keinen Entwicklungsauftrag aus. Die Baureihe 145 war formal für den mittelschweren Güterzugdienst vorgesehen, während die Baureihe 152 etwas stärker ausgelegt ist und als Ersatz für die sechsachsigen Lokomotiven der Baureihe 150 galt.

### Baureihe 145

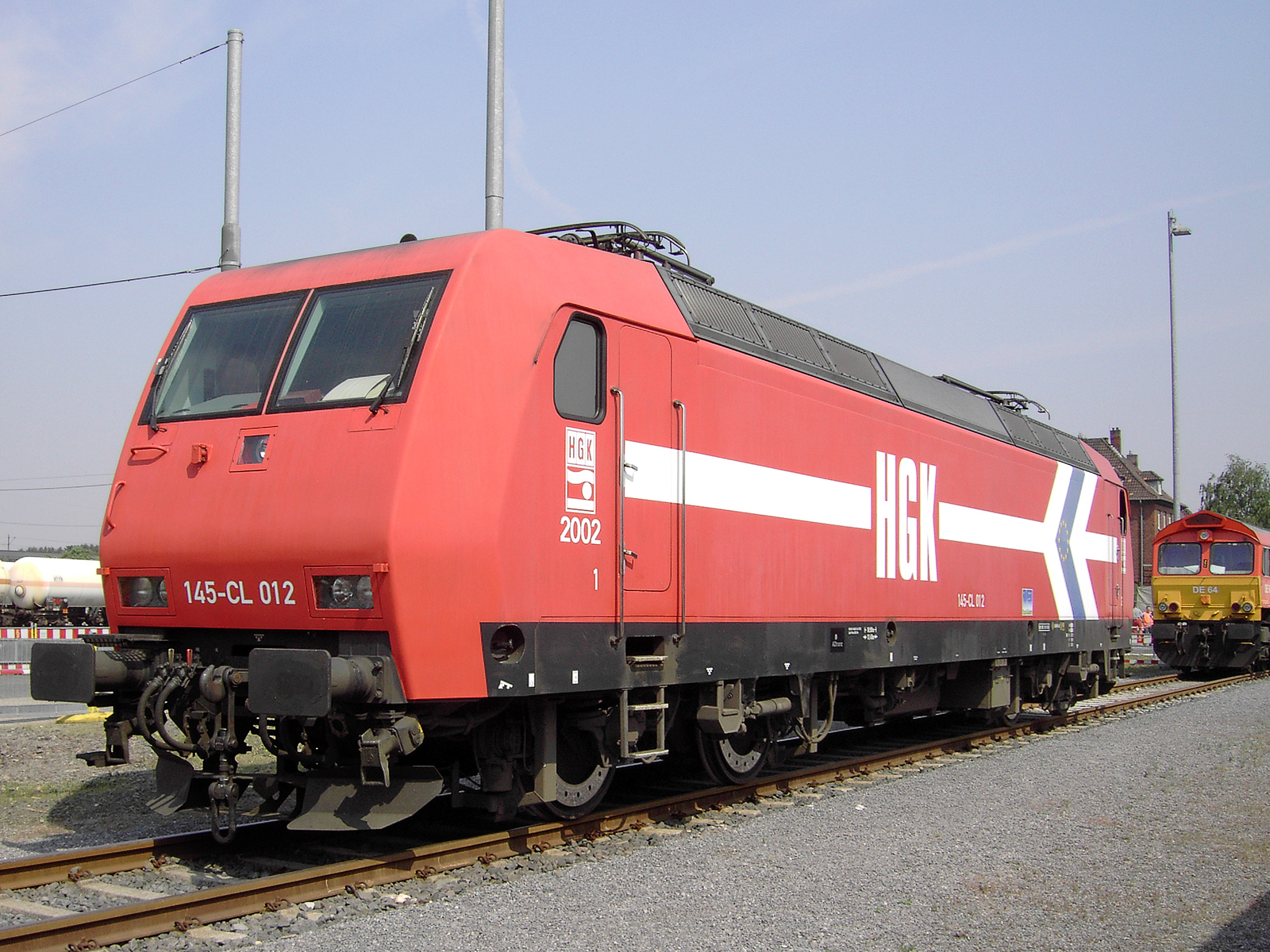
145-CL 012 der HGK

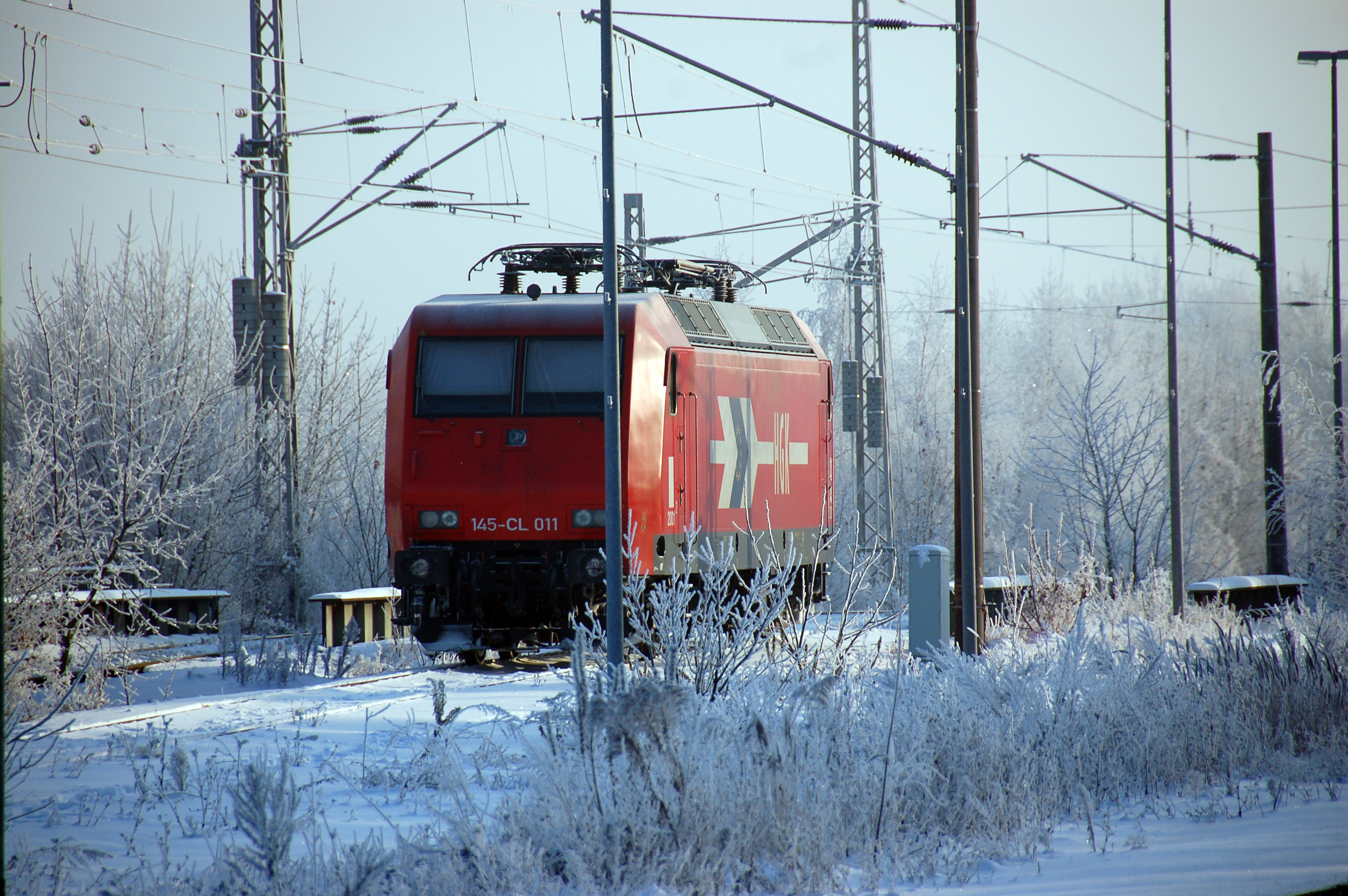
145-CL 011 in Angermünde

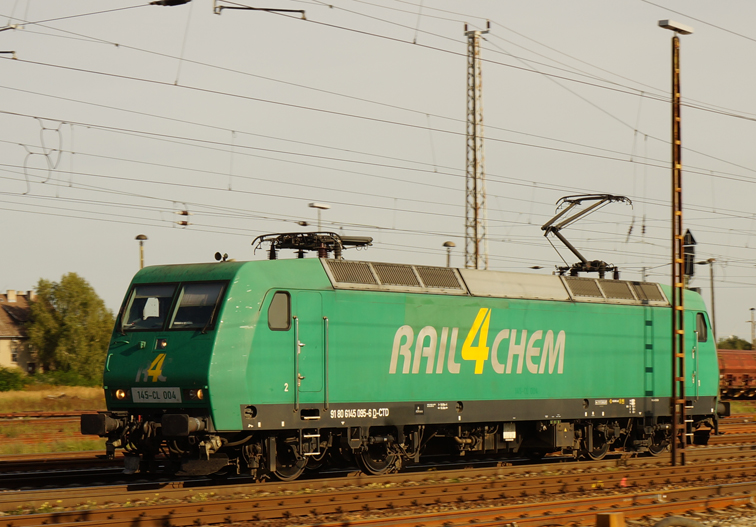
145-CL 004 in Angermünde

Die Baureihe 145 geht auf den Prototyp 12X zurück, den AEG Hennigsdorf 1994 der Öffentlichkeit vorstellte und als 128 001 bei der DB erproben ließ. Die dabei gemachten Erfahrungen flossen in die Baureihe 145 ein. Kurz nach der Bestellung der Lokomotiven dieser Reihe wurde die AEG Schienenfahrzeugtechnik GmbH mit ABB-Henschel zur Adtranz fusioniert. Zur Rationalisierung der Fertigung und späteren Instandhaltung wurde die Baureihe 145 kurz vor dem vorgesehenen Baubeginn der Prototypen stärker der gleichzeitig entstehenden Baureihe 101 angeglichen. Dies betraf unter anderem die Umrichter, Leittechnik und Drehgestelle, aber auch die äußere Form. Die 145 001 wurde am 10. Juli 1997 der Öffentlichkeit präsentiert. Ab dem 15. Januar 1998 lag die Bauartzulassung des Eisenbahn-Bundesamtes vor, so dass die Serienlieferung von zunächst 80 Lokomotiven beginnen konnte. Die ersten zehn Lokomotiven entstanden noch im Adtranz-Werk Hennigsdorf, die weiteren 70 Einheiten im Werk Kassel. Buchmäßig sind sie alle im Betriebshof Seddin beheimatet (dort erfolgen die mittelgroßen Unterhaltungsarbeiten und Reparaturen) und werden von dort aus deutschlandweit für DB Cargo Deutschland eingesetzt. Ein geplanter Folgeauftrag unterblieb zu Gunsten der Zweisystemvariante Traxx F140 AC, Baureihe 185.
Sechs baugleiche Lokomotiven wurden 2000 auch durch die Schweizer Mittelthurgaubahn (MThB) als Re 486 (651–656) beschafft. Bei der Liquidation der MThB erwarben die SBB die Lokomotiven 2002 für die SBBC/HGK-Tochter „Swiss Rail Cargo Köln“ (SRCK), die sie als Re 481 (001–006) ausschließlich in Deutschland einsetzte. Im August 2005 verkauften die SBB die Lokomotiven an MRCE, die sie unter anderem wiederum an die HGK vermietete. Zwei Lokomotiven (001, 003) wurden 2006/2007 an die Pressnitztalbahn (PRESS) verkauft und dort mit eigenen Betriebsnummern versehen. Die verbliebenen vier wurden später in die Baureihe 145 eingegliedert (084, 086–088). Die Lokomotiven 087 und 088 wurden 2014 an SRI Railinvest verkauft, die 084 und 086 im Jahr 2015 an die HGK-Tochter RheinCargo (RHC).
Weitere 17 baugleiche Lokomotiven gingen als „145-CL“ an vier Leasinggesellschaften und deren langfristige Leasingnehmer; die Lokomotiven wurden daher in Nummernblöcken und Lackierung der Leasingnehmer abgeliefert. Die Lokomotiven 001 und 002 gingen 1999 an BASF, die 003 und 004 2000/2001 an das Nachfolgeunternehmen Rail4chem (R4C), gefolgt von der 005. Die fünf Lokomotiven 011–015 gingen 2000/2001 an die HGK. Die Lokomotive 031 wurde 2001 an TX Logistik abgegeben; die Lokomotiven 201–204 erhielt 2001 die RAG Bahn und Hafen GmbH (RBH); die Lokomotiven 205 und 206 wurden ohne Leasingfirma direkt von RBH erworben.
| Bezeichnung    | NVR-Nummern         |
| -------------- | ------------------- |
| 145 001–080    | 91 80 6 145 001–080 |
| 145-CL 001–002 | 91 80 6 145 081–082 |
| Re 481 001–006 | 91 80 6 145 083–088 |
| 145-CL 011–015 | 91 80 6 145 089–093 |
| 145-CL 003–005 | 91 80 6 145 094–096 |
| 145-CL 201–206 | 91 80 6 145 097–102 |
| 145-CL 031     | 91 80 6 145 103     |

Zwischen 1997 und 2001 wurden insgesamt 103 Lokomotiven dieses Typs gebaut. Mit Einführung der NVR-Nummern erhielten die 23 „privaten“ Lokomotiven Ordnungsnummern, die an die der DB-Lokomotiven anschließen.
Hinter 15 der „privaten“ 145-CL standen vier Leasinggesellschaften, die teilweise mehrfach ihre Bezeichnung geändert haben:
- Hannover Mobilien Leasing
Lokomotiven 001–002
- Deutsche Leasing, an Captrain Deutschland (CTD) verkauft
Lokomotiven 003–004
- Locomotion Capital (LC), ab 2003 Angel Trains Cargo (ATC), seit 2010 Alpha Trains (ATL)
Lokomotiven 005, 031, 201–204
- Porterbrook Leasing Company, ab 2004 CBRail Leasing, ab 2010 Ascendos Rail Leasing, seit 2016 Beacon Rail Leasing (BRLL)
Lokomotiven 011–015

Ein auffälliges Merkmal der Lokomotiven der Reihe 145 ist das glatte Dach, auf dem sich nur die Stromabnehmer befinden. Diese zeigen mit den Kniegelenken nach innen. Die sonst üblichen Dachleitungen liegen innerhalb des Wagenkastens.

### Baureihe 146.0

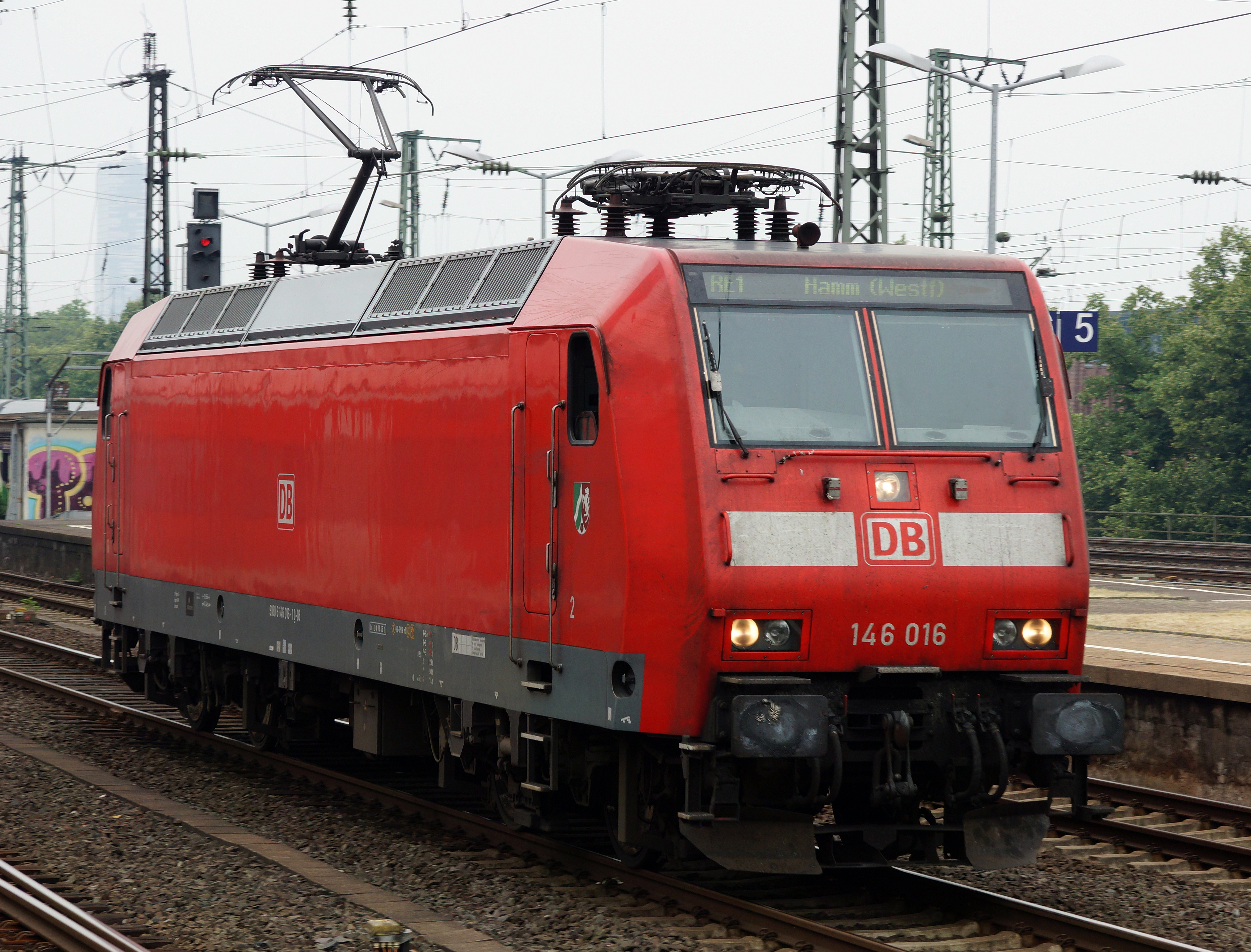
146 016 im Bahnhof Köln-Deutz

Zwischenzeitlich war DB Regio zu der Erkenntnis gelangt, dass man im Nahverkehr trotz aller Umstellungsbemühungen auf Triebwagen moderne, schnelllaufende Elektrolokomotiven für den Einsatz vor Doppelstockzügen bis 160 km/h benötigte. Die Lokomotiven 145 018 und 019 wurden daher Ende 1999 mit einem Nahverkehrspaket, bestehend aus Zugzielanzeigern im linken Frontfenster und zeitmultiplexer Wendezugsteuerung, ausgerüstet und an DB Regio in Ludwigshafen am Rhein vermietet. Da sie sich in diesen Diensten bewährten, wurden aus Anlass der Expo 2000 die 145 031 bis 050 ebenfalls nahverkehrstauglich gemacht und während der Weltausstellung im Raum Hannover eingesetzt. Diese Nahverkehrs-145er durften mit Ausnahmegenehmigungen 160 km/h fahren. Anschließend kamen sie in Nordrhein-Westfalen zum Einsatz, bis sie durch die Baureihe 146.0 ersetzt wurden.
Diese umgerüsteten 145er konnten trotzdem nur ein Provisorium sein, daher gab DB Regio beim Hersteller Bombardier eine spezielle Variante der Baureihe 145 für den Nahverkehr in Auftrag, die als Baureihe 146 eingereiht wurde. Wesentlichste Unterschiede zu den Lokomotiven der Reihe 145 sind der für 160 km/h zugelassene, abgefederte Hohlwellen- anstelle des Tatzlagerantriebes und der Zugzielanzeiger oberhalb der Frontfenster über deren gesamte Breite. Die Beschaffung der ersten Serie erfolgte mit finanzieller Unterstützung der späteren Einsatzländer Rheinland-Pfalz bzw. Nordrhein-Westfalen.
In den Jahren 2001 bis 2002 wurden insgesamt 31 Lokomotiven an DB Regio geliefert. Die ersten sieben Fahrzeuge (146 001–007) wurden dabei dem Bh Ludwigshafen (Rhein), die übrigen 24 (146 008–031) zunächst dem Bh Dortmund zugeordnet. Mit der Ablieferung der 146 031 am 26. August 2002 endete die Serienproduktion der Baureihen 145 und 146 in Kassel.
Im Februar 2004 wurde dann die Lokomotiven 146 008 bis einschließlich 015 zum Werk Köln-Deutzerfeld umbeheimatet. Anders als in Nordrhein-Westfalen, wo sich die Baureihe 146.0 rasch zum unverzichtbaren Rückgrat im schnellen und schweren Regionalverkehr entwickelte, mussten sich die rheinland-pfälzischen Maschinen zunehmend mit einer Nischenfunktion auf den immer mehr von Triebzügen der Baureihe 425 beherrschten Regionalbahn-Verbindungen im Rhein-Neckar-Dreieck begnügen. Anfang 2006 häuften sich in Baden-Württemberg die Proteste von Bahnkunden über den 425-Einsatz insbesondere auf langen Zugverbindungen wie etwa von Stuttgart nach Singen (Hohentwiel).
Somit kam es in der Folge zu einer „Tauschaktion“ zwischen dem Verkehrsbetrieb Württemberg, dem VU Rhein-Neckar und DB Regio NRW: Ersterer gab seine gesamte Flotte an Triebzügen der Baureihe 425.1 nach Rheinland-Pfalz ab. Im Gegenzug wurden vormals in Ludwigshafen am Rhein stationierte Doppelstockwagen nach Stuttgart umbeheimatet. Weiterhin wurden die durch den Zugang der Plochinger 425.1 bzw. Abgang der Doppelstockwagen überflüssig gewordenen 146 001 bis 007 nach Dortmund abgegeben. Später erhielt der Regionalverkehr Württemberg eine Nachlieferung über fünf Lokomotiven der Baureihe 146.2 (146 223–227). Seit dem 20. März 2006 waren somit alle 31 Fahrzeuge der Baureihe 146.0 in Nordrhein-Westfalen stationiert, bis diese 2015 nach Dresden, Frankfurt und Magdeburg abgegeben wurden, nachdem bei DB Regio AG, Region NRW fabrikneue Lokomotiven der Baureihe 146.3 eintrafen.

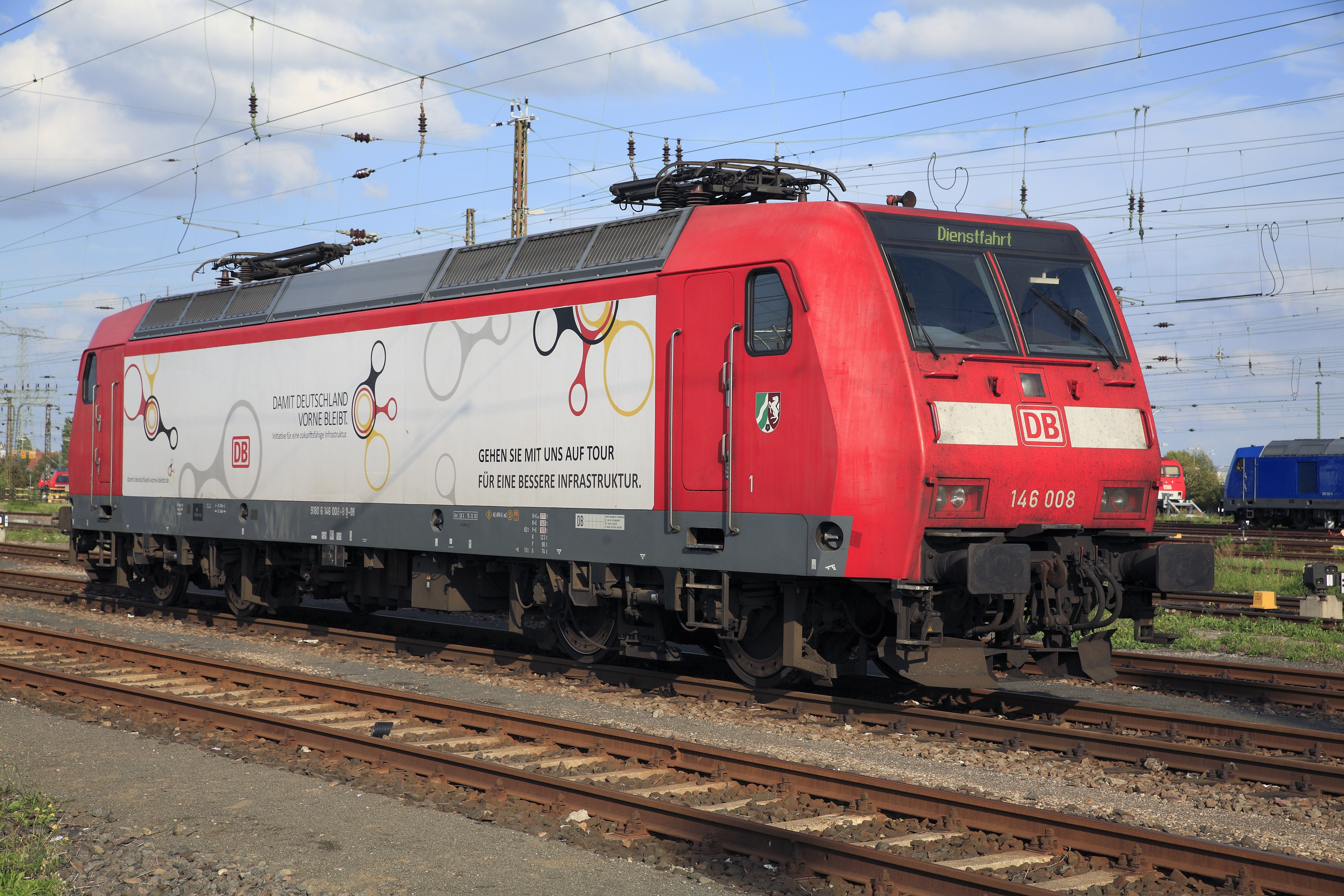
146 008 in Leipzig abgestellt

Um auch bei einer Verlängerung der Züge einiger NRW-Regionalexpress-Linien mit einem weiteren Doppelstockwagen die gewohnten Fahrzeiten weiterhin einhalten zu können, wurde vom Hersteller Bombardier ab Herbst 2010 ein leistungssteigernder Umbau aller Maschinen der Baureihe 146.0 durchgeführt. Die Lokomotiven hatten danach theoretisch eine Dauerleistung von 5,6 MW. Da dieser Umbau eine neue Zulassung erforderlich macht und das Eisenbahn-Bundesamt diese nicht erteilt hat, sind die Fahrzeuge weiterhin gedrosselt mit der alten Leistung unterwegs. Anders als bei den Lokomotiven der Baureihe 185 war die Leistungssteigerung nicht allein durch eine Softwareänderung erreichbar, sondern erforderte Umbauten der Lüfteranlage und der Traktionsstromumrichter.
Beheimatung (Baureihe 146.0):
- 146 001: Aachen
- 146 002: Aachen
- 146 003: Aachen
- 146 004: Aachen
- 146 005: Aachen
- 146 006: Aachen
- 146 007: Dresden-Altstadt
- 146 008: Magdeburg-Buckau
- 146 009: Magdeburg-Buckau
- 146 010: Dresden-Altstadt
- 146 011: Magdeburg-Buckau
- 146 012: Magdeburg-Buckau
- 146 013: Dresden-Altstadt
- 146 014: Dresden-Altstadt
- 146 015: Magdeburg-Buckau
- 146 016: Dresden-Altstadt
- 146 017: Dresden-Altstadt
- 146 018: Magdeburg-Buckau
- 146 019: Magdeburg-Buckau
- 146 020: Magdeburg-Buckau
- 146 021: Dresden-Altstadt
- 146 022: Magdeburg-Buckau
- 146 023: Magdeburg-Buckau
- 146 024:  Magdeburg-Buckau
- 146 025: Dresden-Altstadt
- 146 026: Magdeburg-Buckau
- 146 027: Magdeburg-Buckau
- 146 028: Magdeburg-Buckau
- 146 029: Magdeburg-Buckau
- 146 030: Magdeburg-Buckau
- 146 031:  Magdeburg-Buckau

Einsatzstrecke Bw Aachen:
RE9 „Rhein-Sieg-Express“; Aachen – Eschweiler – Düren – Horrem – Köln – Siegburg/Bonn – Betzdorf – Siegen
Einsatzstrecken Bw Magdeburg-Buckau:
RE19 Magdeburg Hbf – Magdeburg-Neustadt – Stendal Hbf – Hohenwulsch – Salzwedel – Schnega – Soltendieck – Wieren – Stederdorf – Uelzen
RE20 Schönebeck-Bad Salzelmen – Schönebeck Süd – Schönebeck – Schönebeck-Frohse – Magdeburg Südost – Magdeburg-Salbke – Magdeburg SKET Industriepark – Magdeburg-Buckau – Magdeburg Hasselbachplatz – Magdeburg Hbf – Magdeburg-Neustadt – Magdeburg-Eichenweiler – Magdeburg-Rothensee – Wolmirstedt – Zielitz Ort – Tangerhütte – Stendal Hbf – Steinfeld – Kläden – Hohenwulsch – Brunau-Packebusch – Fleetmark – Pretzier – Salzwedel – Schnega – Soltendieck – Wieren – Stederdorf – Uelzen
RE30 Magdeburg Hbf – Magdeburg-Buckau – Magdeburg Südost – Schönebeck – Schönebeck-Felgeleben – Gnadau – Calbe (Saale) Ost – Sachsendorf – Wulfen – Köthen – Arensdorf – Weißandt-Gölzau – Stumsdorf – Niemberg – Zöberitz – Halle Hbf
RB40 Burg – Möser – Gerwisch – Biederitz – Magdeburg Herrenkrug – Magdeburg-Neustadt – Magdeburg Hbf – Magdeburg-Sudenburg – Niederndodeleben – Wellen – Ochtmersleben – Dreileben-Drackenstedt – Ovelgünne – Eilsleben – Wefensleben – Marienborn – Helmstedt – Frellstedt – Königslutter – Schandelah – Weddel – Braunschweig Hbf
RE4 (Stendal–) Rathenow – Wustermark – Elstal – Dallgow-Döberitz – Berlin-Spandau – Berlin Hbf (tief) – Ludwigsfelde – Thyrow – Trebbin – Woltersdorf (Nuthe-Urstromtal) – Luckenwalde – Jüterbog – Herzberg (Elster) – Falkenberg (Elster)

## Traxx

### F140 AC1
Auf Grund der wachsenden internationalen Aktivitäten von DB Cargo wurde für neue elektrische Güterzuglokomotiven die Zweisystemfähigkeit für den Einsatz mit 25 Kilovolt bei 50 Hertz gefordert, um die Lokomotiven auch in Frankreich, Luxemburg und Dänemark einsetzen zu können. Die bestehende Option auf weitere Lokomotiven der Baureihe 145 wurde daher entsprechend abgewandelt wahrgenommen.
Im Januar 2000 konnte der Hersteller ADtranz mit der 185 001 das erste Exemplar einer Mehrsystemvariante der Baureihe 145 präsentieren. Technisch sind die Lokomotiven der Reihe 185 eine Weiterentwicklung der 145, auch flossen Erkenntnisse aus der Entwicklung der Baureihe 146 in die Lokomotiven mit ein. Eine sichtbare Konsequenz für den Einsatz mit 25 kV und in Frankreich ist das wegen der kleineren Fahrzeugumgrenzung im Bereich der Stromabnehmer etwas abgesenkte Dach. Zur Platzgewinnung für zwei zusätzliche Stromabnehmer auf den Außenpositionen wurde das Dach auch über den Führerständen eingezogen. Damit entstanden die für alle folgenden Bauarten typischen seitlichen Dachleisten über den Führerständen. Zusätzlich gibt es wieder eine Dachleitung zwischen den Stromabnehmern.
Insgesamt wurden 405 Lokomotiven der Baureihe 185 (200 F140 AC1 sowie 205 F140 AC2) beschafft, wodurch diese die derzeit am häufigsten im deutschen Eisenbahnnetz anzutreffende Elektrolokomotive ist. Mit ihr wurden vor allem die alten Lokomotiven der Baureihe 140 ersetzt. Der Stückpreis einer Lokomotive der Baureihe 185 betrug im Jahr 2000 circa 4,85 Millionen DM (rund 2,5 Millionen Euro).
Am 19. Dezember 2002 wurde die hundertste Lokomotive der Baureihe 185 an DB Cargo übergeben. 1998 hatte das Unternehmen 400 Maschinen dieses Typs bestellt. Am 28. Januar 2003 wurde die erste 185er für den grenzüberschreitenden Betrieb nach Österreich und in die Schweiz, an Rail4captrain, abgeliefert. Ab Anfang 2004 wurden die DB-Maschinen auf der Gotthard-Südrampe auch im Schiebebetrieb eingesetzt.
Nach fast sechsjähriger Produktion wurde mit der 185 557 Anfang 2006 die letzte der 332 Lokomotiven der Baureihe 185.0/185.1 fertiggestellt. Davon gingen 200 Lokomotiven an die Deutsche Bahn, 57 an deutsche Privatbahnen, 35 als Re 482 an SBB Cargo, 20 als Re 485 an BLS Cargo und 20 als Reihe 4000 an die Luxemburgische Staatsbahn CFL.
Weil die Lokomotiven aus Platz-, Masse- und vor allem Kostengründen nicht Fahrzeuggeräte für die Zugbeeinflussung und andere Ausrüstungsteile für alle denkbaren Einsatzländer tragen können, werden sie bei Anlieferung bzw. später bei Bedarf mit bestimmten Paketen aus- oder nachgerüstet. Bereits ab 2001 erhältlich war das Schweiz-Paket, bestehend aus den schweizerischen Zugbeeinflussungen Integra-Signum und ZUB 262ct, zwei zusätzlichen Stromabnehmern mit schmalen Paletten (1450 mm) auf den Außenpositionen, seitlich angebrachten Videokameras als Rückspiegelersatz sowie weiteren landesspezifischen technischen Einrichtungen. Neben SBB Cargo und BLS Cargo beschaffte die DB insgesamt 65 Maschinen (085–149) mit Schweiz-Paket.
2007 wurden zehn der schweiztauglichen DB-Maschinen (101–110) auf Kosten der Schweizer Eidgenossenschaft mit ETCS-Bordgeräten der Baseline 2.2.2+ von Siemens ausgerüstet, um im Lötschberg-Basistunnel und auf der Neubaustrecke Mattstetten–Rothrist fahren zu können. Später wurden 50 Lokomotiven mit dem ETCS ausgerüstet. Die nunmehr von DB Cargo selbst beauftragte ETCS-Ausrüstung verzögerte sich aufgrund der deutschen Forderung einer vollen Integration in die Triebfahrzeugleittechnik. Dabei musste das ETCS-Fahrzeuggerät von Siemens über einen MVB-Bus mit der Bombardier-Leittechnik zusammenarbeiten. Die Betriebsbewilligung durch das Schweizer Bundesamt für Verkehr wurde am 27. Oktober 2015 erteilt. Im November 2015 fanden Testfahrten statt, die Umrüstung erfolgte sukzessive bis Mitte Dezember 2015. Nachdem die Umrüstung nicht mehr rechtzeitig zur ETCS-Inbetriebnahme des Gotthard-Basistunnels 2015 erfolgt war, wurden Transitverkehre durch ETCS-fähige Lokomotiven der Baureihen Re 4/4 II und Re 6/6 übernommen, zunächst bis Mitte Dezember 2015. Die Lokomotiven der Reihe 185 übernahmen dafür deren Leistungen im Schweizer Binnenverkehr. Nach Rückkehr der ETCS-fähigen 185er ereigneten sich Mitte Dezember 2015 eine Reihe von unterschiedlichen Störungen, die zu Betriebsbehinderungen führten. Die Lokomotiven verkehrten einstweilen im  ETCS-Modus Isolation (IS) mit abgeschaltetem ETCS im Schweizer Binnenverkehr, die Transitleistungen wurden wiederum durch SBB-Lokomotiven erbracht. Als Ursache wurden Ende Januar 2016 unterschiedliche Zeitangaben auf zwei Geräten gefunden, die zu einer Notabschaltung der Lokomotiven führten. Daneben wurde ein Speicherüberlauf festgestellt. Am 4. April 2016 kehrten die Lokomotiven mit aktivem ETCS in den Plandienst am Gotthard zurück.
Die ETCS-Fahrzeugeinrichtungen sind im Deutschland-Betrieb inaktiv, ein Betrieb auf der mit SRS 2.3.0d betriebenen Neubaustrecke Erfurt–Leipzig/Halle ist damit ausgeschlossen.[veraltet]
Die Europäische Kommission gewährte Ende 2017 einen Zuschuss von 5,8 Millionen Euro für die ETCS-Ausrüstung von 57 Lokomotiven der Baureihe 185.1 von DB Cargo; gefördert wird maximal die Hälfte der Kosten. Die Umrüstung soll zwischen Januar 2019 und Dezember 2023 erfolgen. Im Oktober 2022 begann ein Markterkundungsverfahren zur ETCS-Ausrüstung von Lokomotiven der Baureihe 185 von DB Cargo.
Lokomotiven mit dem Schweiz-Paket dürfen wegen des Permanentmagnetes für die Zugbeeinflussung Integra-Signum nicht in Österreich verkehren. Daher wurden zehn DB-Lokomotiven (085–094) mit einem abschaltbaren Elektromagnet nachgerüstet, der für die „Traxx F140 AC2“ der SBB (Re 482 035–049) entwickelt wurde. Diese Maschinen verfügen nur über eine beschränkte Zulassung für Österreich und benötigen für die Einfahrt in den Grenzbahnhof Brenner zudem eine zusätzliche Zulassung durch die italienische Infrastrukturgesellschaft Rete Ferroviaria Italiana. Weitere zwanzig DB-Lokomotiven (040–059) sind in Österreich uneingeschränkt zugelassen.
Die Version für den Verkehr nach Frankreich verfügt ebenfalls über zwei zusätzliche Stromabnehmer mit schmalen Paletten (1450 mm) und die französischen Zugbeeinflussungssysteme. Über diese Ausrüstung verfügen zwanzig DB-Lokomotiven (020–039).
Die Mehrheit von 115 der 200 DB-Lokomotiven (185 001–200) wurden als Basisversion mit nur zwei Stromabnehmern auf den inneren Positionen (1950 mm Palettenbreite) und ohne zusätzliche Zugbeeinflussungseinrichtungen ausgeliefert und sind in dieser Konfiguration nur in Deutschland und Österreich einsetzbar.
Die luxemburgische CFL setzt 20 Lokomotiven der inoffiziellen Variante „Traxx P140 AC1“ als CFL-Reihe 4000 (4001–4020) ein. Diese verfügt im Gegensatz zu den „F140 AC1“ über eine Personenverkehrsausrüstung, setzt allerdings auf den günstigen Tatzlagerantrieb der Güterverkehrsversion. Die Lokomotiven verfügen über vier Stromabnehmer, auf den äußeren Positionen jeweils mit 1450 mm Palettenbreite, und eine Zulassung für Luxemburg und Deutschland.
| Bezeichnung    | NVR-Nummern         |
| -------------- | ------------------- |
| DB 185 001–200 | 91 80 6 185 001–200 |
| 185-CL 001–009 | 91 80 6 185 501–509 |
| 185 510–557    | 91 8_ 6 185 510–557 |
| Re 482 000–034 | 91 85 4 482 000–034 |
| Re 485 001–020 | 91 85 4 485 001–020 |
| CFL 4001–4020  | 91 82 0 004 001–020 |

Insgesamt 57 Lokomotiven wurden an Leasinggesellschaften und deutsche Privatbahnen ausgeliefert; die Mietlokomotiven kamen bei entsprechend vielen, teilweise oft wechselnden Bahngesellschaften in Deutschland, Österreich und der Schweiz zum Einsatz. Unter den Mietern fanden sich unter anderem Rail4captrain (R4C), Häfen und Güterverkehr Köln (HGK), Osthannoversche Eisenbahnen (OHE), TX Logistik (TXL), ITL, BLS Cargo und Captrain Deutschland (CTD). Ursprünglich als „185-CL“ (001–009) bezeichnet, erhielten sie mit der zehnten Mietlokomotive EDV-Nummern als Baureihe 185.5 (510–557); die NVR-Nummern lauten analog dazu „91 XX 6 185 501–557“.
Mit wenigen Ausnahmen gingen die „privaten“ 185-CL an Leasingunternehmen und deren langfristige Leasingnehmer; die Lokomotiven wurden daher meist in der Lackierung der Leasingnehmer und mit gewünschtem Auslandspaket abgeliefert. Die 185 548 ging als einzige an die damals aufstrebende ITL; die 549 und 550 gelangten zu Rail4chem (R4C). Größte Eigentümer der Maschinen sind die Vermieter Alpha Trains (30 Stück) und MRCE (11 Stück), der Rest entfiel auf vier weitere Leasing-/Finanzierung-Gesellschaften, die teilweise mehrfach ihre Bezeichnung geändert haben:
- Porterbrook Leasing Company, ab 2004 CBRail Leasing, ab 2010 Ascendos Rail Leasing, seit 2016 Beacon Rail Leasing (BRLL)
Lokomotiven 501–503
- Locomotion Capital (LC), ab 2003 Angel Trains Cargo (ATC), seit 2010 Alpha Trains (ATL)
Lokomotiven 504–509, 510–516, 518–524, 525–527 (DE/AT/CH), 528–531, 534, 535–536 (DE/AT/CH)
- Hannover Mobilien Leasing, an CTD verkauft
Lokomotiven 517, 532, 541
- Deutsche Leasing, an CTD verkauft
Lokomotiven 533, 542, 543
- Anlagen- und Grundstücksvermietungsgesellschaft (AGV), an TXL verkauft
Lokomotiven 537–540
- Mitsui Rail Capital Europe (MRCE), seit 2008 MRCE Dispolok
Lokomotiven 544 (DE/AT/CH), 545–547 (DE/AT), 551–557 (DE/FR)

Im Laufe der Jahre übernahm Captrain Deutschland (CTD) insgesamt acht Lokomotiven: 517, 532–533, 541–543, sowie 549 und 550 der ehemaligen R4C. TX Logistik Austria (TXL) übernahm vier Lokomotiven von der AGV sowie die 531 von Alpha Trains.

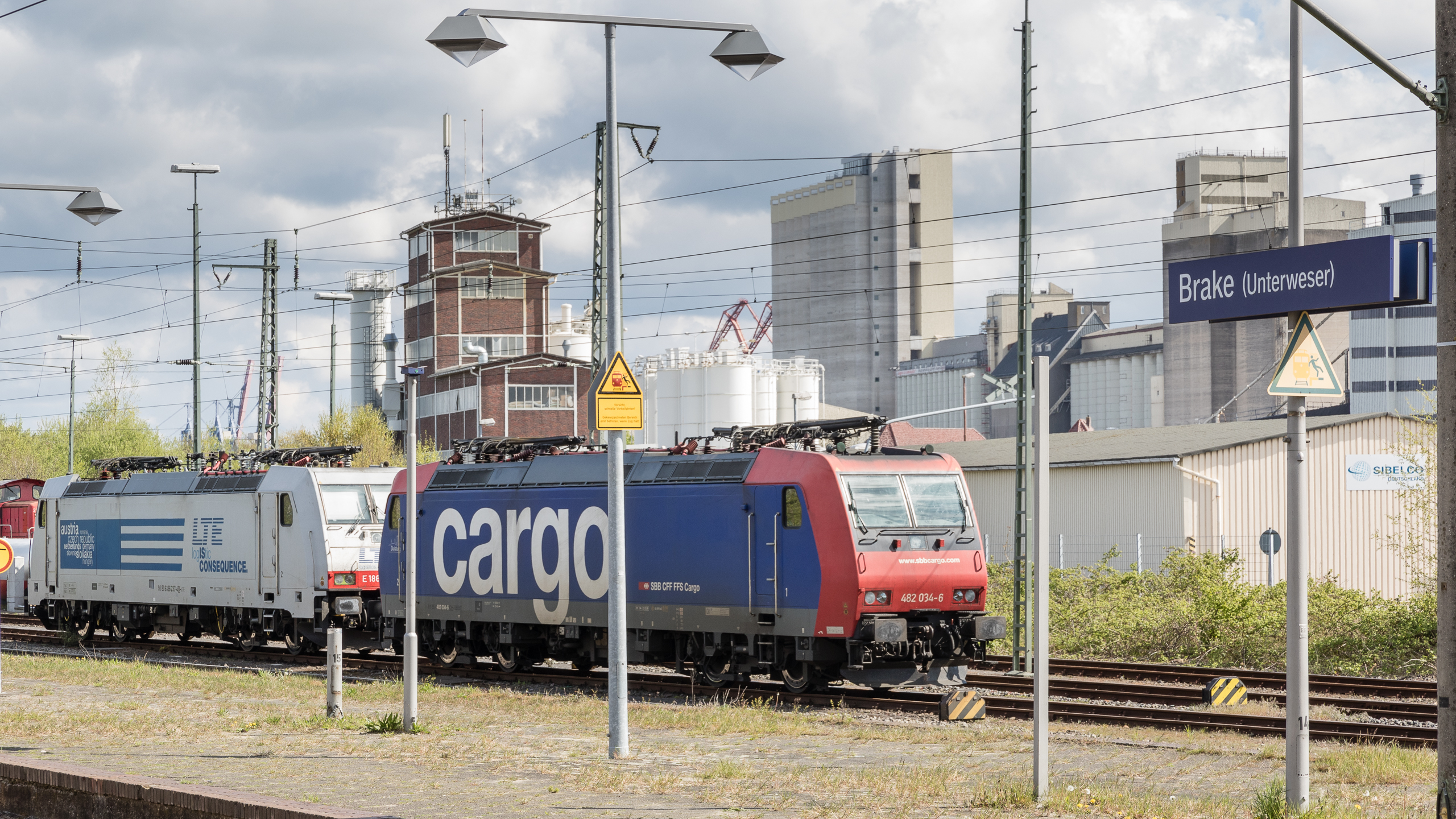
TRAXX-Lokomotiven in Brake, Deutschland
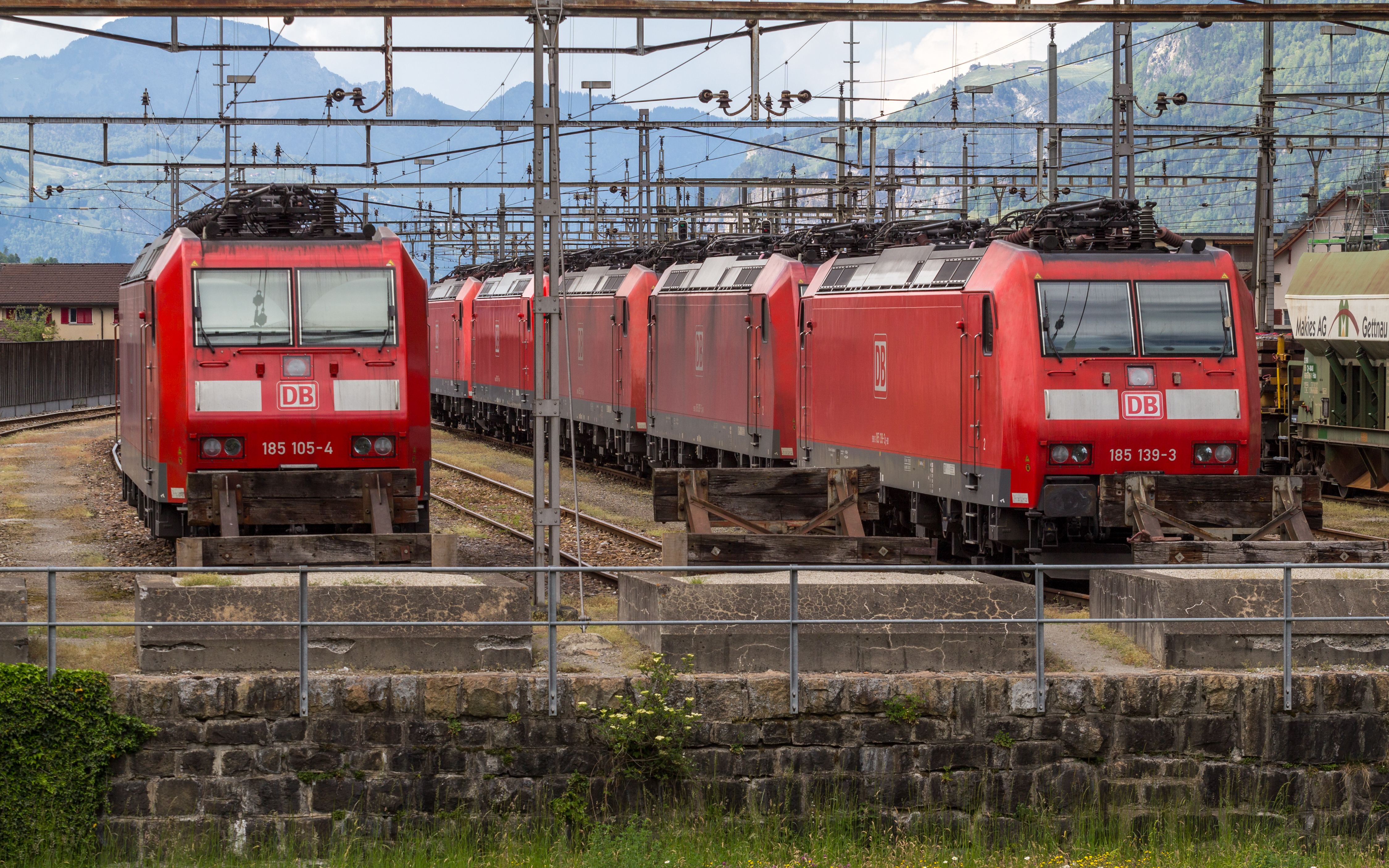
DB-Lokomotiven der Reihe 185 am Gotthard (Erstfeld, Mai 2011)
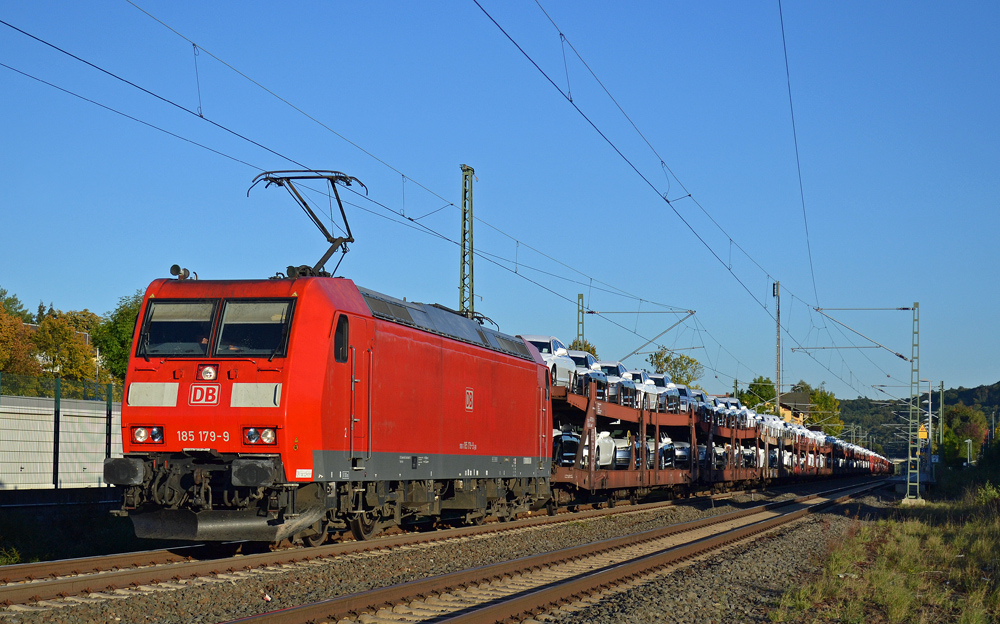
185 179 mit einem Güterzug auf der Dillstrecke bei Ehringshausen (Oktober 2015)
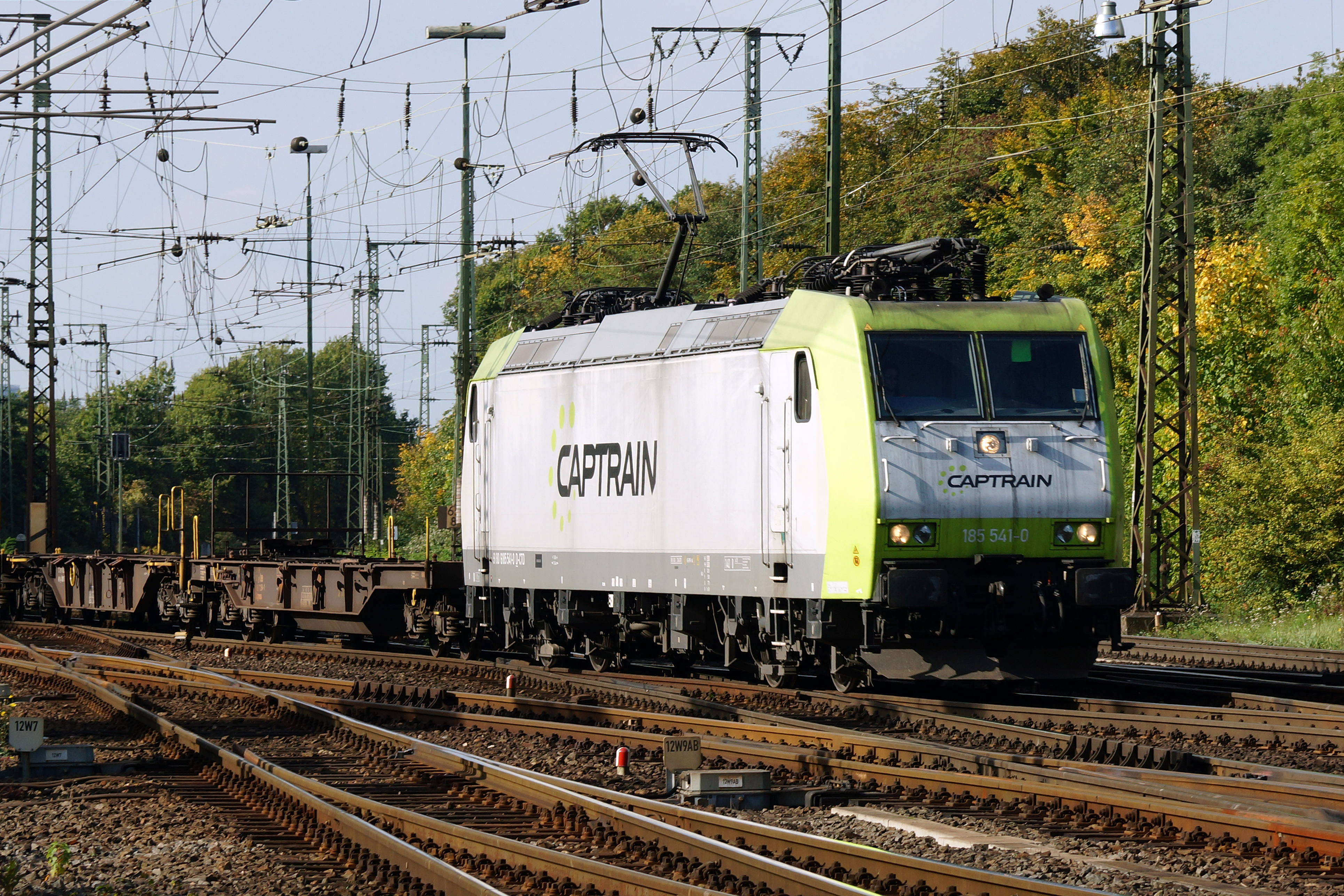
185 541 in Köln-Gremberg
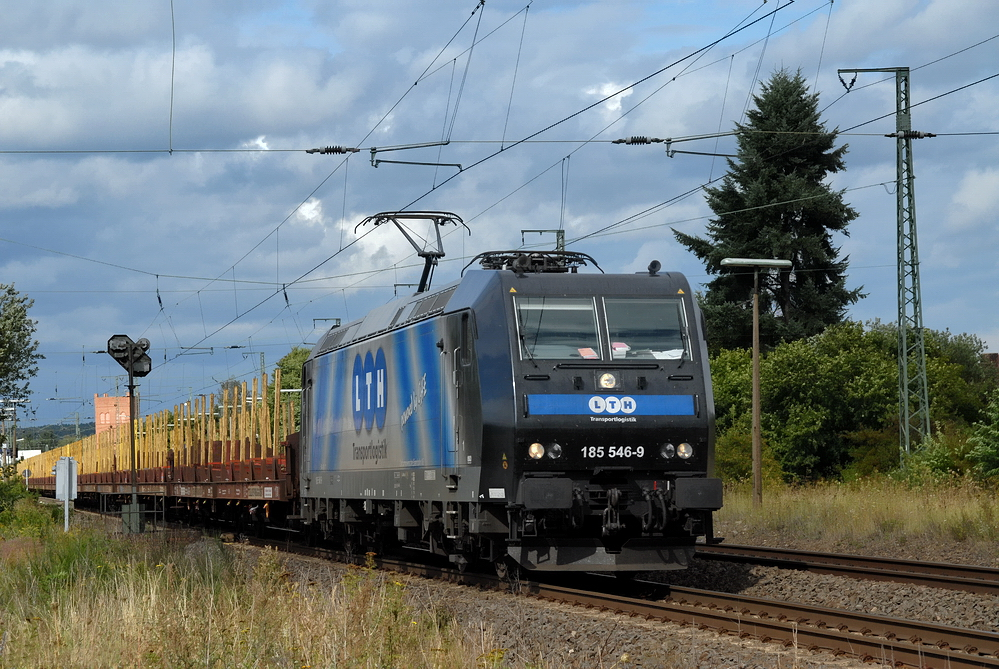
185 546 in Lollar
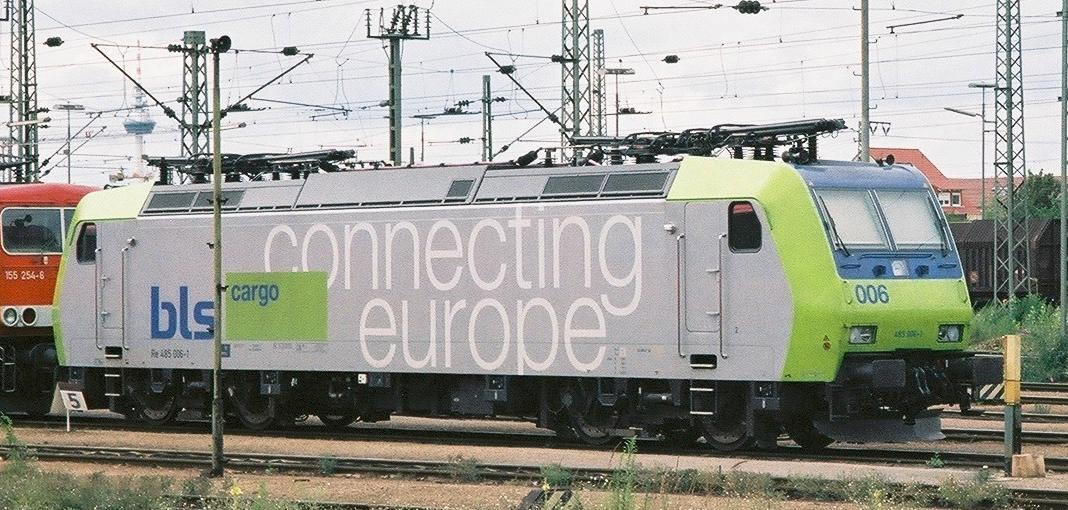
Re 485 006 der BLS Cargo
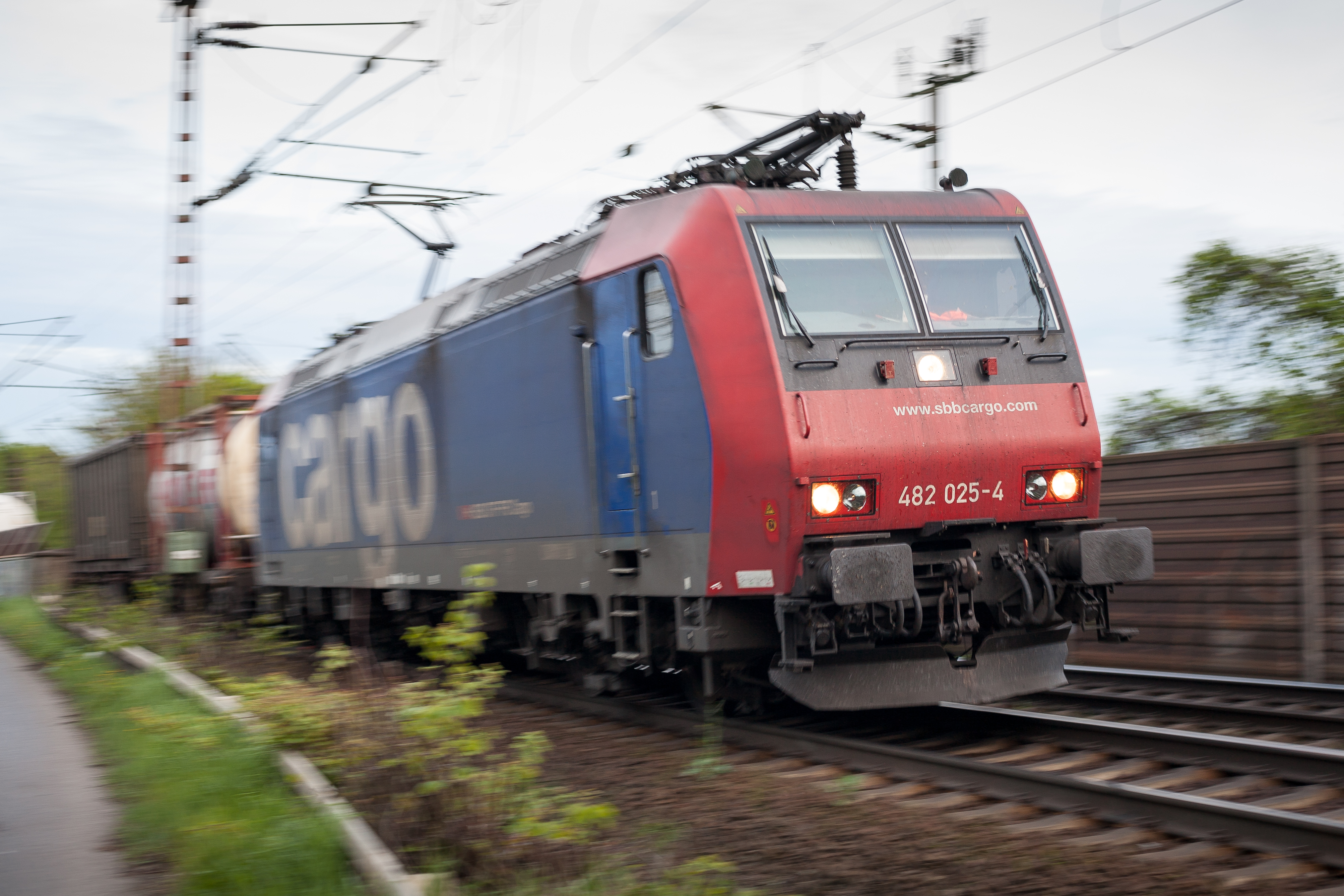
Re 482 025 der SBB Cargo
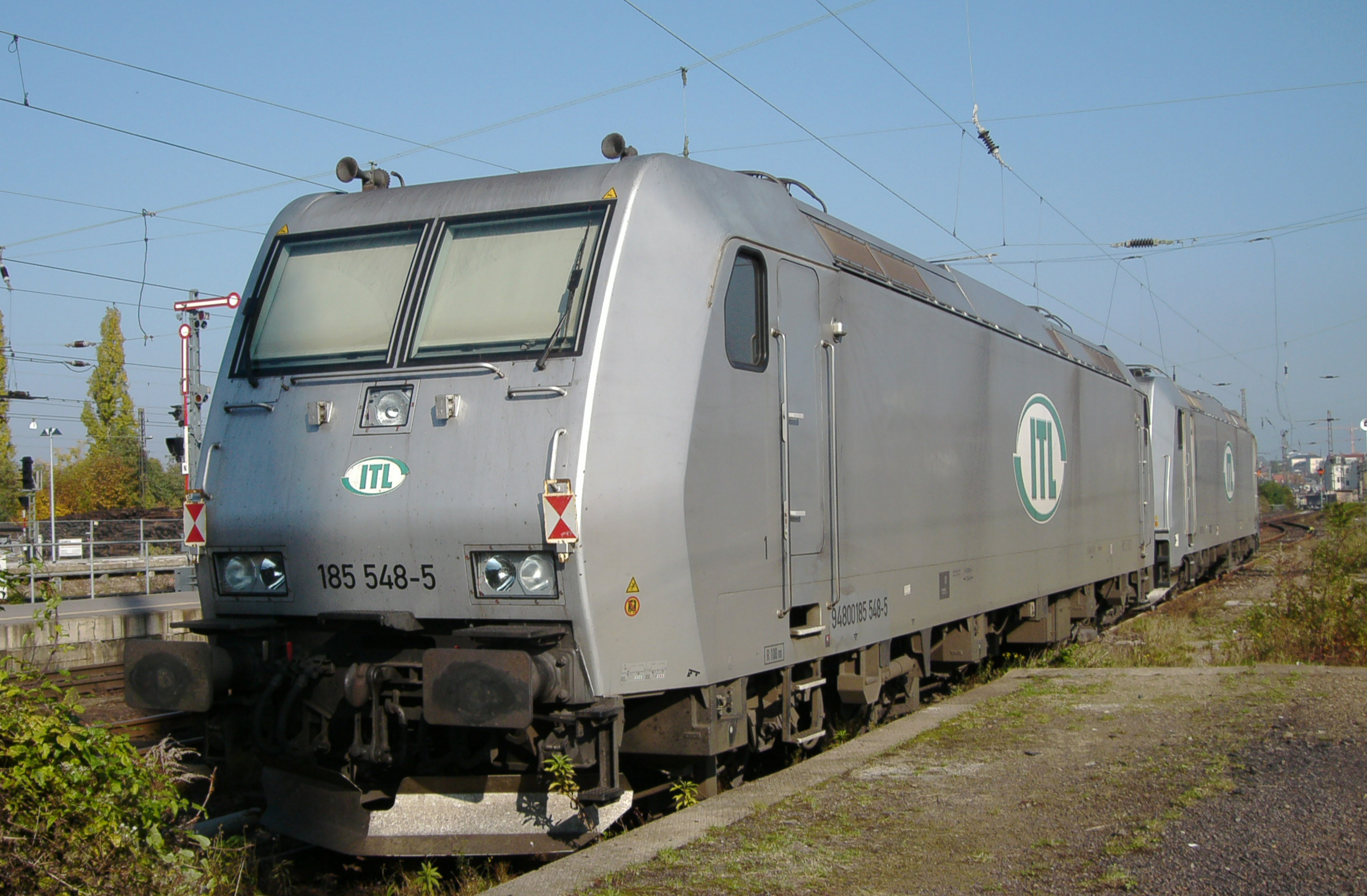
185 548 der ITL
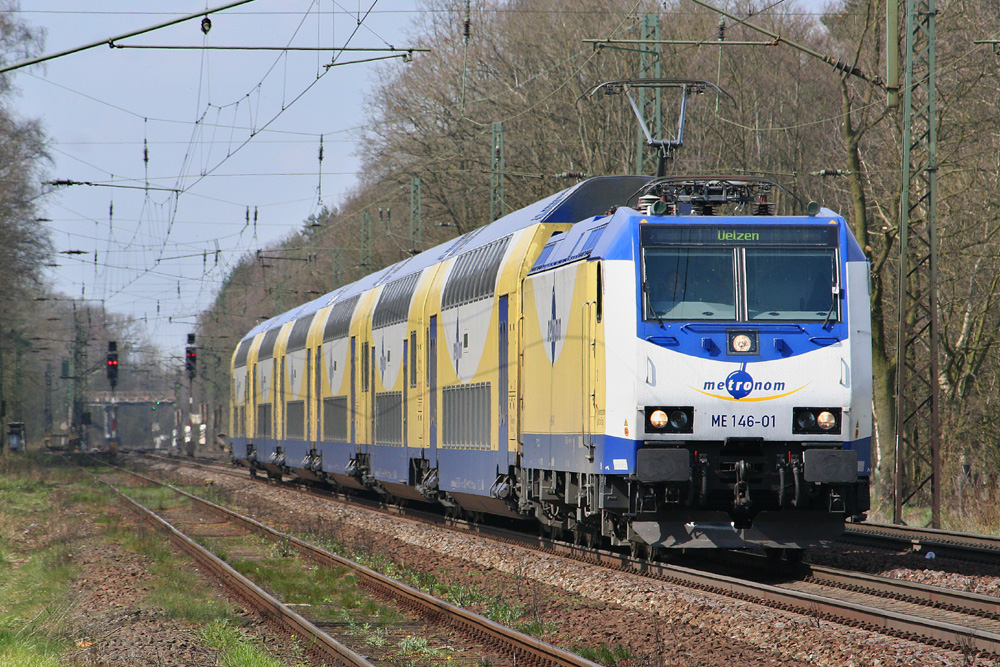
ME 146-01 von metronom in Radbruch

### P160 AC1
Für den Verkehr mit Reisezügen wurde die „Traxx P160 AC1“ entwickelt. Die Lokomotiven erhielten den teureren Hohlwellenantrieb. Die Maschinen wurden nur einsystemfähig für 15 kV bei 16,7 Hertz geliefert. Die Kastenform entspricht mit dem abgesenkten Dach im Stromabnehmerbereich den Lokomotiven der Reihe 185.0, F140 AC1.
In den Jahren 2003 bis 2005 wurden 32 Maschinen an DB Regio ausgeliefert, welche sie als Baureihe 146.1 (101–132) eingeordnet hat. Weitere zehn Maschinen gingen 2003 an die Landesnahverkehrsgesellschaft Niedersachsen (LNVG), welche die Lokomotiven an Metronom (ME) weitervermietet. Bis 2018 als ME 146-01 bis ME 146-10 bezeichnet, erhielten die Fahrzeuge die NVR-Nummern 91 80 6 146 501–510. Zwischen 2018 und 2024 waren die Lokomotiven dann als BTH 146-01 bis BTH 146-10 bezeichnet. Seit der Übernahme von Bombardier Transportation durch Alstom werden die Loks als AMS 146-01 bis AMS 146-10 bezeichnet.

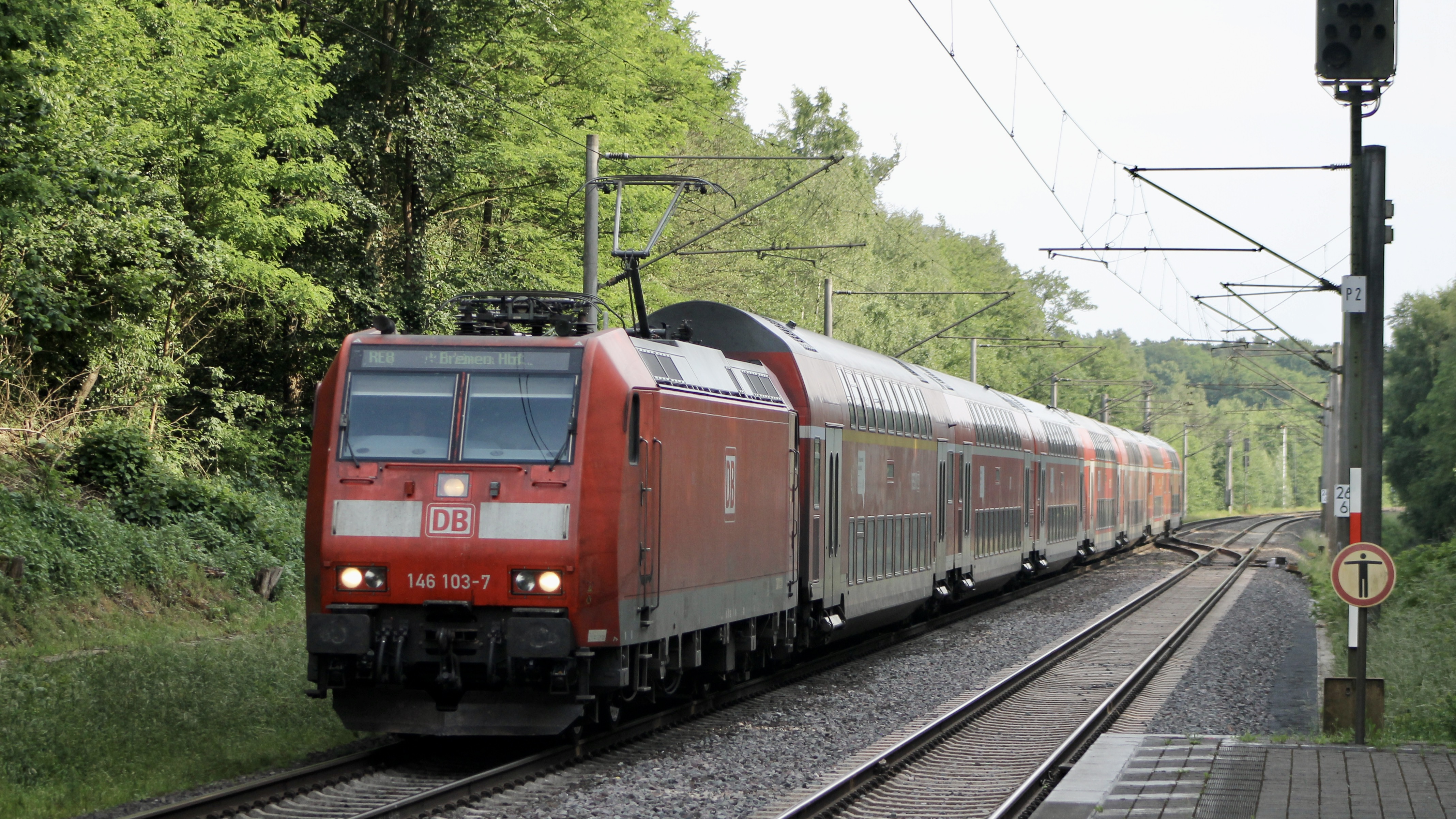
Die ummodernisierte 146 103 der DB Regio Nord

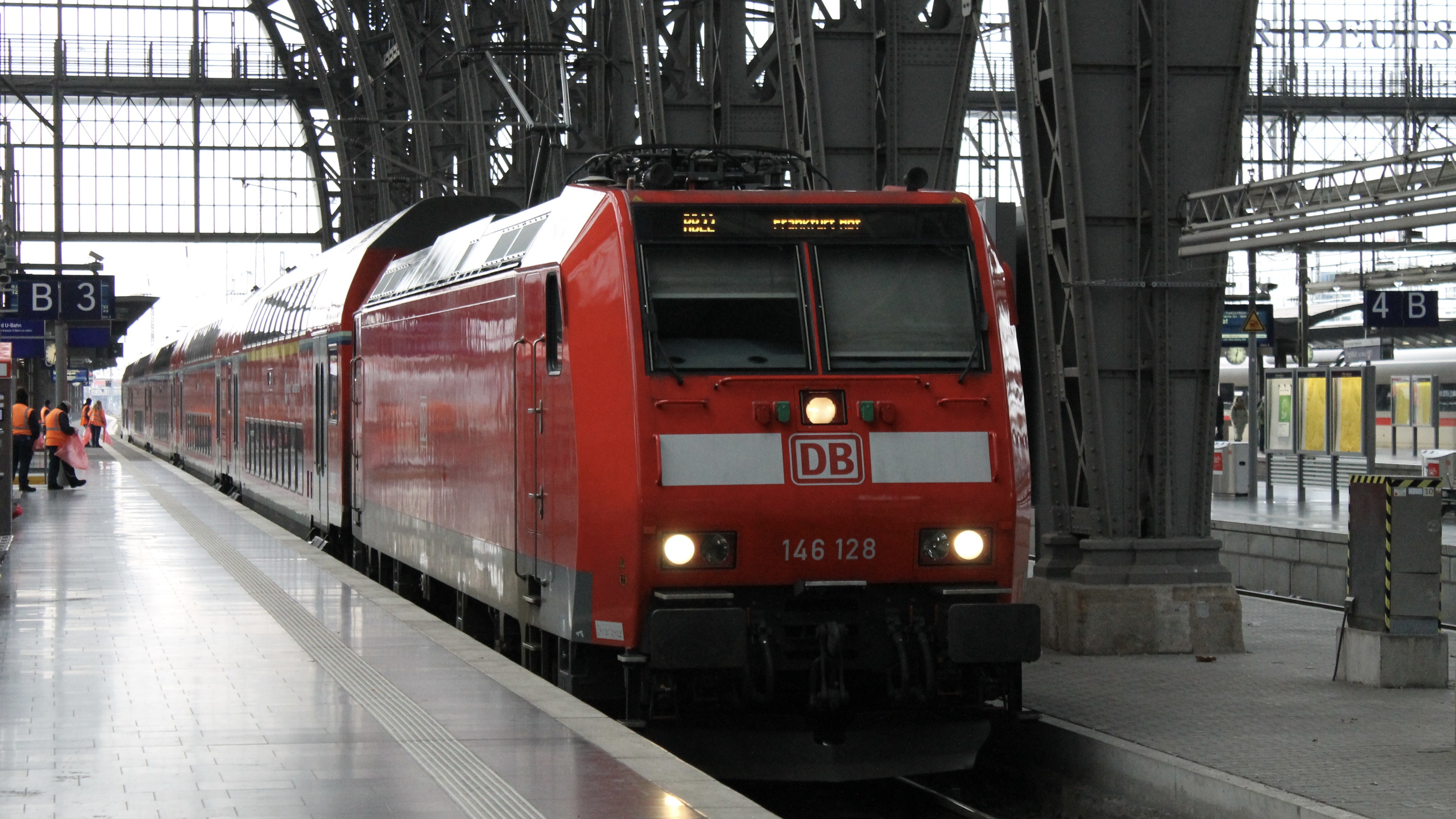
Die modernisierte 146 128 der DB Regio Mitte/RMV

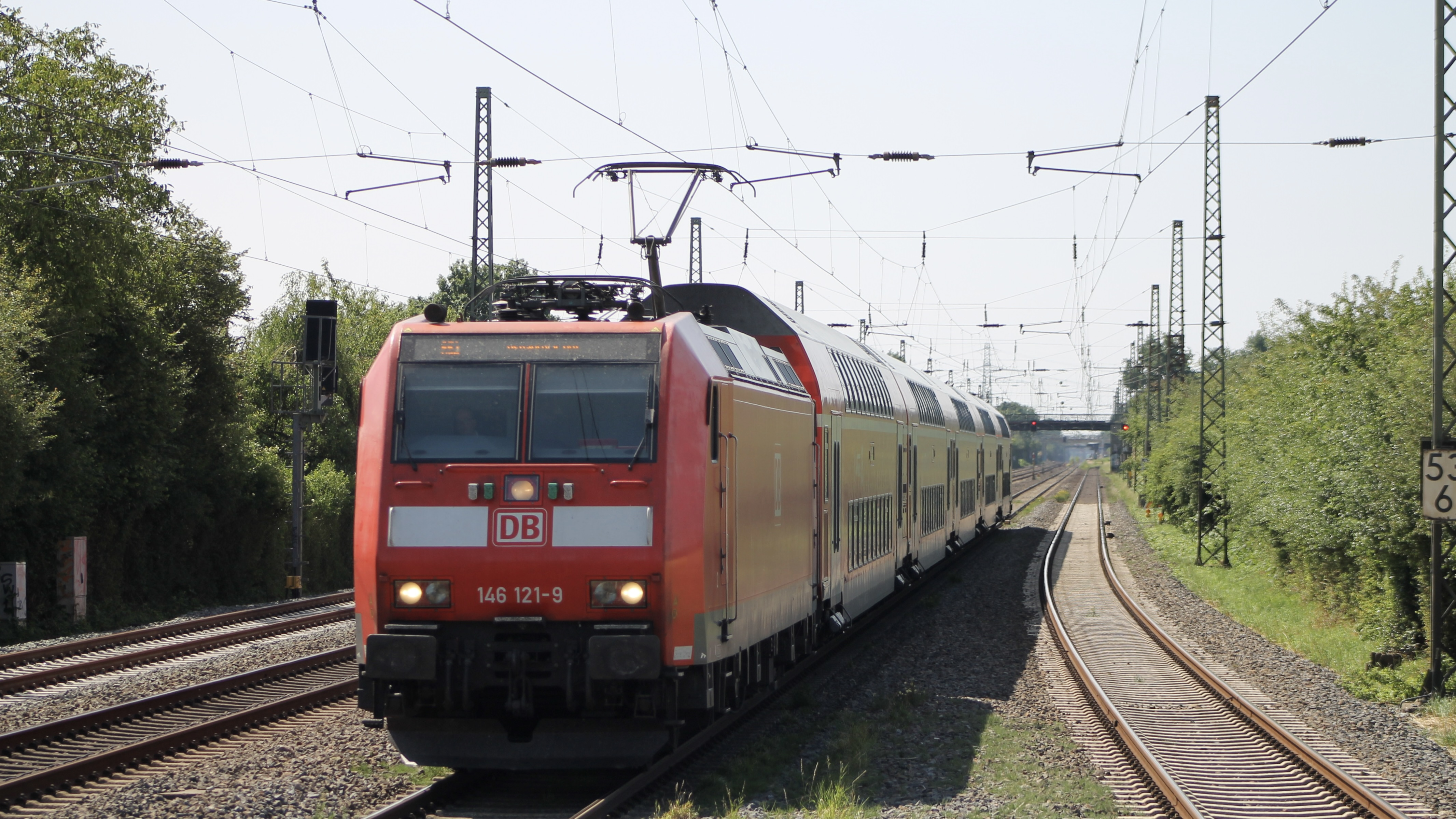
Die modernisierte 146 121 der DB Regio NRW

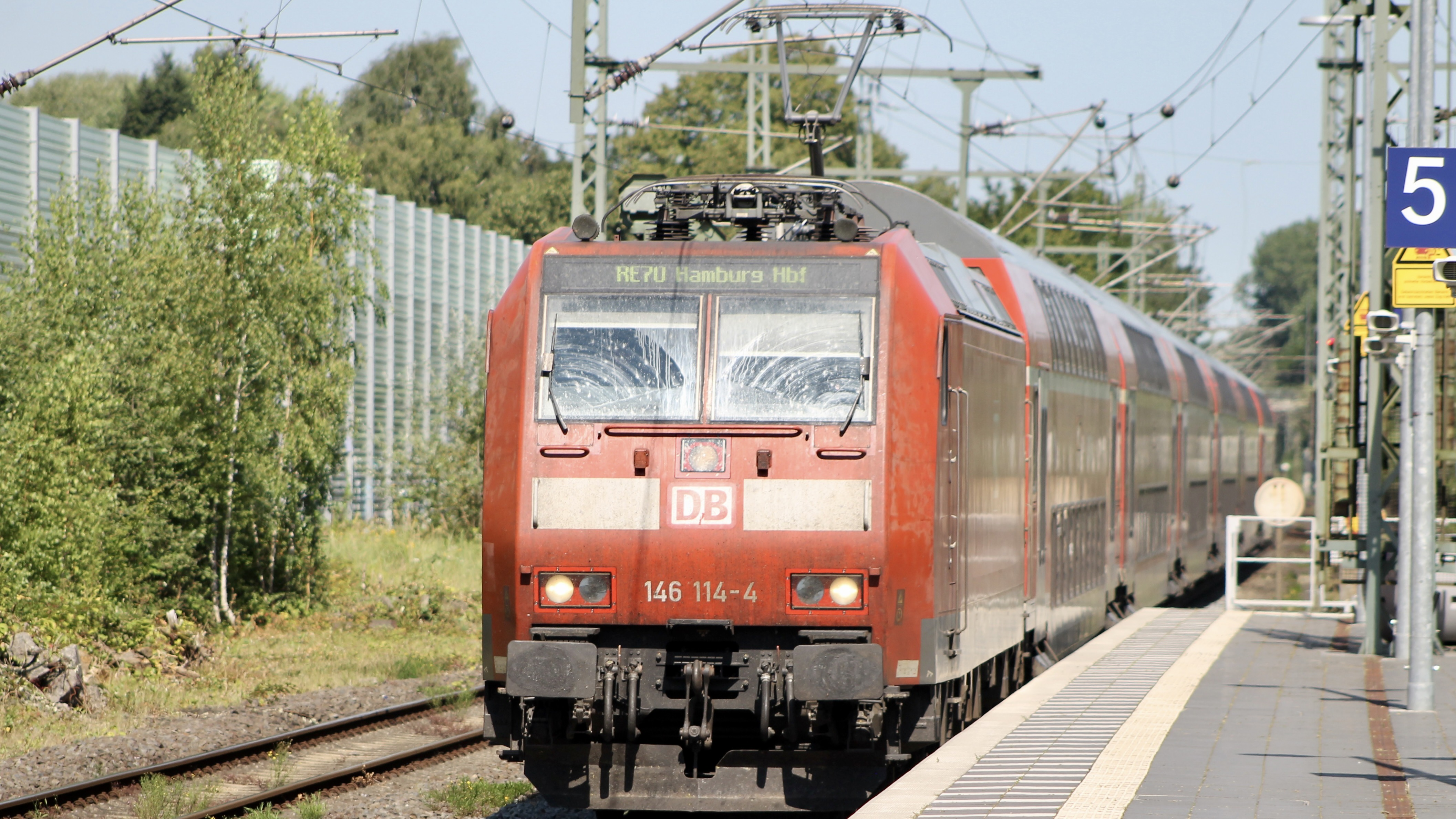
Die ummodernisierte 146 114 der DB Regio Nord

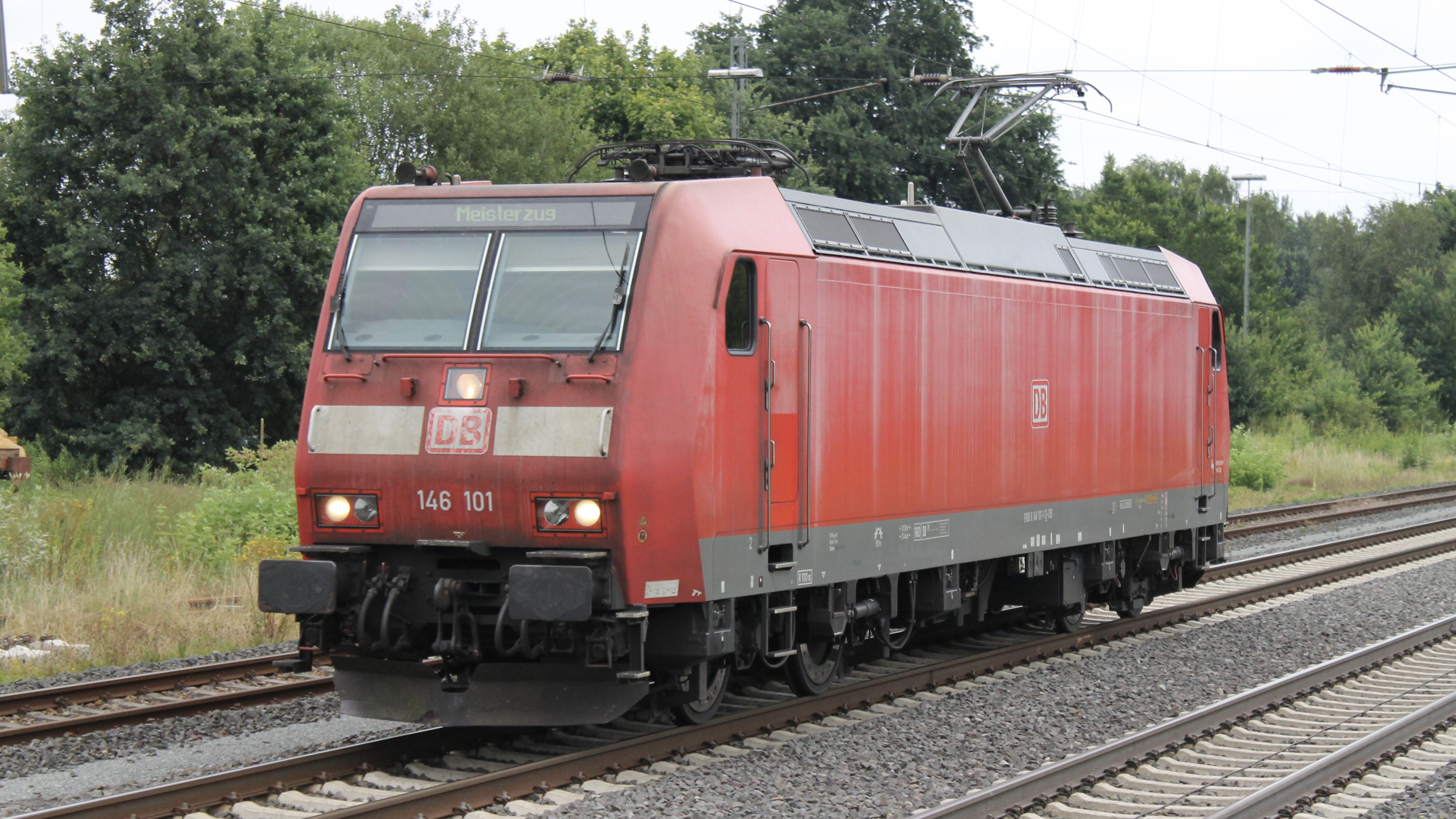
Die ummodernisierte 146 101 der DB Regio Nord

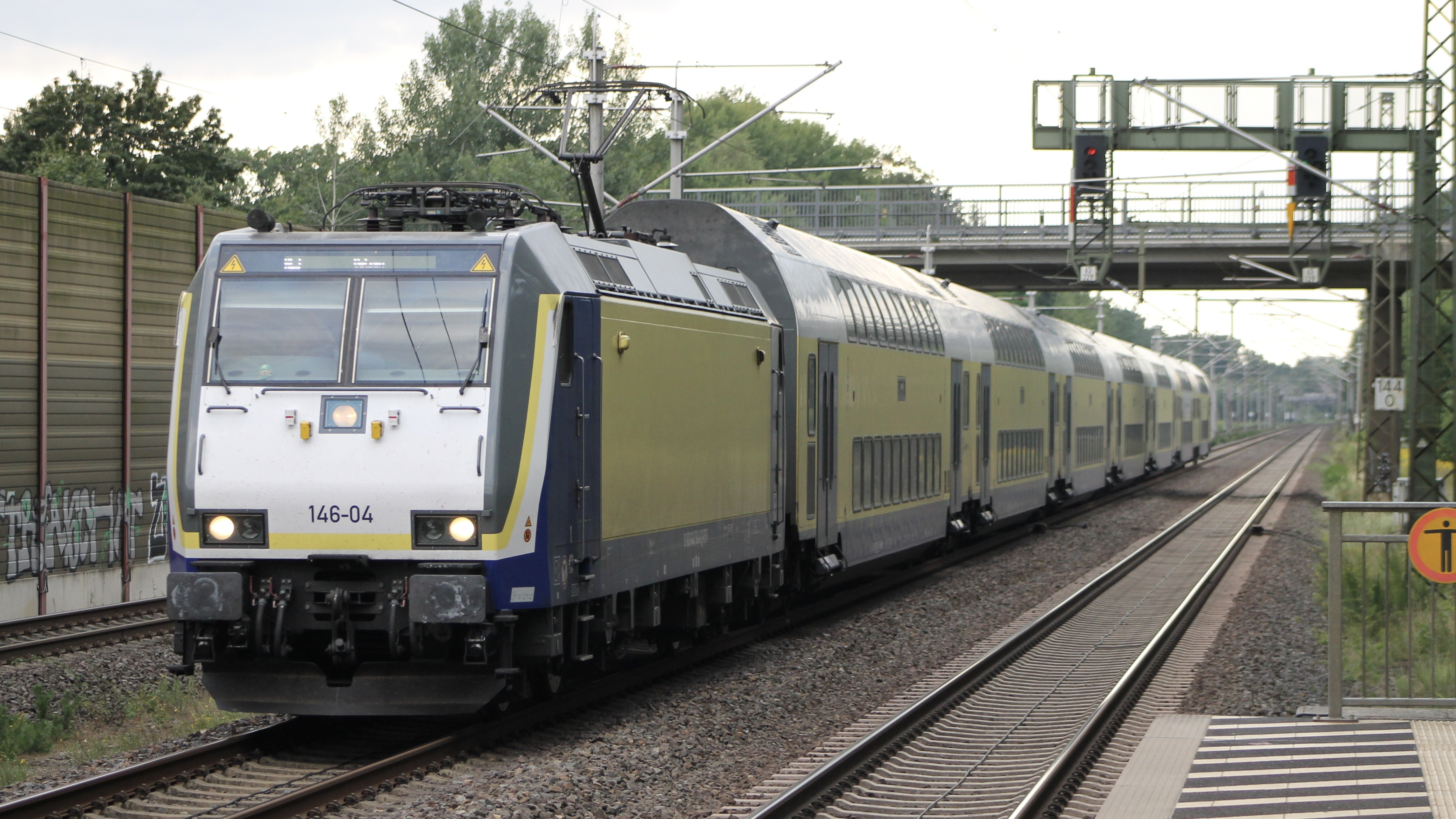
Die modernisierte 146 504 (146-04) der Metronom Eisenbahngesellschaft

Beheimatet sind die 32 DB-Maschinen in Kiel, Bremen, Münster und Frankfurt am Main, die zehn LNVG-Lokomotiven bei Metronom in Uelzen. Im Jahr 2019 wurde bei der anstehenden Hauptuntersuchung auch eine Modernisierung aller Metronom Loks der Baureihe 146.1 durchgeführt. Dadurch erhielten die Loks das neue LNVG Farbdesign sowie neue LED Scheinwerfer und mehr. Auch die DB ließ einige ihrer Maschinen modernisieren, so erhielten alle 146.1er die für den Einsatz auf dem RE 2 in NRW ab Fahrplanwechsel 2019 vorgesehen waren ebenfalls eine Modernisierung bei der Hauptuntersuchung. Für den geplanten Eisatz auf der Main-Lahn-Bahn ab 2021 erhielten die dafür vorgesehenen Maschinen ebenfalls eine Modernisierung. Derzeit sind alle Lokomotiven der DB Regio Nord noch unmodernisiert aufgrund des geplanten Tausches durch Alstom Coradia Max, dessen Lieferung sich immer weiter verzögert (Stand: 2025).
Beheimatung und Betreiber (Baureihe 146.1)
| Lok (Kennnummer) | Betreiber                      | Beheimatung      |
| ---------------- | ------------------------------ | ---------------- |
| 146 101          | DB Regio Nord                  | Kiel             |
| 146 102          | DB Regio Nord                  | Bremen           |
| 146 103          | DB Regio Nord                  | Bremen           |
| 146 104          | DB Regio Nord                  | Bremen           |
| 146 105          | DB Regio Nord                  | Bremen           |
| 146 106          | DB Regio Nord                  | Bremen           |
| 146 107          | DB Regio Nord                  | Bremen           |
| 146 108          | DB Regio Nord                  | Bremen           |
| 146 109          | DB Regio Nord                  | Bremen           |
| 146 110          | DB Regio NRW                   | Münster          |
| 146 111          | DB Regio NRW                   | Münster          |
| 146 112          | DB Regio NRW                   | Münster          |
| 146 113          | DB Regio NRW                   | Münster          |
| 146 114          | DB Regio Nord                  | Kiel             |
| 146 115          | DB Regio Nord                  | Kiel             |
| 146 116          | DB Regio Nord                  | Kiel             |
| 146 117          | DB Regio NRW                   | Münster          |
| 146 118          | DB Regio NRW                   | Münster          |
| 146 119          | DB Regio NRW                   | Münster          |
| 146 120          | DB Regio NRW                   | Münster          |
| 146 121          | DB Regio NRW                   | Münster          |
| 146 122          | DB Regio NRW                   | Münster          |
| 146 123          | DB Regio Mitte/RMV             | Frankfurt (Main) |
| 146 124          | DB Regio Mitte/RMV             | Frankfurt (Main) |
| 146 125          | DB Regio Mitte/RMV             | Frankfurt (Main) |
| 146 126          | DB Regio Mitte/RMV             | Frankfurt (Main) |
| 146 127          | DB Regio Mitte/RMV             | Frankfurt (Main) |
| 146 128          | DB Regio Mitte/RMV             | Frankfurt (Main) |
| 146 129          | DB Regio Mitte/RMV             | Frankfurt (Main) |
| 146 130          | DB Regio Mitte/RMV             | Frankfurt (Main) |
| 146 131          | DB Regio Mitte/RMV             | Frankfurt (Main) |
| 146 132          | DB Regio Mitte/RMV             | Frankfurt (Main) |
| 146 501 (146-01) | Metronom Eisenbahngesellschaft | Uelzen           |
| 146 502 (146-02) | Metronom Eisenbahngesellschaft | Uelzen           |
| 146 503 (146-03) | Metronom Eisenbahngesellschaft | Uelzen           |
| 146 504 (146-04) | Metronom Eisenbahngesellschaft | Uelzen           |
| 146 505 (146-05) | Metronom Eisenbahngesellschaft | Uelzen           |
| 146 506 (146-06) | Metronom Eisenbahngesellschaft | Uelzen           |
| 146 507 (146-07) | Metronom Eisenbahngesellschaft | Uelzen           |
| 146 508 (146-08) | Metronom Eisenbahngesellschaft | Uelzen           |
| 146 509 (146-09) | Metronom Eisenbahngesellschaft | Uelzen           |
| 146 510 (146-10) | Metronom Eisenbahngesellschaft | Uelzen           |

## Traxx 2

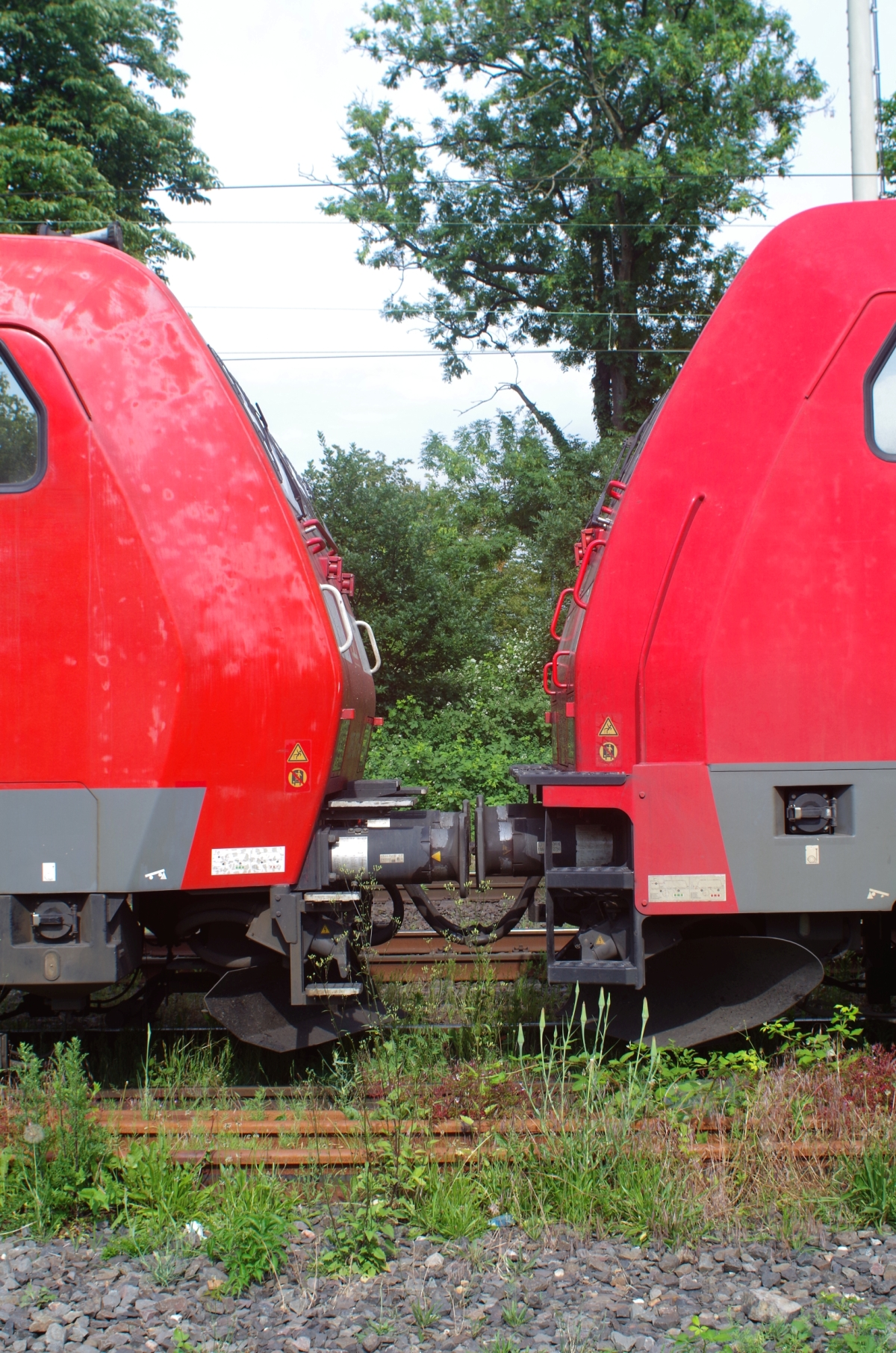
Vergleich der Kopfform von Traxx 1 und Traxx 2

Die Traxx 2 ist eine Weiterentwicklung der Traxx-Baureihen, gegenüber welchen sie als augenfälligste Änderung einen überarbeiteten Lokkasten besitzt. Die Änderung erfolgte, um den neuen, strengeren Sicherheitsnormen bezüglich Crashfestigkeit zu genügen und ist an leicht nach unten gezogenen Ecken am Lokkasten und den Frontklappen zum Ausbau der Klimaanlage zu erkennen. Geändert wurde auch die Umrichteranlage. Es kommen dabei zwei grundlegend verschiedene Bauarten von wassergekühlten IGBT-Stromrichtern zum Einsatz. Der für die F140 MS entwickelte Traktionsstrang bildet die Grundlage, der in den „Traxx 2 Evolution“ (2E) verwendeten Traktionsstränge. Auffällig ist die beim Anfahren abgespielte Tonleiter im Geschwindigkeitsbereich zwischen 0 und 16 km/h. Bei den Traxx 1 hingegen ist zwischen 0 und 17 km/h ein in der Höhe gleichbleibender Ton zu hören.
Die erste Maschine der Baureihe 185.2 wurde am 14. Januar 2005 an die Deutsche Bahn übergeben. Der Traxx-2-Prototyp (Kassel 33650) ging im August 2005 als Teil der Nachbestellung über 15 Traxx F140 AC2 (035–049) mit der Betriebsnummer Re 482 035 an SBB Cargo,.
Die modernisierte zweite Traxx-Generation 2E setzte auf Mehrsystemlokomotiven (MS) und die Einführung von Gleichstrom- (DC) und Diesel-Lokomotiven (DE), die immer auf der identischen Traxx-Konstruktion basieren; die Wechselstromlokomotiven AC2 blieben daher bis zum Aufkommen der dritten Traxx-Generation AC3 im Bau. Insgesamt wurden 573 Traxx-2-Lokomotiven hergestellt, die Serienproduktion endete 2013; 2015 kam es zu einer letzten Nachlieferung für die DB.
Die letzte Traxx-2-Lokomotive, eine Traxx MS2E für Railpool, wurde Ende 2020 produziert.

### F140 MS2

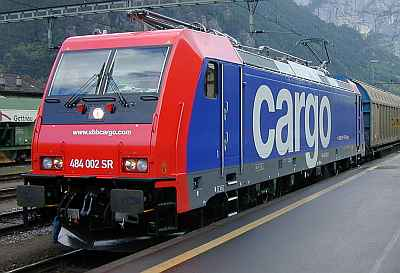
Viersystemlokomotive Re 484 002 der SBB

Die erstgelieferten Serienlokomotiven mit dem neuen Traxx-2-Kasten sind die ab 2004 gelieferten 18 Re 484 (001–018) der schweizerischen SBB Cargo. Sie sind für den grenzüberschreitenden Einsatz nach Italien ausgerüstet und mussten auf Anordnung der dortigen Behörden als „E 484“ bezeichnet werden. Ein zweites Baulos im Jahr 2006 umfasste drei weitere Maschinen für SBB Cargo (019–021) und fünf Lokomotiven für die Leasinggesellschaft MRCE, die unter der Bezeichnung E 484.9 an Crossrail (901 und 902) und SBB Cargo Italia (903–905) erstvermietet wurden.
Von den Traxx F140 MS2 wurden insgesamt 26 Exemplare gebaut. Die Lokomotiven der BLS Cargo und der Leasinggesellschaft Railpool gehören zur Nachfolge-Generation Traxx 2E, werden allerdings oft als Traxx F140 MS (statt F140 MS2E) bezeichnet.

### F140 AC2

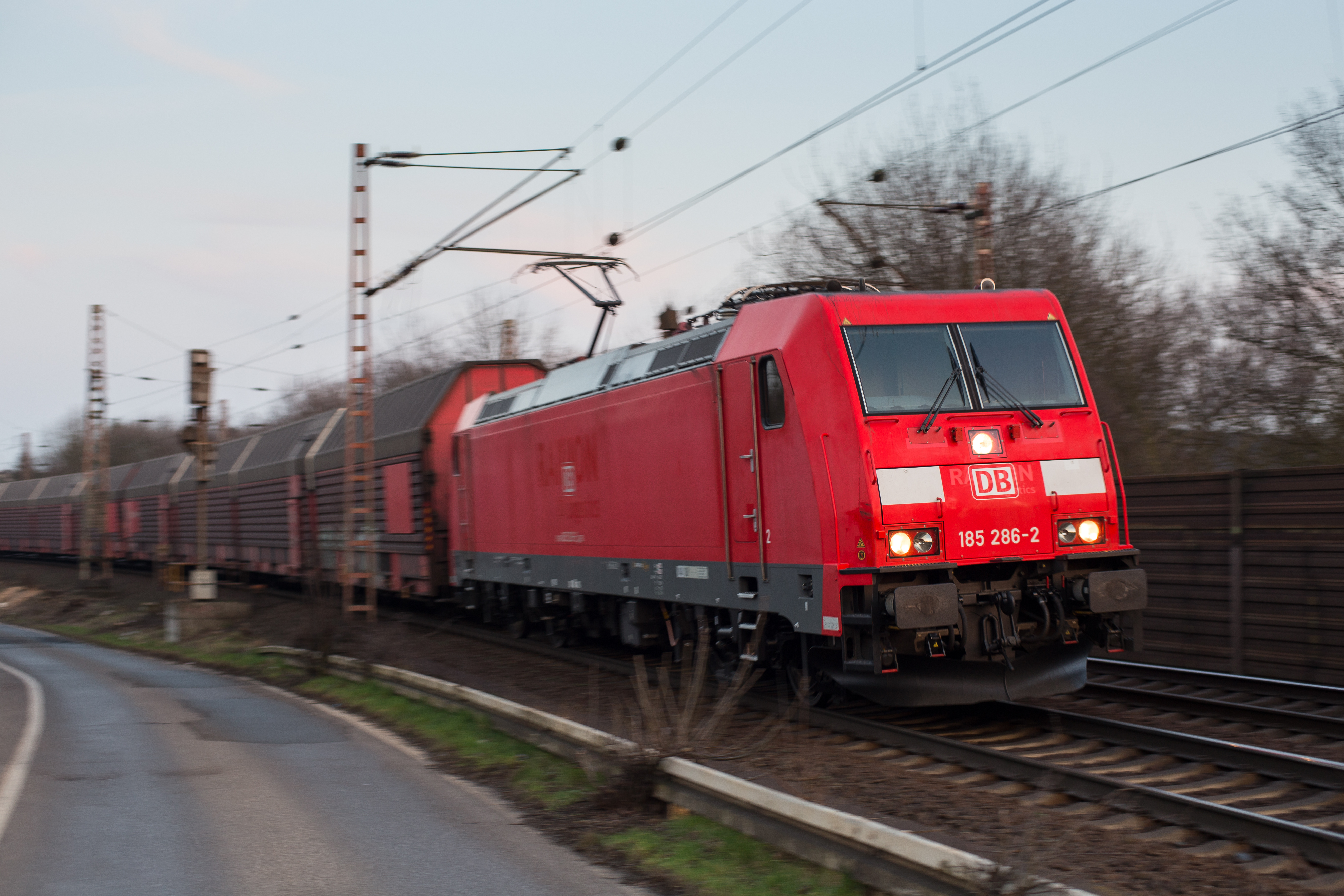
185 286 auf der Güterumgehungsbahn Hannover

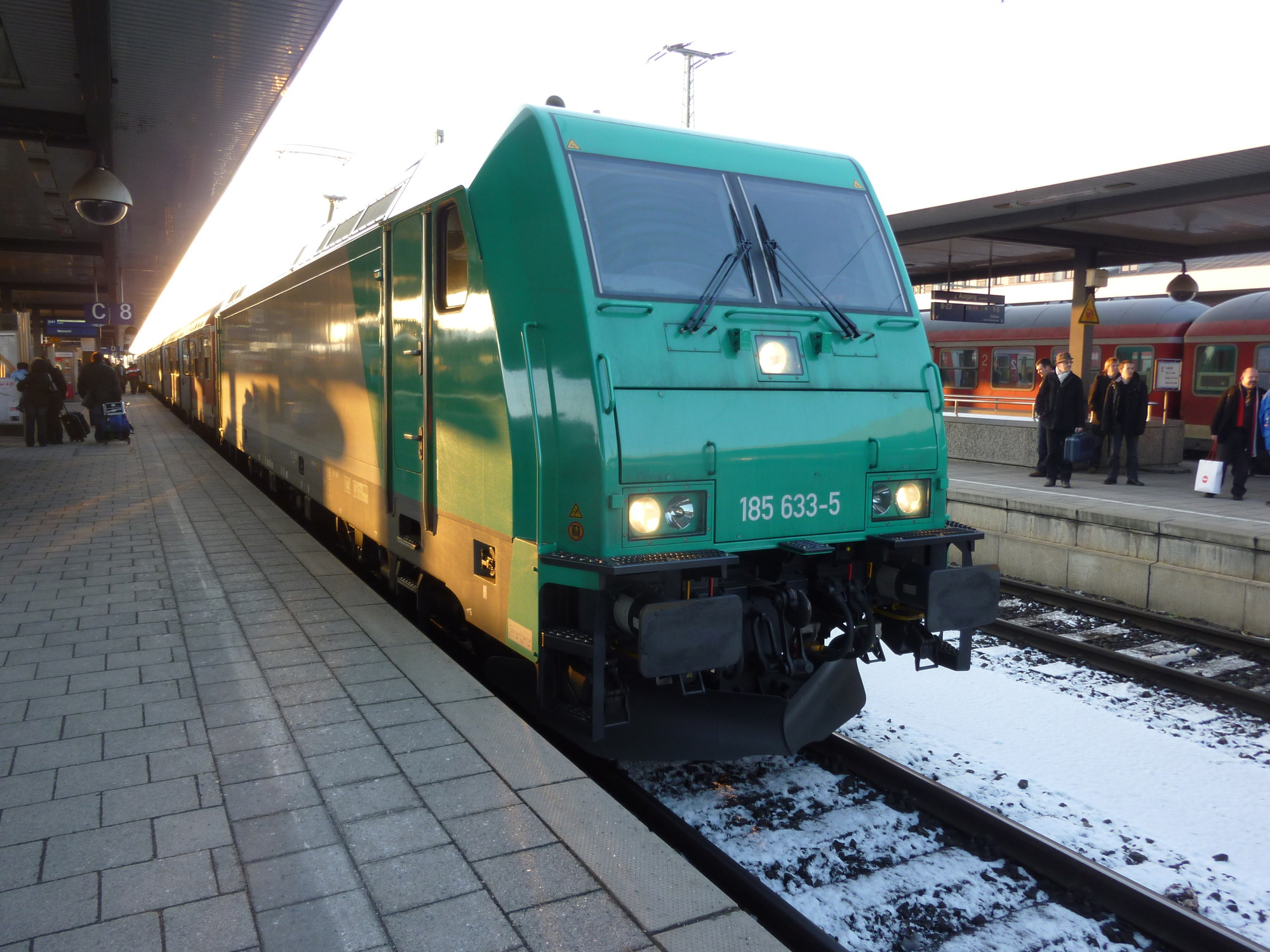
Die 185 633 von Alpha Trains im S-Bahn-Vorlaufbetrieb in Nürnberg Hauptbahnhof

Beginnend mit der Betriebsnummer 185 201 wurden auch die Lokomotiven für DB Cargo in dieser verbesserten Form ausgeliefert, bezeichnet als Baureihe 185.2. Vorgesehen waren wiederum 200 Lokomotiven, bis Oktober 2010 wurden 199 ausgeliefert. Ein Aufbau wurde für eine verunfallte 146 verwendet. Die Lokomotiven haben Betriebserlaubnis und Netzzulassung für Österreich.
Im Februar 2007 beschloss die damalige DB Schenker, 17 Lokomotiven mit einem Skandinavien-Paket auszurüsten; die Lokomotiven 185 321–337 sollten mit Zulassung für Dänemark und Schweden im Railion-Verbund mit Kooperationspartnerin Green Cargo (GC) zum Einsatz kommen. Anfang 2008 bestellte GC weitere sechs Lokomotiven (185 401–406); als diese 2009 ausgeliefert wurden, waren die Maschinen 332–334 bereits auf GC eingetragen, DB Schenker übernahm daher kurzerhand die Lokomotiven 401 bis 403. Im Oktober 2008 bestellte GC weitere 16 Lokomotiven, diese tragen seit Ablieferung 2010 die schwedische Bezeichnung Re 1423 bis 1438.
Die von Bombardier 2004 als Traxx-2-Prototyp gebaute 185 561 wurde im Januar 2006 von SBB Cargo als Re 482 035 abgenommen, bis August erfolgte die Ablieferung der weiteren 14 bestellten Lokomotiven (036–049). Wie die Traxx F140 AC1 verfügen diese über das Schweiz-Paket und insgesamt vier Stromabnehmer, wiederum mit den 1450 mm schmalen Paletten auf den äußeren Positionen. Eine Änderung betraf die Schweizer Zugbeeinflussung Signum, bei welcher der übliche Permanentmagnet am Fahrzeug durch einen abschaltbaren Elektromagnet ersetzt wurde, womit eine Zulassung in Österreich möglich ist.
Als zweiter Erprobungsträger von Bombardier diente die 2006 gebaute 185 568, die im Grunde als Prototyp der Traxx 2 Evolution (2E) im April 2006 Versuchs- und Zulassungsfahrten auf der HSL Zuid absolvierte. Im zweiten Halbjahr 2006 erhielt sie eine ETCS-Ausrüstung und diente dem Werk Mannheim für statische Versuche im Hinblick auf die Entwicklung der 2E-Generation. Dynamische ETCS-Versuche erfolgten 2007, wofür die Lok der OHE überlassen wurde, bis genügend Traxx F140 MS2E zur Verfügung standen. Zuletzt diente sie als Zulassungsträger für das bestellte Skandinavien-Paket.
Anfang 2007 bestellte die schwedische Hector Rail sechs Lokomotiven mit Skandinavien-Paket, die in Schweden als Reihe 241 bezeichnet werden. Mitte 2007 wurde die 241.001 fertiggestellt und stand für Zulassungsfahrten zur Verfügung. Die normalisierte 185 568 folgte kurze Zeit später als 241.002, die weiteren vier Maschinen bis Mitte 2008. Noch während des Lieferprozesses wurden zwei Mal je zwei weitere Lokomotiven bestellt, die Ende 2008 und Mitte 2009 geliefert wurden. Eine letzte Bestellung über zwei weitere Maschinen (011 und 012) erfolgte Ende 2010, sie wurden Mitte 2011 ausgeliefert.
| Bezeichnung         | NVR-Nummern         |
| ------------------- | ------------------- |
| 185 201–399         | 91 80 6 185 201–399 |
| 185 401–419         | 91 __ 6 185 401–419 |
| 185 561–717         | 91 __ 6 185 561–717 |
| Re 482 035–049      | 91 85 4 482 035–049 |
| Re 1423–1438 (GC)   | 91 74 0 001 423–438 |
| 241.001–012 (HCTOR) | 91 74 6 241 001–012 |
| 481 001–002 (EUCOM) | 91 55 0 481 001–002 |

Insgesamt wurden 393 Traxx F140 AC2 hergestellt, wobei die Serienproduktion im Laufe des Jahres 2012 auslief; zwei Maschinen gelangten noch 2013 zu TXL (417, 418), eine gar erst Mitte 2014 zu Raildox (419). Insgesamt gingen 145 Lokomotiven an Leasinggesellschaften und weitere Privatbahnen. Die Ordnungsnummern der Mietlokomotiven schließen an die mit den AC1-Maschinen begonnene Nummernreihe der Baureihe 185.5 an, wobei die Nummern 558–560 nie belegt waren. Genutzt werden die Nummernbereiche 561–717 und 407–419; die NVR-Nummern lauten analog dazu „91 XX 6 185 561–717“ und „91 XX 6 185 407–419“. Nicht mehr vergeben sind die Nummern der Bombardier-Testlokomotiven 561 und 568; die Nummernbereiche 643–648, 651–660, 667–670, und 701–703 blieben aufgrund von Bestellungsänderungen oder Stornierungen frei.
Eigene Lokomotiven dieses Typs besitzen lediglich ITL (562), HVLE (583, 640, 641), MGW Service (642), Raildox (409, 419), und TXL (417, 418). Eine Mehrheit von 136 der 145 privaten Lokomotiven ging an Leasingunternehmen und deren langfristige Leasingnehmer; die Lokomotiven wurden daher meist in der Lackierung der Leasingnehmer und mit gewünschtem Ausland-Paket abgeliefert. Größte Eigentümer der Maschinen sind die Vermieter Railpool (2008 neu gegründet; 42+2 Stück), Alpha Trains (35 Stück), Macquarie European Rail (16 Stück), MRCE Dispolok (13 Stück) und Beacon Rail (12 Stück), der Rest entfiel auf vier weitere Leasing-/Finanzierungs-Gesellschaften:
- Mitsui Rail Capital Europe (MRCE), seit 2008 MRCE Dispolok
Lokomotiven 185 563–567, 569–574, 407–408
- Angel Trains Cargo (ATC), seit 2010 Alpha Trains (ATL)
Lokomotiven 185 575–577, 603–634
- CBRail, ab 2013 Macquarie European Rail
Lokomotiven 185 578–582, 584–589, 635–639
- Allco Finance Group, ab 2008 BTMU Capital Corporation, seit 2009 Beacon Rail (BRLL)
Lokomotiven 185 590–597, 599–602
- Veolia Cargo, seit 2012 Akiem
Lokomotiven 185 598, 649–650
- Railpool
Lokomotiven 185 671–700, 704–715, 716–717
- Lokomotion
Lokomotiven 185 661–666
- Deutsche Leasing Hungaria, 2016 an Railpool verkauft
Lokomotiven 185 716–717 (ehemals 481 001–002 von Eurocom)
- Bure Equity, Rushrail
Lokomotiven 185 410–416

Die drei Veolia-Lokomotiven wurden ursprünglich für den Eigengebrauch bestellt, dann aber sistiert, ehe sie gegen Ende 2009 dennoch abgenommen wurden; Ende 2009 verkaufte Veolia ihre Cargo-Sparte an die SNCF, die Lokomotiven gehörten fortan zur VC Holding der SNCF, ehe diese mit der SNCF-Rollmaterialvermietung Akiem verschmolzen wurde. An ITL vermietet tragen die Loks das Captrain-Design.
Die Deutsche Leasing Hungaria bezog zwei Lokomotiven, ließ sie erstmals für Ungarn herrichten, und erlangte die Zulassung in Ungarn als Reihe 481 (001–002). Gemietet und genutzt wurden die Maschinen von der ungarischen Eurocom Rail Cargo, bis diese 2010 zahlungsunfähig wurde. Zeitweise von der ungarischen AWT Rail HU gemietet, übernahm die deutsche Railpool GmbH im August 2011 die Hauptmiete, zeichnete sie in 716 und 717 um, und verlieh die Lokomotiven selber; im August 2016 übernahm sie beide Maschinen.
Bei einem Güterzugbrand im Simplontunnel am 9. Juni 2011 wurde eine der beiden 132-kV-Bahnstromleitungen vom SBB-Kraftwerk Massaboden zum fahrbaren Unterwerk in Varzo zerstört, welches die Simplon-Südrampe mit 16,7-Hz-Einphasenwechselstrom speist. Um die Versorgungsstabilität zu verbessern, wurden die im Bau befindlichen Lokomotiven 185 704 und 705 für Railpool Anfang Juli 2011 nach Domodossola gebracht und als stationäre, geregelte Blindleistungskompensation aufgestellt. Nachdem bis Mitte Dezember 2011 die zerstörte Leitung ersetzt und der Normalbetrieb aufgenommen werden konnte, wurden die Lokomotiven fertiggestellt und im Januar 2012 an Railpool übergeben.

### P160 AC2

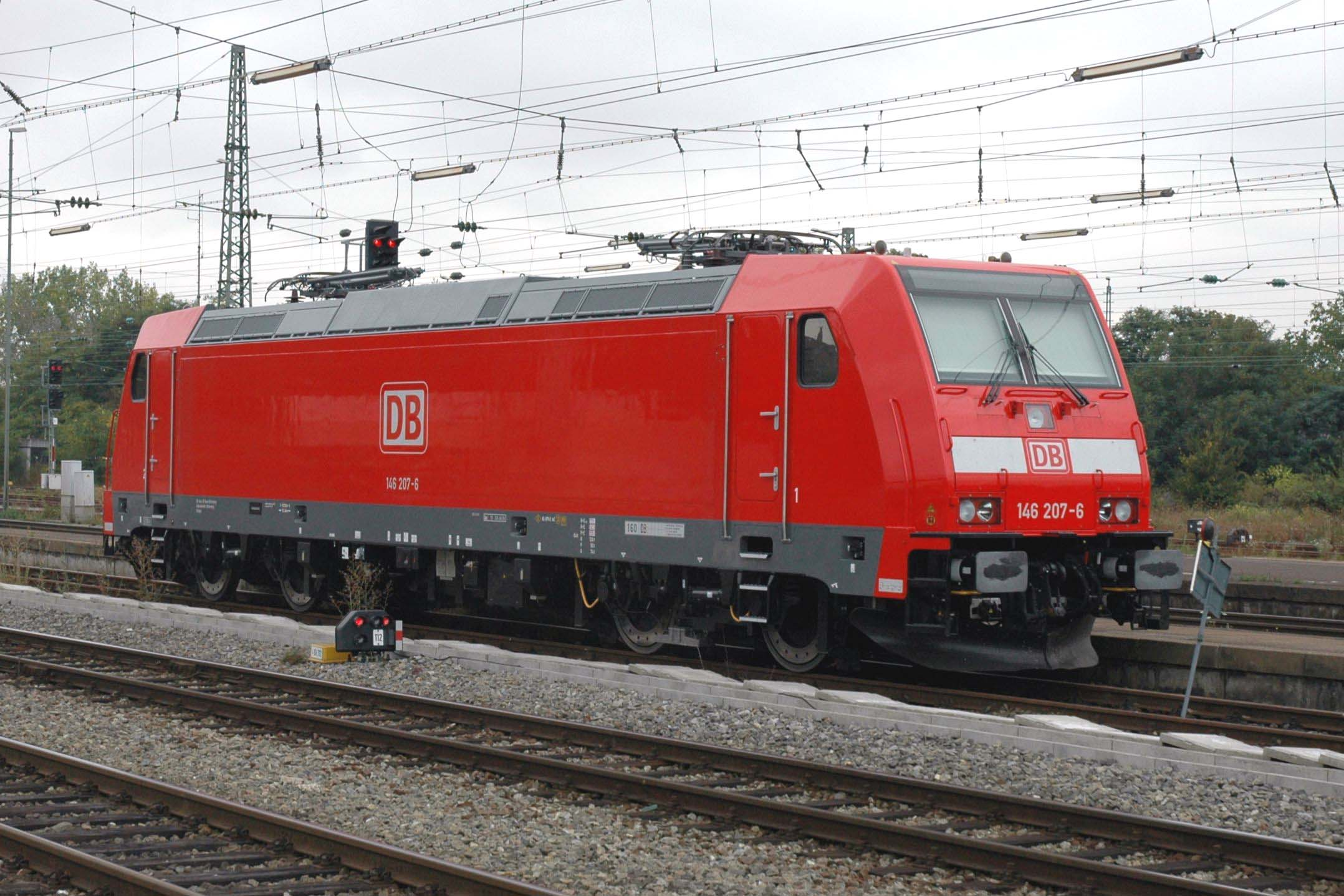
146 207 der DB

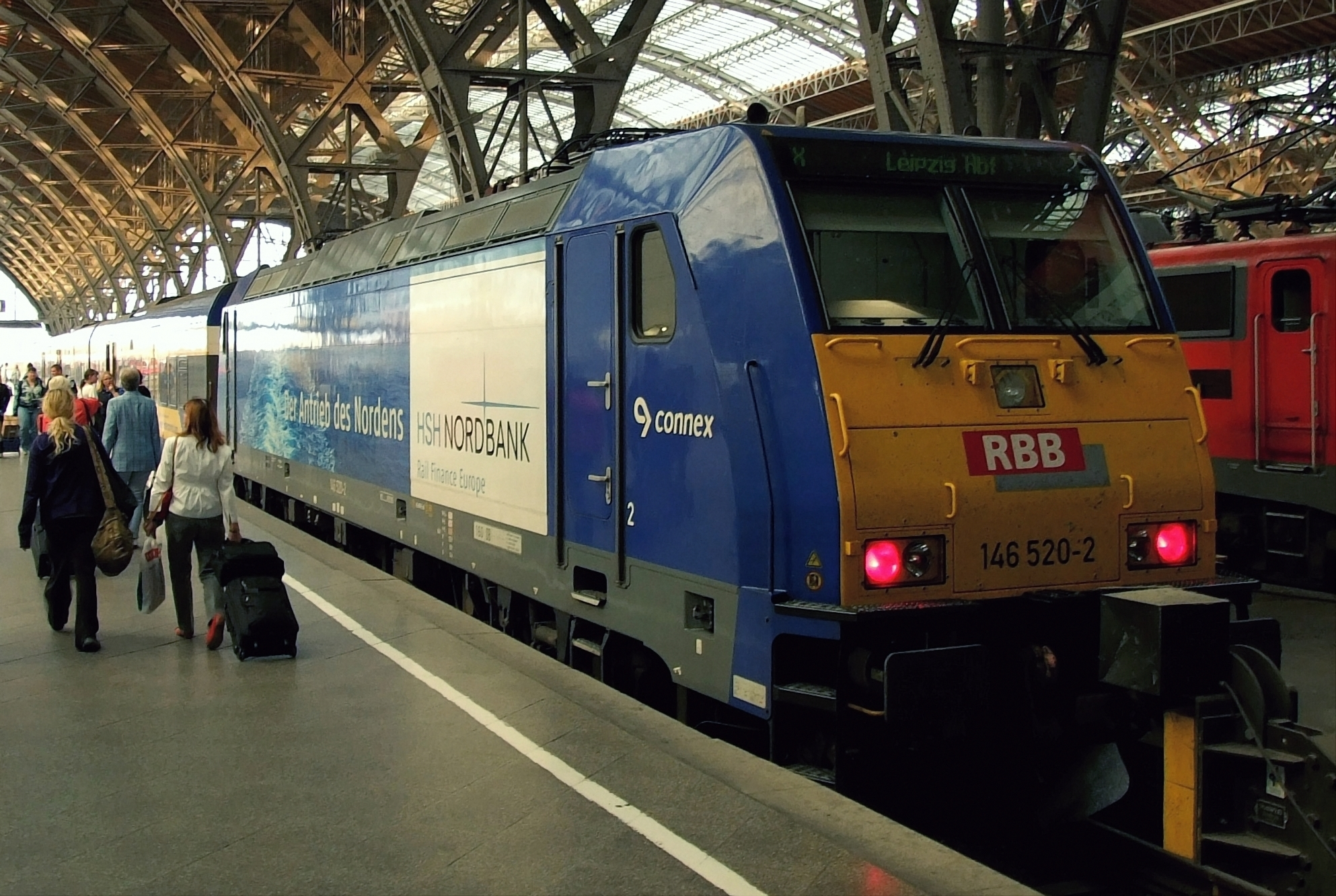
146 520 der Transdev mit einem InterConnex von Leipzig nach Warnemünde

Analog zur ersten Traxx-Generation entstanden für den Personenverkehr „Traxx P160 AC2“ mit Hohlwellenantrieb, welche die konstruktiven Änderungen der Traxx-2-Familie übernahmen. Bei der DB wurden die Lokomotiven als dritte Bauserie der 146, als 146.2, eingeordnet und ab dem 22. Juli 2005 ausgeliefert.
Die ersten Bestellungen über insgesamt 68 Lokomotiven umfassten ein erstes Los über 47 Maschinen für DB Regio (201–247), acht Lokomotiven (146-11 bis 146-18) für den Fahrzeugpool der Landesnahverkehrsgesellschaft Niedersachsen (LNVG), vier für die damalige Connex Regiobahn GmbH (146 519–522). Von 2008 bis 2016 waren alle vier Maschinen Teil des LNVG Fahrzeugpool und im Einsatz bei Metronom. Seit 2016 gehören 146 520 und 146 522 der SRI Rail Invest, 146 519 und 146 521 sind bei Metronom geblieben. Bis Oktober 2007 wurden weitere neun Maschinen (146 531–539) für die LNVG ausgeliefert. Die Maschinen der DB Regio sind in Bremen, Stuttgart, Freiburg und Nürnberg beheimatet.
Der Verkehrsbetrieb Württemberg setzte bis 2019 seine 25 Lokomotiven (146 201–220 und 223–227) auf verschiedenen Interregio-Express-, Regional-Express- und Regionalbahn-Linien von Stuttgart aus ein. Bespannt wurden dabei vorwiegend Doppelstockzüge, sonst wurden die Loks vor Zügen mit älteren n-Wagen eingesetzt. Bei der DB Regio Baden-Württemberg sind 2025 nur 9 Lokomotiven (146 201-204 & 207-211) geblieben. Die Restlichen Maschinen sind seit 2019 bei der DB Regio Südost, Nordost und Nord im Einsatz.
Lediglich auf dem Teilstück Stuttgart-Zuffenhausen – Vaihingen (Enz) der Neubaustrecke nach Mannheim sowie mit den IRE-Zügen Richtung Ulm auf dem Streckenabschnitt zwischen Plochingen und Geislingen erreichten die Lokomotiven planmäßig ihre Höchstgeschwindigkeit von 160 km/h.
Der Regionalverkehr Südbaden setzt auf der Schwarzwaldbahn seit dem Fahrplanwechsel 2006 elf Traxx P160 AC2 (146 228–239) und Zügen mit bis zu vier Doppelstockwagen ein, die in Freiburg stationiert sind und deshalb auch manche Umläufe auf der Rheintalbahn zwischen Karlsruhe und Basel haben.
Zwei von Bombardier 2010 fertiggestellte Lokomotiven gelangten zur Inbetriebnahmegesellschaft Transporttechnik (IGT), ehe sie Anfang 2013 von der LNVG (146 541–542) übernommen wurden. Der Fahrzeugpool der LNVG umfasst seither 19 Lokomotiven, die an die mehrheitlich den Bundesländern Bremen, Hamburg und Niedersachsen gehörende Metronom vermietet und bei dieser beheimatet sind.
| Bezeichnung      | NVR-Nummern         |
| ---------------- | ------------------- |
| DB 146 201–247   | 91 80 6 146 201–247 |
| DB 146 251–282   | 91 80 6 146 251–282 |
| DB 146 551–577   | 91 80 6 146 551–577 |
| ME 146-11–146-18 | 91 80 6 146 511–518 |
| 146 519–522      | 91 80 6 146 519–522 |
| 146 531–539      | 91 80 6 146 531–539 |
| BR 146 541–542   | 91 80 6 146 541–542 |
| MÁV 480 001–025  | 91 55 0 480 001–025 |

Die vier Lokomotiven der damaligen Connex Regionalbahn wurden in der InterConnex-Lackierung abgeliefert und konzernintern jeweils an die operativen Tochtergesellschaften vermietet und bei diesen eingestellt. Die Maschinen kamen so Ende 2005 an die damalige Nord-Ostsee-Bahn (NOB), im Laufe des Jahres 2006 dann zur Regiobahn Bitterfeld Berlin (RBB). Aus Eigentümerin Connex wurde Ende August 2006 die Veolia Verkehr Regio GmbH. In Untermiete gelangten einzelne Lokomotiven auch zur Ostseeland Verkehr (OLA), zur TWE Bahnbetriebs-GmbH, und zur Westfälischen Landes-Eisenbahn (WLE). Metronom, die über die baugleichen Lokomotiven aus dem LNVG-Pool verfügt, mietete ab Ende 2010 eine Lokomotive, ab April 2012 eine zweite. Als im Dezember 2014 das InterConnex-Angebot eingestellt wurde, verloren die Lokomotiven ihr Hauptbetätigungsfeld. Aus Veolia Verkehr wurde im März 2015 Transdev Regio GmbH. Ende Februar 2016 wurden alle vier Lokomotiven an das Leasingunternehmen Macquarie European Rail verkauft.
Am 17. November 2008 gaben die ungarische Staatsbahnen MÁV, die Bestellung von 25 Lokomotiven für MÁV Trakció bekannt. Die Investition von rund 80 Mio. Euro wurde von einem Konsortium aus der Kreditanstalt für Wiederaufbau (KfW) und der Europäischen Investitionsbank (EIB) getragen und sollte die MÁV-Baureihe V43 im Intercity-Binnenverkehr ablösen sowie internationale Verbindungen ermöglichen.

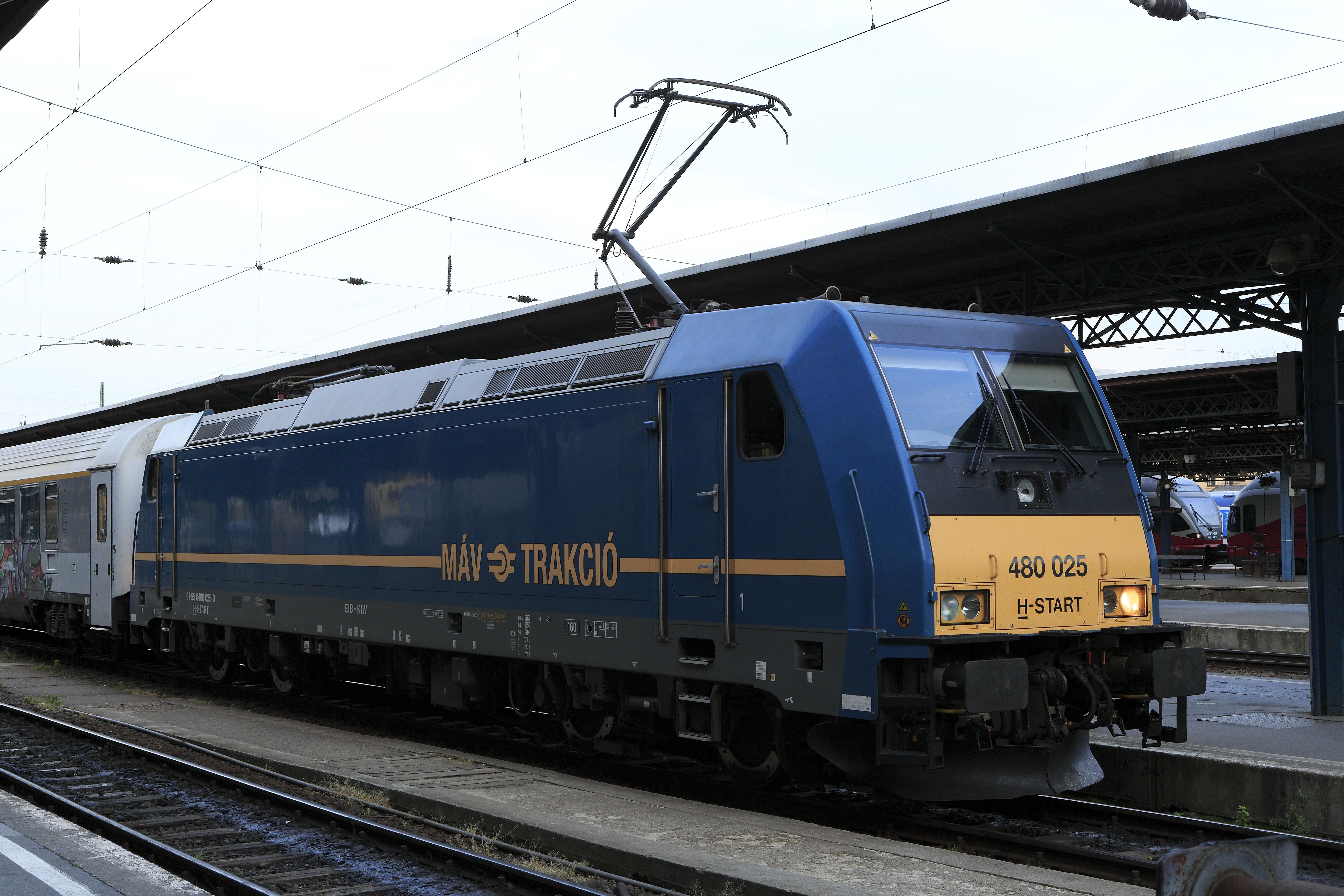
Budapest Ostbahnhof, 480 025

Die ersten beiden Lokomotiven der MÁV-Baureihe 480 (001–025) wurden im Oktober 2010 fertiggestellt und für das Zulassungsverfahren nach Ungarn überstellt. Ende Juni 2011 wurde seitens MÁV bekräftigt, dass neben den Zulassungen für Ungarn, Deutschland und Österreich auch solche für Serbien, die Slowakei und Rumänien angestrebt werden. Die Serienlieferung der übrigen Lokomotiven erfolgten von Mitte 2011 bis Februar 2012.

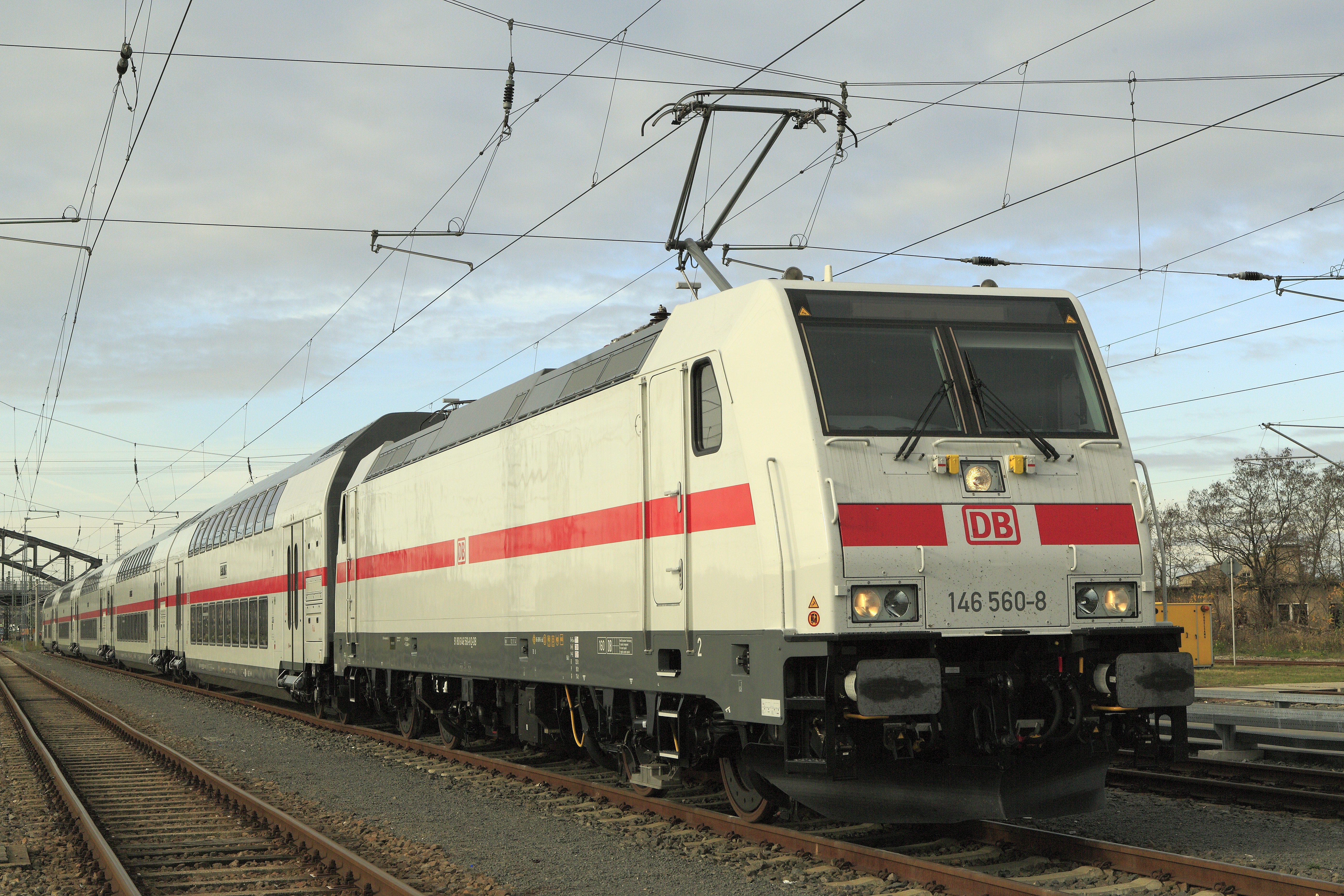
146 560 im Fernverkehrsanstrich mit „IC2“ bei der Personalschulung in Leipzig, November 2015

Im Januar 2011 wurden für DB Fernverkehr 27 Lokomotiven (551–577) bestellt, die technisch den 146.2 von DB Regio entsprechen und aus dem bestehenden Rahmenvertrag mit Bombardier abgerufen werden konnten. Als 146.5 bezeichnet, schließen die Fahrzeugnummern genaugenommen an die „privaten“ Fahrzeuge der Baureihe 146.5 an. Sie sollten ab Dezember 2013 mit den IC2 genannten Doppelstock-Intercity eingesetzt werden und wurden in der entsprechenden Farbgebung (weiß mit verkehrsrotem Längsstreifen) abgeliefert. Probleme bei der Ablieferung und Zulassung der IC2 führten allerdings, nachdem 2013 bereits 20 Lokomotiven weitgehend fertiggestellt waren, zum vorläufigen Baustopp.
Erst nachdem gegen Ende 2014 erste komplette IC2-Garnituren für Test-, Zulassungs- und Abnahmefahrten zur Verfügung standen, wurde die Produktion wieder aufgenommen, wobei zuerst eine Anzahl Fahrzeuge für DB Regio abgeliefert wurde, ehe die weiteren sieben vorläufig sistierten Lokomotiven bis Ende 2015 fertiggestellt wurden. Die ersten IC2-Zugeinheiten wurden ab Dezember 2015 auf der Intercity-Linie 56 zwischen Leipzig Hauptbahnhof bzw. Cottbus über Emden bis Norddeich Mole eingesetzt.
Am 16. August 2012 bestellte die Deutsche Bahn weitere 32 Lokomotiven der Reihe 146 (251–282), um ihre Fahrzeugflotte im Regionalverkehr zu verjüngen. Diese werden intern bei der DB als 146.3 geführt, das Auftragsvolumen betrug rund 108 Millionen Euro. Die ersten beiden Lokomotiven wurden 2014 ausgeliefert, die restlichen 30 bis September 2015. Sechs Lokomotiven sind in Frankfurt beheimatet (146 251–256), die restlichen 26 (146 257–282) waren anfangs in Dortmund stationiert.
Stand Januar 2024 sind die 146.3 257, 258, 266-270, 273-282 in Rostock beheimatet und werden von da auf den Linien RE1 Rostock-Schwerin-Hamburg, RE5 Rostock/Stralsund-Neustrelitz-Berlin Südkreuz und mit Werkstattanbindung über den RE5 auf dem RE4 Falkenberg-Jüterbog-Berlin Südkreuz-Rathenow-Stendal eingesetzt.
Die Dortmunder Maschinen wurden inzwischen nach Rostock und Kiel umbeheimatet. Zudem verstärkten einige der Lokomotiven den Frankfurter Bestand (146 258 - 264 + 271 - 272)
Insgesamt wurden 154 Traxx P160 AC2 hergestellt, wobei sich die Serienproduktion auf die Jahre 2005–2007 und 2010–2013 konzentrierte. Die letzten Bestellungen der DB, die 2015 ausgeliefert wurden, fielen in eine Zeit, als die Traxx-3-Generation (AC3) bereits in Erprobung war. Die durch Elektrotriebzüge tendenziell sinkende Nachfrage nach Lokomotiven für den Personenverkehr, und günstigere Ersatzteilbewirtschaftung bei vorhandenen Großserien, begünstigte die Nachlieferung.

## Traxx 2E
Zwischenzeitlich wurde durch Bombardier die Traxx-Plattform nochmals weiterentwickelt, wobei sie insbesondere dahingehend optimiert wurde, dass für elektrische und dieselelektrische Versionen der gleiche Lokkasten verwendet werden kann. In der Mitte des Maschinenraums der „Traxx 2 Evolution“ (2E) gibt es ein Einbaufeld, auf dem entweder ein Dieselmotor oder die aus der Traxx F140 MS2 weiterentwickelte Stromrichteranlage installiert werden kann. Der Verbindungsgang durch den Maschinenraum verläuft nicht mehr geradlinig, sondern um diesen Block herum. Bei den elektrischen Versionen ist auf einer Seite des zentralen Blockes der Gang als abschließbare Hochspannungszelle ausgeführt.
Die Seitenwand des Lokkastens ist in drei Teilen ausgeführt. Die Öffnung für die Luftansaugung des Dieselmotors ist bei den elektrischen Versionen mit einer eingeschraubten Platte abgedeckt, während die kleine Öffnung für den Füllstutzen des Kraftstofftanks bei den elektrischen Lokomotiven nicht verschlossen wird.
Die Drehgestelle und Antriebe wurden nochmals verbessert, so dass mit dem Tatzlagerantrieb erstmals eine reguläre Höchstgeschwindigkeit von 160 km/h erreicht werden kann. Dessen ungeachtet wurde die nun irreführende Bezeichnung F140 beibehalten.

### F140 MS(2E)
Zur aufdatierten zweiten Traxx-Generation 2E gehören die Traxx F140 MS, in Deutschland als Baureihe 186 bezeichnet. Es handelt sich dabei grob betrachtet um eine Weiterentwicklung der Traxx F140 MS2: eine Viersystemlokomotive für die europäischen Wechsel- und Gleichspannungssysteme mit 5600 Kilowatt (bzw. 4000 Kilowatt bei 1500 Volt Gleichspannung) Nennleistung, die zudem alle im vorherstehenden Absatz beschriebenen Modifikationen aufweist.
Gemäß Herstellerbezeichnung „F140“ handelt es sich um Güterzuglokomotiven mit Tatzlagerantrieb, allerdings wurde im Laufe der Entwicklung 2007 die für Deutschland und auf der HSL Zuid zulässige Höchstgeschwindigkeit nachträglich auf 160 km/h erhöht. Dagegen sind diese Lokomotiven unter anderem in Österreich und Polen weiterhin nur für 140 km/h zugelassen, auch offiziell wurde die „140“ in der Bezeichnung Traxx F140 beibehalten. In Deutschland sind die Lokomotiven daher auch für Einsätze im Personenverkehr geeignet.
Treibend hinter der Weiterentwicklung war auch die Feststellung, dass die Re 484 zwar unter allen gängigen europäischen Stromsystemen verkehren konnte, bei der Anzahl parallel installierbarer Zugbeeinflussungssysteme allerdings Grenzen gesetzt waren und zu unberechenbaren Zulassungsverfahren führten. Im Gegensatz zu den vorhergehenden „Traxx AC“ und „Traxx MS“ mit der DB respektive der SBB als Erstbestellerin, wurde die zweite MS-Generation vorerst ausschließlich von Leasinggesellschaften bestellt, die ein Interesse an möglichst zahlreichen Länderpaketen hatten. Diese sollten bei Bedarf auch mit vertretbarem Aufwand auf-, nach- oder umgerüstet werden können.
Erhebungen bei potentiellen Kunden ergaben bei der Erstbestellung eine Nachfrage nach drei Paketen, die folgende Länder umfassten:
- Deutschland, Österreich, Schweiz, Italien (DACHI)
- Deutschland, Österreich, Belgien, Niederlande (DABNL)
- Deutschland, Österreich, Polen (DAPL)

Basierend auf den Traxx F140 MS, die noch an SBB Cargo ausgeliefert wurden, bestellte die damalige Angel Trains Cargo (ATC) im März 2005 vorerst 26 Lokomotiven in drei Konfigurationen; Anfang 2006 wurde die Bestellung um weitere 9 Maschinen für die HSL Zuid aufgestockt. Im Februar 2006 bestellte daraufhin auch CBRail 25 Lokomotiven in drei Konfigurationen.

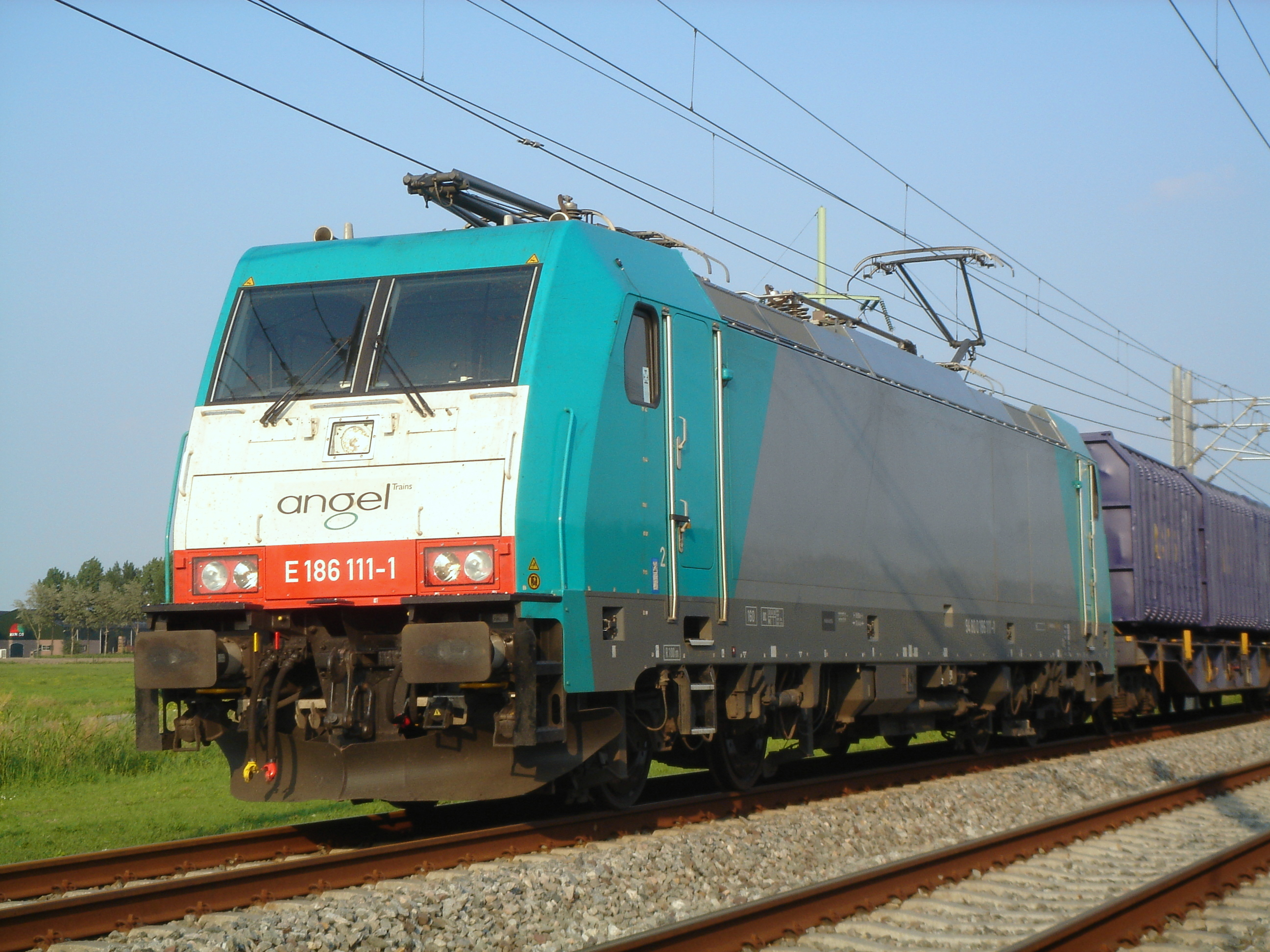
186 111 von Alpha Trains

Als Versuchsträger diente 2006 vorerst Bombardiers eigene 185 568 (AC2), während die ersten neuen Lokomotiven für Zulassungsfahrten noch im Bau waren. An der InnoTrans 2006 wurde die „neue“ Traxx F140 MS (186 111) neben der ersten Traxx P160 DE der Öffentlichkeit als „neue Traxx-Generation“ präsentiert. Später wurde die Kommunikation dahingehend korrigiert, dass es sich um die Generation „Traxx 2 Evolution“ handle.
Bis Ende 2006 wurden sieben Lokomotiven in ATC-Lackierung für Test- und Zulassungsfahrten fertiggestellt: zwei in DACHI-Konfiguration (001–002), drei in DABNL-Konfiguration (111–113), und zwei in DAPL-Konfiguration (126–127). Im Laufe des Jahres 2007 wurden die meisten bestellten ATC-Lokomotiven fertiggestellt, so die DACHI-Maschinen (103–110), und die DABNL-Maschinen (114–125), die allerdings vorderhand kein Betätigungsfeld hatten.
Die Zulassung in Polen erlangte man im Oktober 2007; die weiteren acht DAPL-Maschinen (128–135) wurden bis März 2008 abgeliefert, und sechs davon umgehend langfristig an die PKP Cargo (als EU43 001–006) vermietet. Im Herbst 2007 wurden die für die belgische SNCB bestimmten 123–125 nach Antwerpen gebracht; mit Betriebsnummern 2801–2803 begannen 2008 erste kommerzielle Fahrten mit Güterzügen, ehe ab Mitte 2008 erstmals Versuchsfahrten mit Personenzügen aufgenommen wurden. Die zwölf für „NS Hispeed“ vorgesehenen Lokomotiven standen erst mangels verfügbaren ICRm-Umbauwagen, danach aufgrund verzögerter Fertigstellung der HSL Zuid bis Sommer 2008 ungenutzt herum, ehe ab Mitte 2008 erste Hochtastfahrten und ein Vorlaufbetrieb begannen.
Die zehn DACHI-Maschinen (001–010) verschwanden hingegen – von Testfahrten abgesehen – weitgehend von der Bildfläche. Unklar blieb seinerzeit, ob die Lokomotiven in Italien zugelassen wurden oder ob mögliche Kunden abgesprungen waren, zumal die BLS Cargo im September 2007 selber zehn DACHI-Maschinen bestellt hatte. Im Mai 2009 wurde schließlich bekannt gegeben, dass sich Bombardier, ATC und die 2008 gegründete Railpool dahingehend geeinigt hatten, dass Railpool die mittlerweile in Bellinzona zusammengezogenen Lokomotiven übernehmen werde; diese kamen ab Mitte 2009 erstmals in den kommerziellen Betrieb.
Im zweiten Halbjahr 2007 wurden die ersten Lokomotiven für CBRail fertiggestellt; entgegen eigenen Visualisierungen schien man im Bezug auf die Lackierung unentschlossen. Der Hersteller lieferte die Lokomotiven darauf in einem neutralen Weißton. Obwohl noch keine Lokomotive abgenommen worden war, wurden Ende November 2007 zehn weitere Maschinen bestellt. Im Laufe des Jahres 2008 wurden fünf DAPL-Maschinen (136–140) und zehn DACHI-Maschinen (151–160) abgenommen; letztere mussten auf Anordnung der italienischen Cesifer mit zusätzlichen Betriebsnummern E 186 901–910 versehen werden. Die zehn DABNL-Maschinen (141–150) wurden hingegen nur teilweise abgenommen; fünf Lokomotiven (142, 144, 148–150) konnten vermietet werden. Die vier Lokomotiven 186 141, 143, 145 und 147, die bis zu diesem Zeitpunkt ohne einzigen kommerziellen Einsatz waren, wurden 2008 an Railpool verkauft. Dieses Unternehmen wünschte allerdings die Umrüstung in DAPL-Maschinen. Die Lokomotive 186 146 kam Anfang 2009 zu einem rund sechswöchigen kommerziellen Einsatz, ehe sie ebenfalls zur Umrüstung für Railpool folgte. Die fünf Lokomotiven kamen ab Ende 2009 in den kommerziellen Einsatz.
Ebenfalls an Railpool verkauft wurden die fünf nachbestellten DACHI-Maschinen (911–915); die nachbestellten DABNL-Maschinen (236–240) wurden im ersten Halbjahr 2010 abgenommen. Von total 35 bestellten Lokomotiven wurden letztendlich nur 25 in den Bestand übernommen. CBRail wurde Anfang 2013 in Macquarie European Rail umbenannt.
Im September 2007 bestellte ATC mittels Rahmenvertrag weitere 35 Lokomotiven, die bei Bedarf vergleichsweise kurzfristig abrufbar waren. Im November 2007 wurden zusätzliche 35 Lokomotiven für das belgisch-deutsche Gemeinschaftsunternehmen Cobra Rail („Corridor Operations“ via Betuweroute) bestellt, hinter welchem die SNCB und DB Schenker standen; fünf Lokomotiven wurden außerdem aus dem Rahmenvertrag abgerufen, wodurch schließlich 40 DABNL-Maschinen (196–235) zwischen Mitte 2008 und Mitte 2009 abgeliefert wurden. Aus dem Rahmenvertrag abgerufen wurden des Weiteren zehn Lokomotiven in DAPL-Ausführung (241–250), und fünf Lokomotiven (346–350) mit der neuen Konfiguration DBF (Deutschland, Belgien, Frankreich).
Da DB Fernverkehr dringend eine weitere DAPL-Maschine benötigte, wurde die 241 vorgezogen und im Dezember 2008 abgeliefert; ATC rief daher vorsorglich eine weitere DAPL-Maschine (251) ab. Im zweiten und dritten Quartal 2009 erfolgte die Auslieferung der übrigen neun DAPL-Maschinen (242–250), gefolgt von den DBF-Maschinen (346–350) im November 2009. Entgegen den Erwartungen fanden sich für die DAPL-Maschinen keine Mieter und auch die Abnahme der 251 wurde sistiert. Anfang 2010 änderte ATC den Namen in Alpha Trains; die Lokomotiven wurden kurz darauf zur Abstellung überführt. Mieter fanden sich erst ab Februar 2011, worauf die Maschinen bis August 2011 sukzessive in den kommerziellen Betrieb kamen. Die 251 wurde an Railpool verkauft, wo sie nach Umrüstung Ende 2011 als DACHINL-Maschine abgenommen wurde. Bei Angel Trains wurden von den 105 bestellten Lokomotiven nur 91 bezogen und letztendlich nur 80 in den Bestand übernommen.
Die damalige DB Schenker bestellte 2007 zusammen mit der britischen Tochter EWS zwanzig Lokomotiven (161–180) für das Gemeinschaftsunternehmen Euro Cargo Rail (ECR). Die zuvor nicht kommunizierte Beschaffung wurde augenscheinlich, als im Januar 2008 die 186 161 das BT-Werk Kassel in ECR-Lackierung verließ. Zwei Lokomotiven wurden für das Zulassungsverfahren des neu bestellten Länderpakets DBF (Deutschland, Belgien, Frankreich) fertiggestellt. Fünf Maschinen derselben Konfiguration (346–350) hatte mittlerweile auch ATC aus ihrem Rahmenvertrag mit Bombardier bestellt. Mitte 2009 erteilte Frankreich schließlich die Zulassung, während die Lokomotiven (163–180) bereits im Bau waren; die letzten fünf wurden für ATC abgezweigt und fünf weitere ECR zugewiesen. Ende September 2009 wurden die ersten acht Einheiten für Instruktionsfahrten an ECR übergeben, während die nachproduzierten fünf bis April 2010 fertiggestellt werden konnten.
An der Münchner Transport Logistic im Mai 2009 wurde bekanntgegeben, dass weitere 45 DBF-Maschinen (301–345) bestellt wurden, die direkt im Anschluss von Mai 2010 bis April 2012 abgeliefert wurden. Zwanzig dieser Lokomotiven (321–340) wurden nicht an die ECR, sondern direkt an DB Schenker ausgeliefert und trugen als Lackierung das Verkehrsrot der DB. In gemischten Leistungen mit der ECR nach Belgien und Frankreich eingesetzt, wurden die 20 Lokomotiven schlussendlich bis Ende 2015 an die ECR verkauft. Die Europäische Kommission gewährte Ende 2017 einen Zuschuss von 9,8 Millionen Euro für die ETCS-Ausrüstung von 65 Lokomotiven von DB Cargo (einschließlich ECR). Gefördert wird maximal die Hälfte der Kosten. Die ETCS-Ausrüstung von 65 Maschinen wurde im September 2021 ausgeschrieben. Ausgerüstet werden sollte nach SRS 3.6.0, mit Optionen u. a. für Zugintegritätsüberwachung (TIMS) und ATO GoA 2. Im April 2022 folgte eine erneute Ausschreibung mit geänderten Bedingungen. Die Lokomotiven sollen mindestens in Deutschland, Belgien, Frankreich und auf Grenzbetriebsstrecken verkehren können.
Veolia Cargo (VC) bestellte im November 2007 sechs Lokomotiven. Ursprünglich für den Eigenbedarf geplant, zeigte Veolia bei der Auslieferung kein Interesse mehr an den Fahrzeugen. Im dritten Quartal 2008 wurden zwei DABNL-Maschinen (181–182) abgeliefert, welche Bombardier kurzerhand selber an ITL vermietete. Auch bei den drei Mitte 2009 fertiggestellten DBF-Maschinen (184–186) verweigerte Veolia die Abnahme. Bombardier nutzte daraufhin die 181 und 182 vorerst selber, ehe der Verkauf an Railpool per Dezember 2009 zustande kam. Bezüglich der übrigen drei Lokomotiven einigte man sich Mitte 2010 mit dem SNCF-Tochterunternehmen VC Holding (der ehemaligen Veolia Cargo) auf eine Übernahme als Mietlokomotiven. Anfang 2012 entstand aus der VC Holding der SNCF-Rollmaterialverleih Akiem.
An der InnoTrans 2008 kündigte die neu gegründete Railpool die Absicht an, bei Bombardier Transportation insgesamt 58 Traxx-2/2E-Lokomotiven – darunter 28 „Traxx MS“ – im Wert von rund 192 Millionen Euro beschaffen zu wollen; die ersten eigenen Maschinen sollten ab August 2009 zur Ablieferung kommen. Da sich 2008 zu einem wirtschaftlichen Krisenjahr entwickelt hatte, konnte Railpool diverse bestehende oder noch im Bau befindliche Lokomotiven der Konkurrenz übernehmen.
Die für ATC bestimmten zehn DACHINL-Maschinen (101–110) wurden ab Mai 2009 abgenommen. Die für CBRail bestimmten fünf DABNL-Maschinen (141, 143, 145–147), wurden in DAPL-Konfiguration umgerüstet und gegen Ende 2009 abgenommen. Die zwei für Veolia geplanten DABNL-Maschinen (181–182) konnten im Dezember 2009 abgenommen werden. Für CBRail geplante fünf DACHI-Maschinen (911–915) wurden Mitte 2010 in DAI-Konfiguration unter den Nummern 281–285 abgenommen. Zu diesen 22 übernommenen Lokomotiven kamen im Laufe des Jahres 2010 sechs eigene DAPL-Maschinen (271–276). Die einst für ATC bestimmte 251 wurde Ende November 2011 als DACHINL-Maschine abgeliefert. Die zwei neubestellten DABNL-Maschinen (283 und 287) wurden im Dezember 2011 abgeliefert. Die neubestellten sechs DAI-Maschinen (286–291) wurden erst im ersten Halbjahr 2012 abgeliefert, fanden aber nur schwer Mieter. Die Lokomotiven 289 und 291 gingen daraufhin für die Umrüstung auf das DABNL-Paket zuzüglich Mirel für die Zulassung in Tschechien und der Slowakei zum Hersteller zurück; in dieser Konfiguration wurden die Lokomotiven im Februar 2013 wieder an Railpool übergeben.
Die Weltfinanzkrise hatte ab 2008 zu einem Rückgang des Güterverkehrsaufkommens geführt und den von Banken finanzierten Leasinggesellschaften fiel es immer schwerer, langfristige Mieter zu finden, zudem vermieteten die großen Bahngesellschaften ebenfalls ihre unterbeschäftigten Lokomotiven. So verzichtete ATC darauf, 14 Lokomotiven je abzurufen; Railpool hatte zwar 2010 einen weiteren Vertrag mit Bombardier geschlossen, bekam aber mittlerweile die Flaute auch zu spüren und verzichtete auf den Abruf weiterer Lokomotiven. Die Produktion der „Traxx MS“ endete daher Anfang 2012 vorerst und ruhte auch 2013 komplett.
Im März 2013 meldete sich Akiem zurück mit einer Bestellung über 15 Lokomotiven. Neben vier neuentwickelten „Traxx AC3 (LM)“ wurden zu den drei für Veolia gebauten DBF-Maschinen im Bestand zusätzliche elf MS2E bestellt, aufgeteilt auf vier DBF-Maschinen (188–191) und sieben DAPL-Maschinen (261–267). Die Lokomotiven wurden zwischen Mai 2014 und Anfang 2015 abgeliefert. Im Juni 2016 schloss Akiem einen Rahmenvertrag mit Bombardier über bis zu 52 Traxx-Lokomotiven, wahlweise AC3 oder MS2E. Ende 2016/Anfang 2017 wurden fünf DBF-Maschinen (192–195, 260) geliefert; ab Oktober 2017 wurde im Schnitt eine Lokomotive monatlich abgeliefert, die 13 bisher gelieferten Exemplare 351–363 besitzen das DAPL-Paket mit Mirel (CZ/SK) und Zulassungen für Ungarn und die Niederlande. Parallel dazu wurden ab März 2018 bisher sieben DABNL-Maschinen (381–387) abgeliefert.
Akiems 186 371 wurde im März 2018 fertiggestellt und diente als Versuchsträger für die ETCS-Spezifikation „Baseline 3“ in DACHIBNL-Konfiguration, welche zum durchgehenden befahren des Güterverkehrskorridors 1 benötigt wird. Nach Abschluss der Test bekam die Lokomotive das DABNL-Paket und wurde im November 2018 als 186 385 an Akiem zurück übergeben.
Gut ein Jahr nach Akiem vermeldete Mitte 2014 auch Railpool die Bestellung weiterer Lokomotiven; ein Rahmenvertrag mit Bombardier sichert bis zu 65 Traxx-Lokomotiven der Typen AC3 oder MS2E. Nach knapp dreijähriger Unterbrechung begann im April 2015 die Ablieferung von acht DABNL-Maschinen (421–428) und zehn West-Ost-Maschinen (429–438), analog zu denjenigen von Akiem (DAPL, NL, CZ/SK/HU). Ende 2015 wurden nochmals fünf DABNL-Maschinen (455–459) abgeliefert. Ab Oktober 2016 wurden sechs DABNL-Maschinen (292–297), vier DBF-Maschinen (252–255), vierzehn DACHIBNL-Maschinen (256–259, 445–454) und drei DABNL+CZ/SK/HU-Maschinen (298–300) abgeliefert. Mitte 2017 wurde die Bestellung von weiteren 20 DACHIBNL-Maschinen (491–510) bekanntgegeben, deren Ablieferung im Mai 2018 begann und bis Ende 2019 dauern soll. Anfang 2019 waren elf der zwanzig Maschinen fertiggestellt.
| Bahngesellschaft                                         | Anzahl   | Anzahl    | Anzahl  | Bezeichnung                                                 |
| Bahngesellschaft                                         | bestellt | geliefert | Bestand | Bezeichnung                                                 |
| -------------------------------------------------------- | -------- | --------- | ------- | ----------------------------------------------------------- |
| Angel Trains Cargo Alpha Trains                          | 35 + 70  | 91        | 80      | 186 101–135 186 196–235 186 241–251 186 346–350             |
| CBRail Macquarie European Rail                           | 25 + 10  | 35        | 25      | 186 136–150 186 236–240 186 281–285 186 901–910             |
| Euro Cargo Rail / DB Cargo                               | 20 + 45  | 65        | 65      | 186 161–180 186 301–345                                     |
| Veolia Transport                                         | 6        | 5         | 0       | 186 181–182 186 184–186                                     |
| Railpool (bis 2013)                                      | 14       | 14        | 37      | 186 183 186 187 186 271–276 186 286–291                     |
| Railpool (ab 2015)                                       | 23 + 47* | 61*       | 98      | 186 252–259 186 292–300 186 421–438 186 445–459 186 491–510 |
| Akiem                                                    | 16 + 20* | 36        | 39      | 186 188–195 186 260–267 186 351–363 186 381–387*            |
| Lokomotion                                               | 5        | 5         | 5       | 186 440–444                                                 |
| Rhenus Rail Logistics                                    | 3        | 3         | 3       | 186 268–269 286 940                                         |
| Captrain Deutschland                                     | ?        | ?         | ?       | 186 151–158                                                 |
| * genaue Anzahl unbekannt, Ende 2018 noch in Ablieferung |          |           |         |                                                             |

Im September 2007 bestellte die Schweizer BLS Cargo zehn Lokomotiven der Variante „DACHI“ mit einer Option auf weitere zehn Exemplare. Ein Jahr später erfolgte die Inbetriebsetzung der ersten, als Re 486 bezeichneten Maschine, gefolgt von der Auslieferung der zehn Lokomotiven (501–510) zwischen Dezember 2008 und Mai 2009. Die Lokomotiven werden im alpenquerenden und grenzüberschreitenden Verkehr eingesetzt, wurden allerdings erst ohne ETCS-Ausrüstung übernommen, und konnten auf ETCS-Strecken wie dem Lötschberg-Basistunnel nur als geführte Lokomotive hinter einer Re 485 eingesetzt werden.

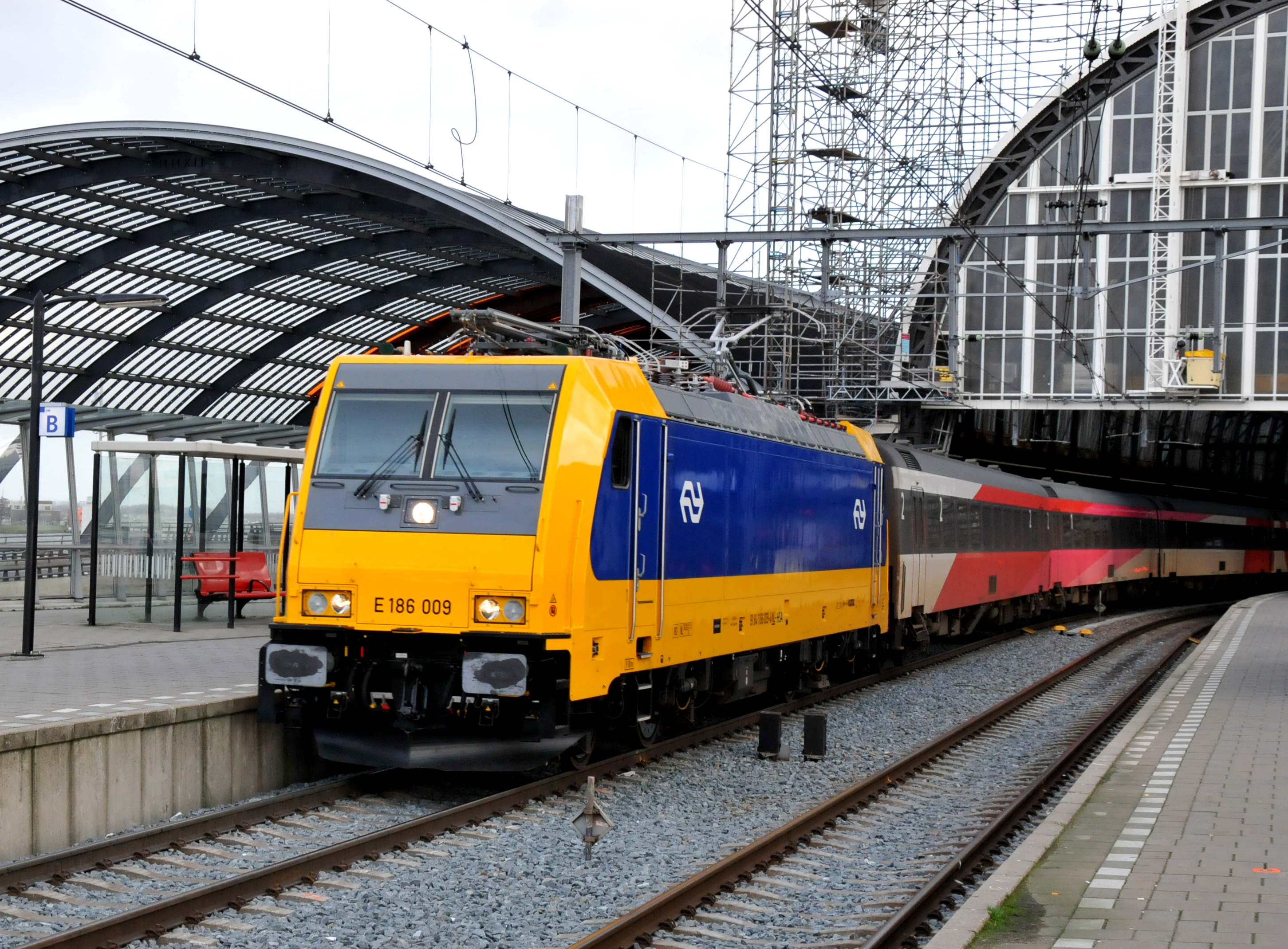
186 009 der Nederlandse Spoorwegen

Nach Verzögerungen bei der Inbetriebnahme und Zulassung der AnsaldoBreda V250 beschloss die HighSpeedAlliance (HSA), ein Konsortium aus NS und KLM, den Betrieb auf der HSL Zuid (Hochgeschwindigkeitsstrecke Schiphol–Rotterdam–Brüssel) vorübergehend mit konventionellem Rollmaterial aufzunehmen. Für die Reisezüge wurden bestehende ICRm-Wagen umgebaut und zwölf Maschinen von ATC (186 111–122) geleast, die in der Lackierung von NS Hispeed gehalten waren. Mit Hochtastfahrten ab Mitte 2008 begann schrittweise der Vorlaufbetrieb, der im Juli 2009 unter der Marke Fyra voll aufgenommen wurde.
Per Fahrplanwechsel im Dezember 2012 wurde begonnen, die Fyra-Verbindungen mit den V250 zu führen, die gut einen Monat später bereits wieder abgestellt wurden; für den Ersatzbetrieb wurden wieder die geleasten Lokomotiven zurückgeholt. Nachdem sich im Laufe des Jahres 2013 abzeichnete, dass dies zum Dauerzustand werden würde, wurde der Markenname Fyra im Dezember 2013 fallengelassen, Anfang 2014 eigenes Rollmaterial bestellt und NS Hispeed Mitte 2014 aufgelöst respektive in NS International umgewandelt.
Die NS bestellten für die nun als Intercity Direct oder Intercity Brussel bezeichneten Verbindungen 19 Lokomotiven des Typs „Traxx F160 MS“, die als E 186 001 bis 019 zwischen August 2014 und Januar 2015 abgeliefert wurden. Zwischen Mai und Dezember 2016 wurden weitere 26 Lokomotiven (020–045) beschafft. Seit dem 1. Juni 2018 befinden sich die niederländischen Lokomotiven 186 001–045 im Rahmen eines Sale/Lease Back-Verfahrens im Besitz von Akiem.
| Bezeichnung    | NVR-Nummern         |
| -------------- | ------------------- |
| 186 001–510    | 91 80 6 186 001–510 |
| 186 901–910    | 91 80 6 186 901–910 |
| Re 486 501–510 | 91 85 4 486 501–510 |
| NS 186 001–045 | 91 84 1 186 001–045 |
| RRL 286 940    | 91 81 1 286 940     |
| MT 386 001–040 | 91 54 7 386 001–040 |
| RJ 386 201–208 | 91 54 7 386 201–208 |

Von der tschechischen Metrans wurden 20 Lokomotiven für den Einsatz in Deutschland, Österreich, Polen, Tschechien, der Slowakei und Ungarn bestellt, die zwischen September 2014 und März 2015 als 386 001–020 ausgeliefert wurden. Weitere zehn Lokomotiven (021–030) wurden zwischen Oktober 2016 und Februar 2017 ausgeliefert, davon 027–030 mit zusätzlicher Zulassung für die Niederlande. Zwischen Mai und Oktober 2018 erfolgte die Auslieferung von weiteren zehn Lokomotiven (031–040).
Im Dezember 2014 und Januar 2015 wurden fünf Lokomotiven (DAI) an Lokomotion (186 440–444) ausgeliefert.
Drei Lokomotiven gingen im April und Mai 2017 an Rhenus Rail Logistics (186 268–269 und 286 940).
Zwischen Mai und Juli 2018 gingen sechs Lokomotiven (DABNL) an Captrain Deutschland (186 151–156).
Die tschechische Regiojet bestellte im April 2017 acht Lokomotiven (386 201–208); die ersten beiden Maschinen gelangten im April 2018 zu Testzwecken auf den Versuchsring in Velim.

### F140 DC
Aus der Viersystemlokomotive wurde unter der Bezeichnung Traxx F140 DC auch eine reine Gleichstromversion für den Verkehr in Italien entwickelt. Die Stromrichteranlage ist identisch mit derjenigen der Traxx F140 MS, der Transformator wurde durch einen Drosseltank ersetzt. Die Masse der entfallenen Wechselstromausrüstung wird durch acht Tonnen Ballast ausgeglichen.
Als Baureihe E483 wurden für Italien 20 Lokomotiven durch die Leasinggesellschaft Alpha Trains und acht durch Nordcargo bestellt. Folgebestellungen erfolgten durch Autorità Portuale di Savona (APS), Ferrovie Emilia Romagna (FER), Sistemi Territoriali (ST), GTS Rail (10 Stück), Ferrovia Adriatico Sangritana (FAS), Ferrotramviaria (FT) und Leasinggesellschaft Akiem (20 Stück).
Die polnische Pol-Miedź Trans bestellte 2009 zwei E483, übernahm sie im Werk Vado Ligure und brachte die Lokomotiven nach Polen, wo sie unter der italienischen Baureihenbezeichnung verwendet wurden. 2010 bestellte Koleje Mazowieckie (KM) elf Lokomotiven, welche die polnischen Baureihenbezeichnungen „EU47“ beziehungsweise „5 170“ erhielten; unter letzter Bezeichnung wurden auch acht Lokomotiven von Railpool eingereiht – die einzigen, die nicht in Vado Ligure, sondern in Kassel gefertigt wurden. Weitere fünf Lokomotiven gingen an Akiem.

### F140 DC (Renfe-Baureihe 253)

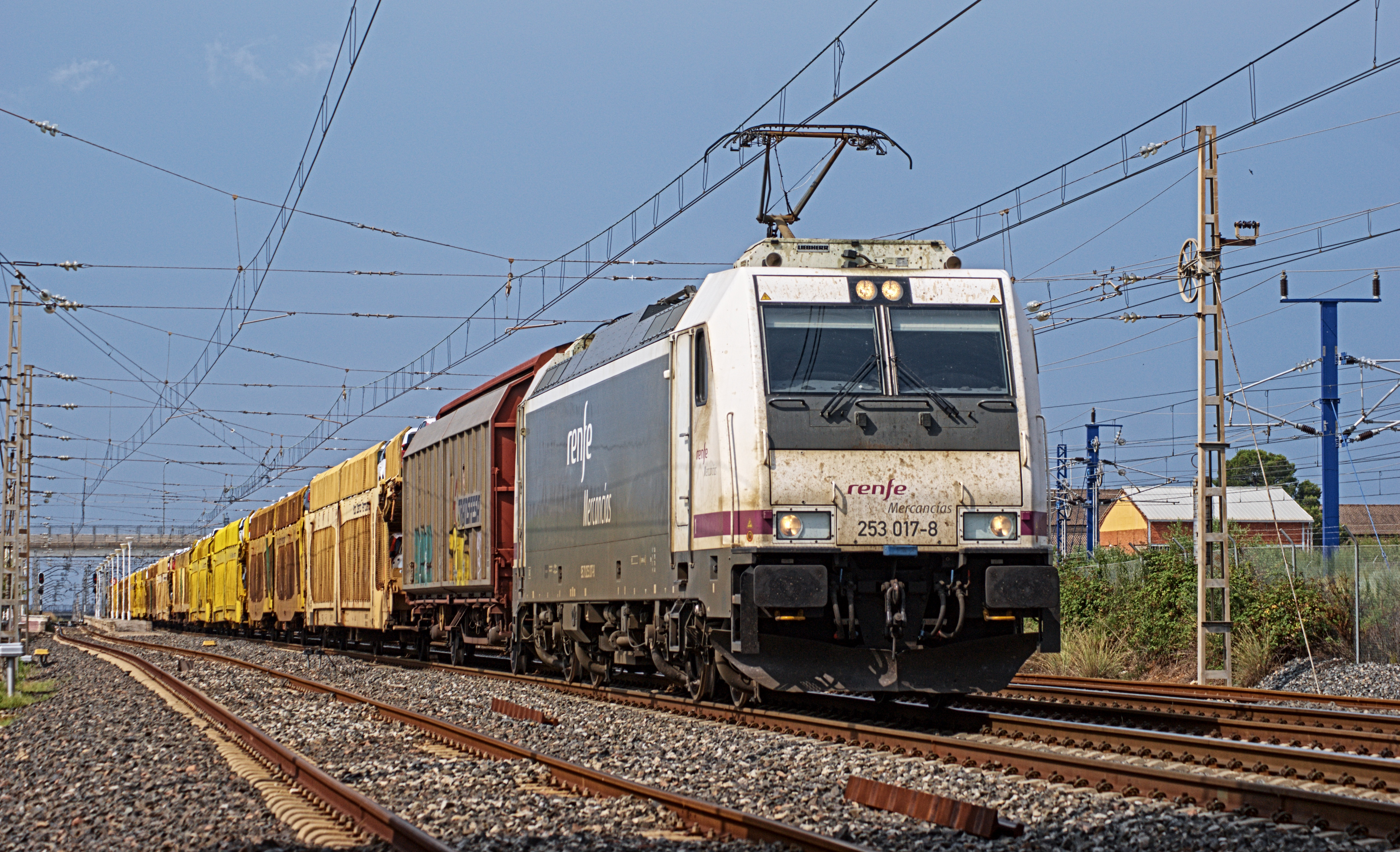
253 017 der Renfe mit einem Güterzug in Katalonien

Als Traxx F140 DC für Spanien wurde eine Untervariante für Renfe Mercancías entwickelt; die als Baureihe 253 eingeordneten Maschinen sind als reine Güterzuglokomotiven für das spanische Breitspurnetz (1668 mm) ausgelegt und konstruktiv für die Umspurung auf Regelspur vorbereitet. Die Lokomotiven sind mit Tatzlagerantrieb ausgerüstet und verfügen als einzige elektrische Traxx über keine Zugsammelschiene. Die Kästen entsprechen denen der regelspurigen Traxx-2E-Lokomotiven mit dem einzigen Unterschied, dass die auch bei den elektrischen Lokomotiven in der Mitte über dem Langträger vorhandenen Öffnungen für den Tankstutzen der Diesellokomotiven bei den spanischen Lokomotiven verschlossen sind. Die Stromrichteranlage ist für den Betrieb mit 3 kV Gleichspannung gegenüber den Traxx F140 DC stark reduziert, der Zwischenkreis des Stromrichters wird ohne Steller direkt aus der Fahrleitung gespeist. Die dritten Spitzenlichter sind im ungenutzten Zielschildkasten über den Frontfenstern eingebaut. 
Im November 2006 wurden bei Bombardier 100 Stück bestellt, von denen die ersten 2008 geliefert wurden. Insgesamt 55 Lokomotiven, darunter die ersten zehn, wurden vollständig bei Bombardier in Vado Ligure gefertigt, und dann nach Villaverde zu Renfe Integria überstellt, wo sie auf die Breitspurdrehgestelle gesetzt wurden. Die übrigen 45 Lokomotiven wurden als Bausätze aus diversen europäischen Werken von Bombardier nach Villaverde geliefert und in den Werkstätten der Renfe Integria endmontiert; letztere ist auch für den Unterhalt der Fahrzeuge zuständig. Drei weitere Lokomotiven wurden von Comsa Rail Transport bestellt, in Vado Ligure endmontiert und mittels Straßen-Schwertransport nach Spanien gebracht.

### P160 DE

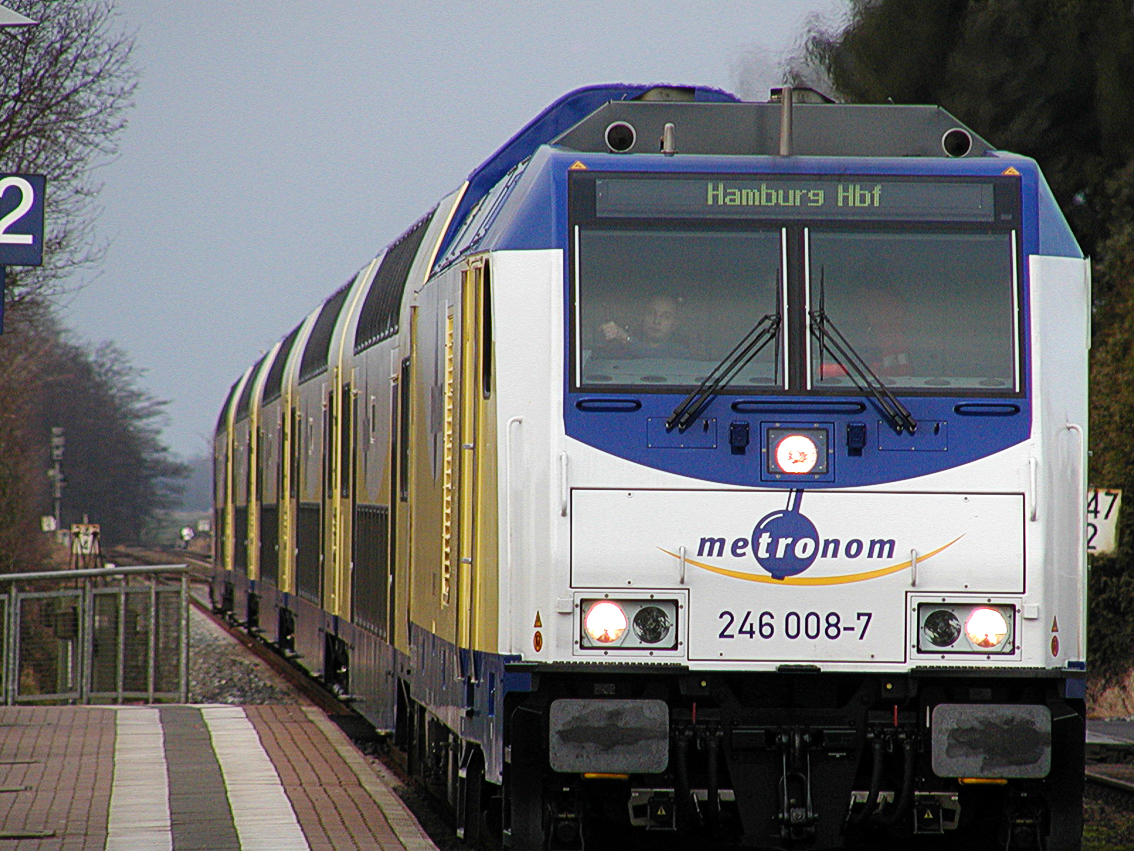
Lokomotive 246 008 in alter Lackierung von Cuxhaven nach Hamburg in Cadenberge, nicht mehr von metronom betrieben

Unter der Bezeichnung Traxx P160 DE wurde die dieselelektrische Personenverkehrsversion der Traxx 2E eingeführt. Sie verfügt über einen Hohlwellenantrieb und ist wie die elektrischen Traxx der ersten beiden Generationen für 160 km/h zugelassen. Die Lokomotiven werden in Deutschland als Baureihe 246 bezeichnet. Von 2006 bis 2007 wurden insgesamt elf Lokomotiven dieses Typs mit 2200 kW Leistung hergestellt; als Nachfolgeversion wurde 2012 die Traxx P160 DE ME vorgestellt.
Erstbestellerin der Personenverkehrsversion der „Traxx DE“ war die Landesnahverkehrsgesellschaft Niedersachsen (LNVG), welche im September 2005 elf Lokomotiven (001–011) bestellte. Erstmals inoffiziell vorgestellt wurden die dieselelektrischen Traxx an der InnoTrans 2006; abgeliefert wurden die Lokomotiven im Laufe des Jahres 2007. Acht Maschinen (002–009) sind seither für den Einsatz auf der Niederelbebahn zwischen Hamburg und Cuxhaven vermietet. Von 2007 bis 2018 waren die Fahrzeuge bei Metronom eingestellt, nach Betreiberwechsel ging der Vertrag an die Verkehrsgesellschaft Start Unterelbe mbH über. Alle Lokomotiven der Baureihe 246 der LNVG werden seit Ende 2020 bei einer Hauptuntersuchung (HU XL) modernisiert und erhalten unter anderem eine neue Lackierung, LED-Zugzielanzeiger und seitliche Kameras, um dem Lokführer die Abfertigung zu erleichtern. Abgeschlossen ist das Modernisierungsprogramm voraussichtlich 2026.
Die 246 001 war von 2008 bis 2010 an die Inbetriebnahmegesellschaft Transporttechnik (IGT) vermietet; die 246 010 von 2007 bis 2009 an die IGT und bis September 2009 an die Südostbayernbahn der DB. Beide Maschinen wurden im vierten Quartal 2011 an die Havelländische Eisenbahn (HVLE) verkauft. Die 246 011 wurde ebenfalls ab 2007 an die IGT vermietet und von dieser weitervermietet; Ende 2011 wurde sie von der IGT erworben und Ende 2015 an die Pressnitztalbahn (PRESS) weiterverkauft.
Die 246 001 und 010 sind seit 2024 von der Havelländischen Eisenbahn an DB Regio Nord vermietet und wurden im nah.sh-Design lackiert. Sie verkehren mit Lokomotiven der Baureihe 245 auf der Linie RE6 Hamburg-Altona – Westerland (Sylt) und bespannen Züge mit sechs Married-Pair-Wagen.

### F140 DE

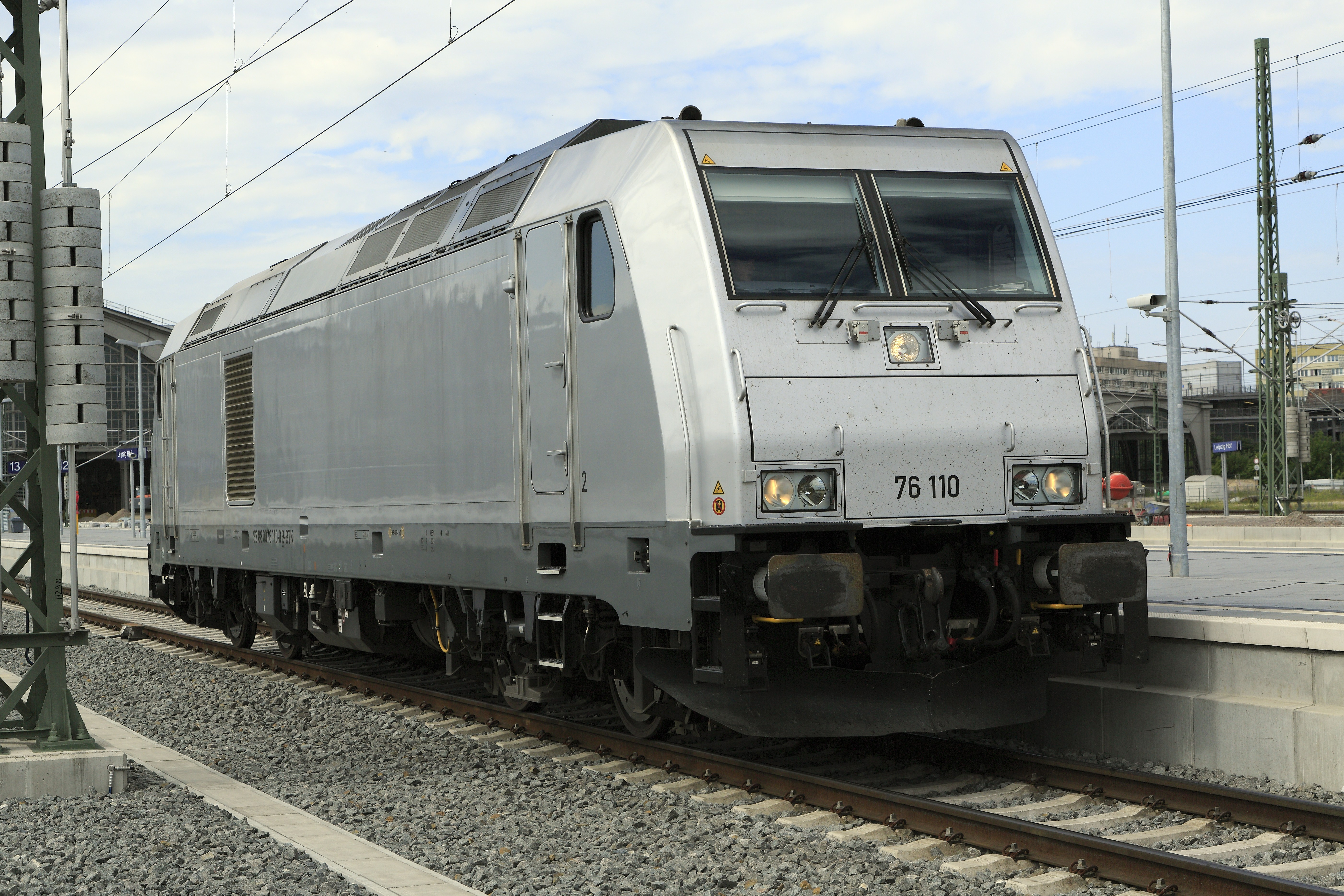
76 110 als Arbeitszuglokomotive in Leipzig Hbf, Juni 2015

Unter der Bezeichnung Traxx F140 DE wurde die dieselelektrische Güterverkehrsversion der Traxx 2E eingeführt. Sie verfügt über einen Tatzlagerantrieb und ist wie die elektrischen Traxx der ersten beiden Generationen für 140 km/h zugelassen. Die Lokomotiven werden in Deutschland als Baureihe 285 bezeichnet. Neben der ursprünglichen Version mit 2200 kW Leistung wurde später eine Version mit 2400 kW entwickelt. Von 2007 bis 2013 wurden insgesamt 35 Lokomotiven dieses Typs hergestellt.
Erstbesteller der Güterverkehrsversion der „Traxx DE“ war das Leasingunternehmen CBRail, welches im Februar 2006 zehn Lokomotiven bestellte. Die erste, als 285 001 bezeichnet, wurde Anfang August 2007 fertiggestellt und durchlief als Teil des Zulassungsverfahren Testfahrten auf dem Versuchsring in Velim und auf der Rübelandbahn, wo sie auch von der späteren Mieterin HVLE eingesetzt wurde. Anfang 2008 wurde die 001 an CBRail übergeben, gefolgt von den Maschinen 102–109 bis Mitte Jahr, welche zur häufigeren Unterbauart 285.1 gehören, die ab Werk keine Zugsammelschiene besitzen.
Die 285 110 wurde erst für die InnoTrans 2008 zurückbehalten, dann aber für den Bau des 2400-kW-Prototyps BB 76 101 verwendet; als Ersatz erhielt CBRail im April 2010 die 285 111, welche allerdings nach wenigen Wochen im Betrieb Ende November 2010 verunfallte. Mit einem neuen Lokkasten aufgebaut, kam die 285 111 schließlich im März 2012 wieder in Betrieb. Aus CBRail wurde Anfang 2013 die Leasinggesellschaft Macquarie European Rail.
Die polnische Lotos Kolej bestellte im Oktober 2009 sechs, im Mai 2010 dann nochmals vier Traxx DE für den Güterverkehr, die im Laufe des Jahres 2011 als 285 121–130 ausgeliefert wurden. Die Maschinen erhielten die polnische Baureihenbezeichnung 3 650 (016–025), die NVR-Nummern lauten dementsprechend 92 51 3 650 016–025.
Ende Oktober 2008 bestellte Fret SNCF, die Güterverkehrssparte der SNCF, 30 „Traxx DE“ (mit Option auf 50 weitere Lokomotiven) für den Güterverkehr zwischen Deutschland, den Niederlanden und Belgien. Der Vertrag wurde Anfang Dezember nochmals angepasst und auf Fixbestellung von 45 Lokomotiven erhöht; einen Teil davon würde der neu gegründete SNCF-Rollmaterialverleih Akiem bewirtschaften.
Die SNCF forderte eine höhere Leistung von 2400 kW gegenüber den 2200 kW bei CBRail; daher wurden 2009 vier Prototypen für die notwendigen Zulassungsverfahren hergestellt, je zwei Lokomotiven der geplanten Baureihen BB 76000 und BB 76100. Für den Bau der 76 101 wurde die bereits für CBRail weitgehend fertiggestellte 285 110 verwendet und auf 2400 kW umgebaut; letztere erhielt im April 2010 als Ersatz die 285 111.
Von Bombardier wurden 2013 einschließlich der Prototypen insgesamt 15 Lokomotiven (001–004, 101–111) für SNCF/Akiem fertiggestellt, die allerdings nie vom Besteller abgenommen wurden.

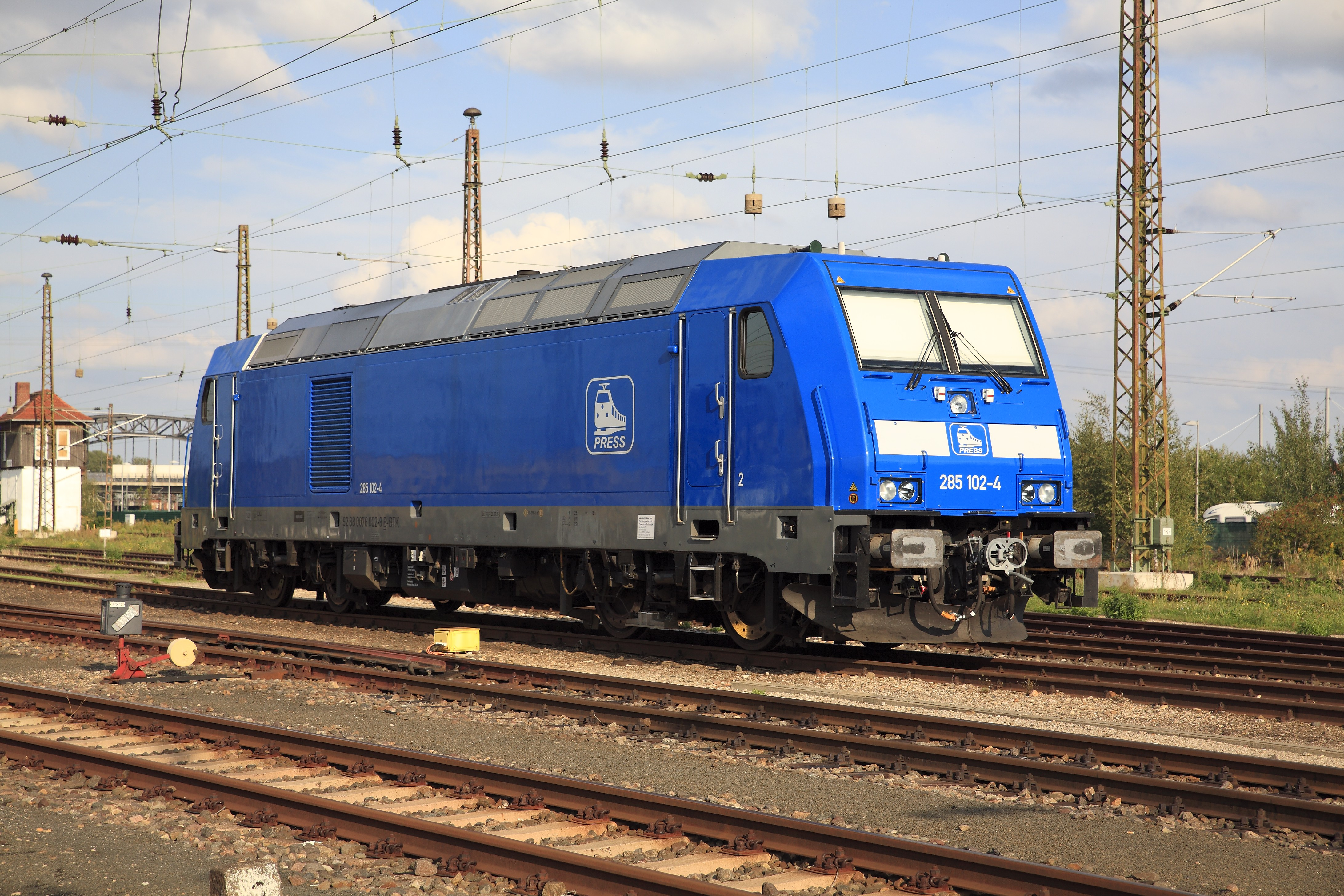
285 102 der PRESS mit belgischer NVR-Nummer und Scharfenberg-Hilfskupplungen

Die fünf Lokomotiven 76 103–107 wurden im zweiten Halbjahr 2013 an RheinCargo verkauft und zwischen November 2013 und Januar 2014 als 285 112–116 ausgeliefert. RheinCargo bezeichnet die Maschinen intern als „DE800“ (801–805). Drei weitere Lokomotiven, die 76 101, 102 und 108, wurden Anfang 2014 als 285 117–119 an Captrain Deutschland und die 76 111 Ende 2014 an das Stahlwerk Thüringen verkauft. Im Laufe des Jahres 2015 kaufte Raildox (RDX) die 76 109 und 110.
Die verbliebenen vier Lokomotiven 76 001–004 konnten im dritten Quartal 2015 an die Pressnitztalbahn (PRESS) verkauft werden; diese bezeichnet die Maschinen intern als 285 101–104. Sie werden teilweise, wie die 285 102, als Schlepplokomotiven für auf der Schnellfahrstrecke Erfurt–Leipzig/Halle ausfallende Triebzüge eingesetzt, dafür wurden sie mit ETCS-Fahrzeuggeräten ausgerüstet. Zum Kuppeln mit Triebzügen führen sie auf die Zughaken aufsetzbare Scharfenberghilfskupplungen mit. Zusätzlich werden diese Lokomotiven für Arbeitszüge auf dieser Strecke eingesetzt.
Die 285 104 war am 6. September 2018 an der ersten Fahrt unter ETCS Level 3 im Netz der Deutschen Bahn, auf der Bahnstrecke Annaberg-Buchholz–Schwarzenberg, beteiligt.

### P160 DE ME

#### Merkmale / Besonderheit
Die als Traxx P160 DE ME bezeichneten Lokomotiven verfügen über vier kleinere Dieselmotoren (ME = Multi Engine) statt eines großen Motors. Die bei verschiedenen industriellen Anwendungen bereits eingesetzten vier Dieselmotoren vom Typ CAT C18 ACERT besitzen nach Herstellerangaben eine Nennleistung von 2252 Kilowatt, was einer Leistung je Motor von 563 Kilowatt entspricht. Durch das elektronisch gesteuerte Zu- und Abschalten einzelner Motoren im Betrieb soll Kraftstoff gespart sowie eine gleichmäßige Abnutzung erreicht werden.
Gegenüber den zuvor eingesetzten Lokomotiven der Baureihe 218 konnten bei der DB Regio Allgäu-Schwaben Kraftstoffeinsparungen in Höhe von fast 9 % erzielt werden. Die Lokomotiven bieten eine Anfahrzugkraft von 300 Kilonewton bei einer Masse von 83 Tonnen. Damit liegt die Baureihe 245 in etwa im Leistungsspektrum der Siemens Vectron DE und Vossloh G 2000 BB.
Über 70 Prozent der Bauteile sollen aus dem bestehenden Traxx-Programm stammen. Auch der Lokomotivkasten ist aus der Traxx-Familie abgeleitet. Bei der ersten Serie der für die DB gelieferten Lokomotiven (245 001–020) war ebenfalls ein manuelles Abschalten einzelner Dieselmotoren vorgesehen. Da dies aber betrieblich nicht benötigt wird, wurde bei den folgenden Lokomotiven stattdessen das Motor-Management verändert.

#### Testfahrten und Zulassung
Testfahrten fanden 2013 auf dem Netz der Südostbayernbahn um den Bahnhof Mühldorf und im Allgäu statt. Am 13. Dezember 2013 erteilte das Eisenbahn-Bundesamt die Serienzulassung für Bombardier Traxx-Lokomotiven der Baureihe 245.
Die ersten drei Vorserienlokomotiven 245 001–003 wiesen einige Abweichungen zu der Serienausführung auf, so waren die Lüfterklappen zunächst etwas kleiner, sie wurden aber den späteren Exemplaren angeglichen.
In Gessertshausen mietete Bombardier Transportation eine Halle an und erprobte auf der Bahnstrecke Gessertshausen–Türkheim ihre gebauten Diesellokomotiven, bevor diese in die Serienproduktion gingen beziehungsweise an die Käufer ausgeliefert wurden. Neben den Lokomotiven der Baureihe BB 76000 der französischen Staatsbahnen (SNCF) und Prototypen waren dies auch die der Baureihe 245.

#### Bestellungen und Einsatzgebiete
Die Deutsche Bahn und Bombardier Transportation schlossen im April 2011 einen Rahmenvertrag über die Lieferung von 200 Diesellokomotiven dieses Typs mit Mehrmotorenantrieb. Der Vertrag mit einem Wert von etwa 600 Millionen Euro hatte eine Laufzeit von neun Jahren. Zeitgleich wurden von DB Regio die ersten 20 Lokomotiven für den Einsatz im Personenverkehr abgerufen, die wie folgt verteilt wurden:
- acht Exemplare (245 008–015) für die Südostbayernbahn,[48][54]
- sieben Exemplare für DB Regio Allgäu-Schwaben (245 001–007).[55] Seit Juni 2014 wurde die Baureihe 245 zunächst bei DB Regio Allgäu-Schwaben getestet und ist seit dem Fahrplanwechsel am 14. Dezember 2014 im Einsatz. Mittlerweile wurden alle sieben Lokomotiven in andere Regiowerke umverteilt.
- fünf Lokomotiven (245 016–020) für DB Regio Hessen für die Niddertalbahn/Horlofftalbahn.[56]
- drei neue Lokomotiven (245 035–037) sowie zwei ehemalige Lokomotiven vom Regiowerk Kempten (245 006 und 007) für DB Regio Baden-Württemberg, Standort Ulm. Einsatz auf dem IRE Basel–Friedrichshafen (dort muss in einen IRE mit Elektroantrieb [Triebzüge der Reihe 425 oder 111/146 mit Doppelstockwagen] umgestiegen werden) sowie dem vereinzelt durchgehenden IRE Basel–Ulm.

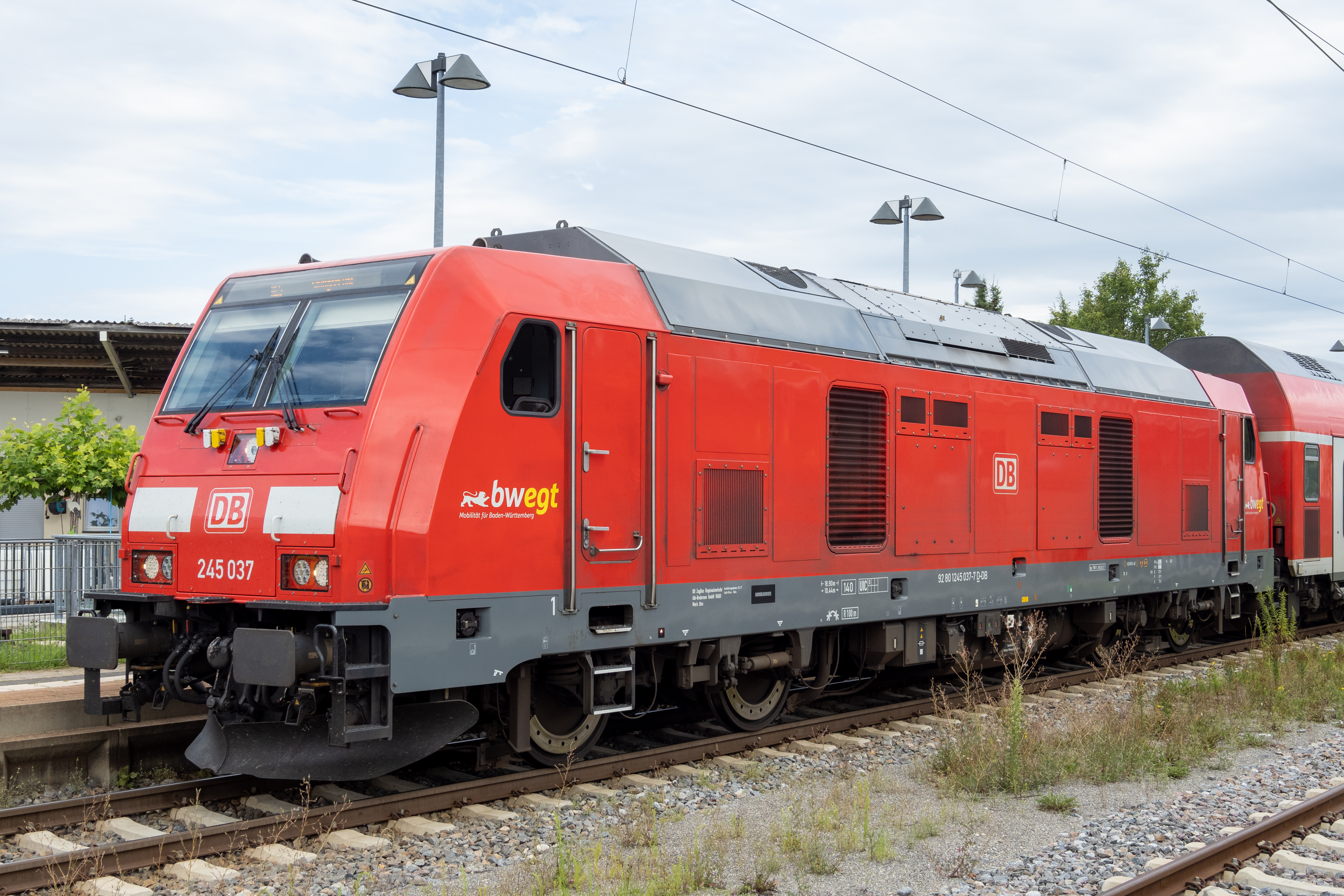
245 037 in Langenargen

Bei den oben genannten vier DB-Regio-Unternehmen wurde die Baureihe 245 zunächst für die Zugleistungen mit Doppelstockwagen genutzt. Langfristig war jedoch geplant, die Lokomotiven der Reihe 218 ganz auszumustern und durch die leistungsstärkere 245 zu ersetzen.
Am 10. Juni 2014 bestellte DB Fernverkehr sieben weitere Lokomotiven der Baureihe (245 021–027), die ab Ende 2015 die Baureihe 218 beim Einsatz für das Sylt Shuttle ablösen, wobei jeweils eine einzelne 245 eine 218-Doppeltraktion ersetzt. Die letzte Lok wurde im Juli 2016 ausgeliefert. Aufgrund einer Vermietung an DB Regio, einer Umstationierung nach Leipzig (für die IC-Linie 50) und anhaltender Probleme werden seit 2018 wieder vermehrt Lokomotiven der Baureihe 218 eingesetzt.
Auch in Fernverkehrsleistungen sollten Lokomotiven dieser Reihe teilweise jeweils zwei Maschinen der Reihe 218 ablösen. Dies war für das Intercity-Zugpaar 2012/13 von Oberstdorf nach Stuttgart über Ulm, die Eurocity-Linie 88 von München über Lindau nach Zürich, den Abschnitt nach Oberstdorf der Intercity-Linie 26.2 und Züge nach Oberstdorf der Intercity-Linie 55 sowie auch für einzelne Züge der Intercity-Linien 32 und 55 geplant. Zu planmäßigen Einsätzen kam es allerdings nie.
DB Fernverkehr bestellte im Oktober 2016 fünf weitere Lokomotiven der Baureihe 245 bei Bombardier. Die fünf neuen Diesellokomotiven sollten auf ausgewählten Knotenpunkten im Laufe des Jahres 2017 als Abschlepplokomotiven für Intercity-Express stationiert werden und hier ebenfalls die bisher eingesetzten 218er ablösen. Die Bestellung wurde inzwischen aufgrund der nie zugelassenen Ausrüstung mit ETCS storniert, zwei Loks wurden fertiggestellt, jedoch nie an die DB ausgeliefert. Derzeit stehen die beiden Loks abgestellt in Eisenach beim Eisenbahn-Instandhalter Uwe Adam (Stand: November 2024). Als Ersatz sollen Siemens-Zweikraftlokomotiven vorgehalten werden, die Lieferung kann jedoch erst 2026 erfolgen.
Für die Schnellfahrstrecke Köln–Rhein/Main und die Strecke Stuttgart–Ulm sollten je zwei Lokomotiven der Baureihe 245 beschafft werden, für das Verkehrsprojekt Deutsche Einheit Nr. 8 drei.
Die Investmentgesellschaft Paribus-DIF Netz-West-Lokomotiven hat im März 2014 als erster privater Kunde 15 Lokomotiven bestellt, die von der Landesweiten Verkehrsservicegesellschaft Schleswig-Holstein für den Einsatz auf der Marschbahn gepachtet werden. Die 245 201 wurde im Januar 2015 ausgeliefert und vom 16. bis 18. Februar probeweise auf der Marschbahn eingesetzt. Bis Ende 2015 wurden die restlichen Exemplare gefertigt und lösten die bisherigen Loktypen ab.
Die Lokomotiven erwiesen sich als äußerst unzuverlässig. Bereits im ersten Betriebsjahr zeigte sich, dass teils schon nach kurzer Einsatzzeit der Transformator überhitzte; mehrmals kam es zu Rauchentwicklung und Bränden, etwa im März 2016 bei der 245 204. Im Sommer 2016 wies Bombardier die Betreiber an, die Transformatortemperatur regelmäßig zu überwachen und die Fahrzeuge bei einer Temperatur über 155 °C außer Betrieb zu setzen, bis die Baugruppe unter 100 °C heruntergekühlt ist. Schon aufgrund dieser Anweisung kam es zu zahlreichen Ausfällen und Verspätungen. Neben der Überhitzung traten 2017 weitere schwere Mängel auf – darunter Öllecks, verstopfte Rußpartikelfilter aufgrund von Softwarefehlern und Kühlwasserverluste –, die wiederum zu Ausfällen und Verspätungen führten, so dass ab September 2017 sämtliche auf der Marschbahn eingesetzten Lokomotiven an Bombardier zur Überarbeitung zurückgegeben wurden.
Auch die Südostbayernbahn hat teils mit erheblichen Störungen an den Lokomotiven zu kämpfen, während die von Kempten aus eingesetzten Lokomotiven keinerlei technische Auffälligkeiten aufweisen. Teilweise wurden die Lokomotiven auch bei geschobenen Wendezügen zur Temperaturüberwachung mit Personal besetzt.
2017/2018 wurden die Motoren der Lokomotiven von Paribus, der Südostbayernbahn und DB Regio Allgäu-Schwaben bei Bombardier überarbeitet.
Am 4. Juli 2019 wurde die sofortige Abstellung der Lokomotiven der Baureihe 245 bekanntgegeben, da bei einem Brand krebserregende Stoffe festgestellt wurden. Die Maschinenräume durften seither nur mehr mit Atemschutz betreten werden. Die Lokomotiven wurden von diesem Tag an schrittweise gesammelt und vorläufig abgestellt. Nach der Abstellung wurden die Maschinenräume versiegelt, sie durften nicht mehr betreten werden.
Die sofortige Abstellung wurde bereits am folgenden Tag widerrufen, da nach Untersuchungen keine zusätzlichen Maßnahmen bei der Wartung erforderlich wurden.

## Traxx 3

### Traxx AC3
Als erste Variante der dritten Generation von Traxx-Lokomotiven wurde von Bombardier auf der Messe Transport und Logistik im Mai 2011 in München die Zweifrequenz-Wechselstromlokomotive „Traxx AC3“ präsentiert. Wie die Vorgängerinnen AC1 und AC2 ist die AC3 für den Betrieb unter 15 Kilovolt bei 16,7 Hertz sowie unter 25 Kilovolt bei 50 Hertz Wechselspannung ausgelegt und verfügt unverändert über eine Dauerleistung von 5600 kW und eine Anfahrzugkraft von 300 kN. Von den Traxx 2E übernommen wurde der Maschinenraum mit Seitengang um das sogenannte Powerpack, bestehend aus Stromrichter und Hochspannungsgerüst, womit erstmals alle Varianten dasselbe Layout verwenden.
Neu ist die Kopfform der AC3-Lokomotiven, im Wesentlichen ein auf dem Lokkasten aufgesetztes GFK-Modul. Zudem wurden die Lokomotiven erstmals ab Werk konstruktiv für den Einbau der Zugbeeinflussung ETCS vorbereitet. Neuerungen betreffen die verfügbaren Drehgestelle: Zu den bisherigen Varianten „F140“ (mit Tatzlagerantrieb und Zulassung für maximal 140 km/h) und „P160“ (mit Hohlwellenantrieb und Zulassung für maximal 160 km/h) werden die AC3-Lokomotiven wie die MS2E mit Tatzlagerantrieb und Zulassung für maximal 160 km/h angeboten, wobei diese Variante erstmals die Bezeichnung „F160“ erhielt.
Gänzlich neu sind die optional verfügbaren Last-Mile-Module, die es als Last-Mile-Diesel (LMD) mit zusätzlicher Last-Mile-Battery (LMB) gibt. Das LMD-Modul besteht aus einem im Maschinenraum eingebauten Hilfsdieselmotor mit Generator, um auch nichtelektrifizierte Streckenabschnitte und Anschlussgleise befahren zu können. Der Treibstoff wird in einem Tank im Untergestell mitgeführt. Der Dieselmotor von Deutz verfügt über einen Hubraum von 7150 cm³, erbringt eine Leistung von 230 kW (180 kW am Rad), mit Batterieunterstützung 290 kW, und erfüllt die Stage-IIIB-Abgasnorm. Im Dieselbetrieb werden alle vier Fahrmotoren betrieben, wobei wahlweise auch Motoren abgeschaltet werden können. Die Anfahrzugkraft beträgt mit Batterieunterstützung unverändert 300 kN, ohne Batterie 260 kN. Ohne Anhängelast ist damit eine Höchstgeschwindigkeit von 60 km/h möglich, bei 2000 Tonnen Last noch 40 km/h. Der Tank für den Hilfsdieselmotor ist im Untergestell angebracht. Sein Inhalt von 400 Litern reicht für bis zu acht Stunden Dieselbetrieb, kurze Strecken können auch ausschließlich mit der eingebauten Batterie zurückgelegt werden. Der Übergang vom elektrischen zum Dieselbetrieb kann während der Fahrt erfolgen. Für den Rangierbetrieb ist zudem eine Funkfernsteuerung erhältlich.

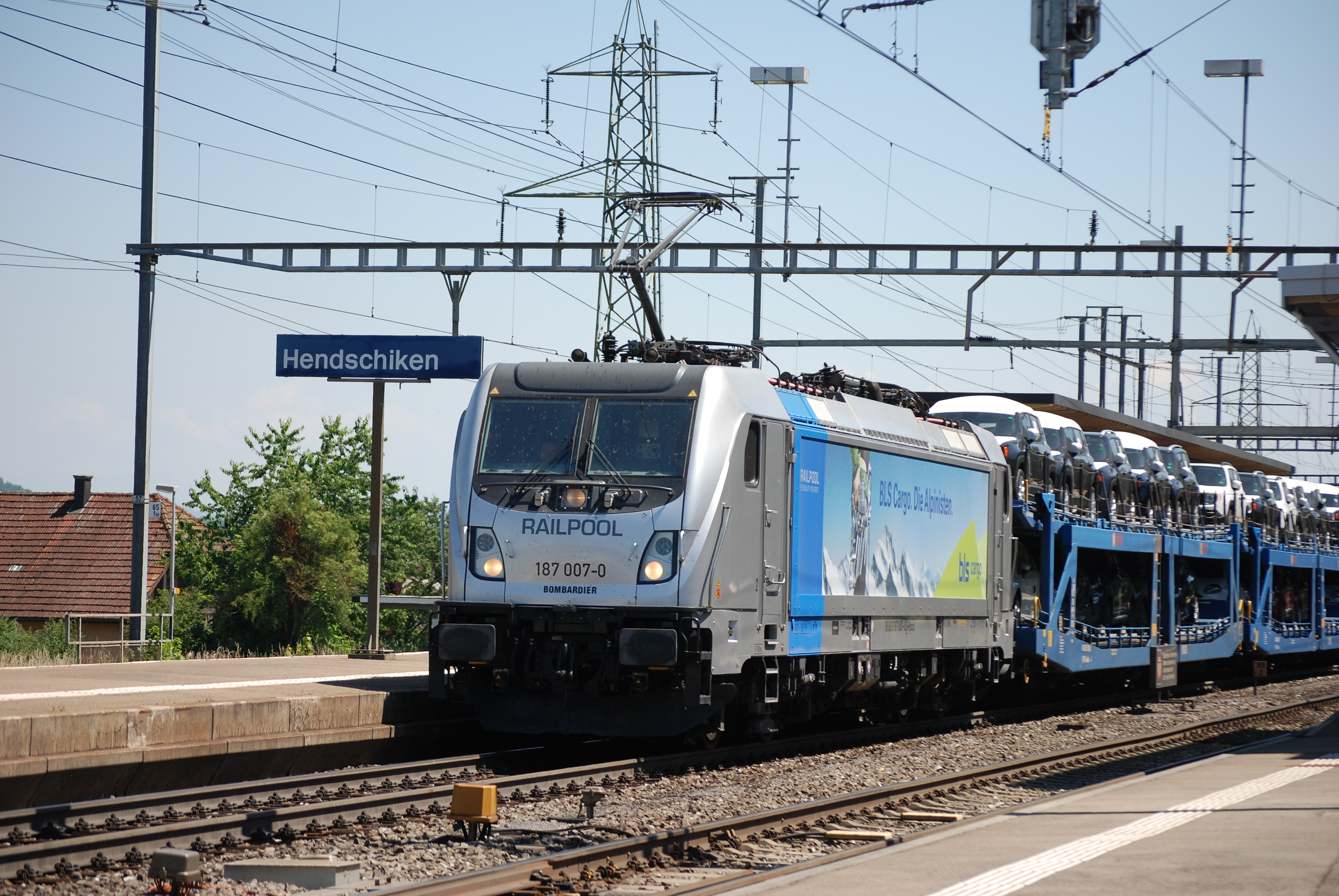
187 007 von Railpool

Erstmals seit den Traxx-Vorgängern AEG 12X respektive der Baureihe 101 von ABB Henschel wurde der Lokkasten nicht mit glatten Seitenwänden gefertigt, sondern weist vertikal gesickte Seitenwände auf, was konstruktiv deutlich günstiger ist. Zur Abdeckung der Sicken erhielten die Seitenflächen sogenannte Flex-Panel, eine Vorrichtung zum Einspannen von Planen. Diese wären kostengünstiger als Umlackierungen oder Umbeklebungen von Mietlokomotiven; zudem könnten die Halter auch Werbung anbringen. Die Nutzung der Flex-Panel wurde jedoch in der Schweiz umgehend untersagt.

#### Produktion und Zulassung

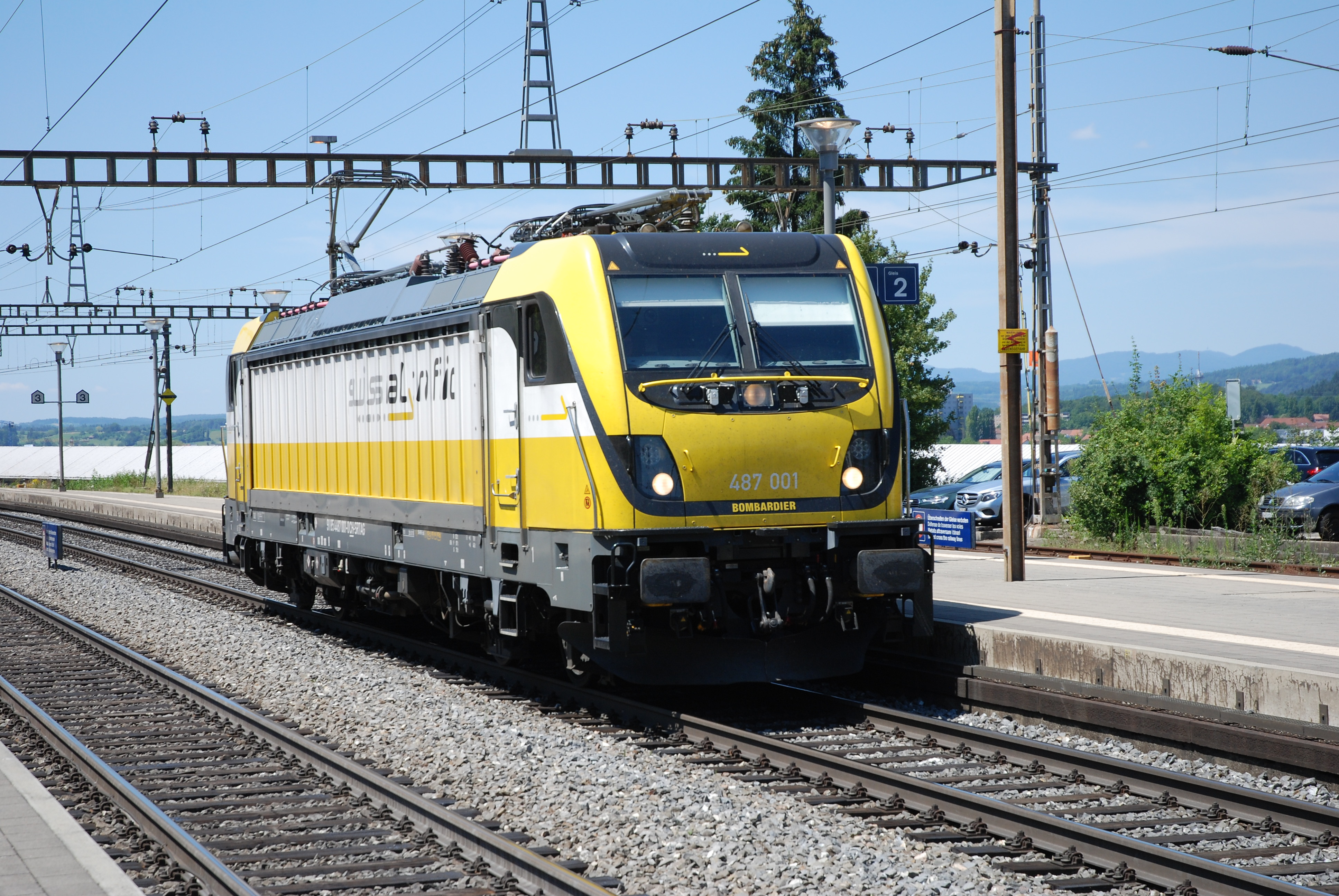
Rem 487 001, SRT

Bei der im Mai 2011 in München vorgestellten Traxx F160 AC3 handelte es sich um ein funktionsunfähiges Vorführmodell, ein sogenanntes Mock-up, in der Lackierung des Erstkunden Railpool. In Deutschland als Baureihe 187 bezeichnet, wurde die 001 erst im Laufe des Jahres 2012 in Kassel mit Schwestermaschinen 002 und 003 fertiggestellt. Als Werksmaschinen für die Zulassungsverfahren absolvierten sie 2013 erste Versuchsfahrten, die 003 unter anderem auf dem Versuchsring in Velim. Im Laufe des Jahres 2013 wurde mit dem Bau der bestellten fünf Serienlokomotiven für Railpool (004–008) begonnen. Im März 2014 wurden erste Fahrten im Rahmen des Zulassungsverfahren in Deutschland absolviert.
Aus ihrem Rahmenvertrag mit Bombardier Transportation über bis zu 450 Lokomotiven hatte die Deutsche Bahn Mitte 2013 erstmals 110 Traxx F140 AC3 für DB Schenker und 20 Traxx P160 AC3 für DB Regio abgerufen. Anfang 2014 wurde daher mit dem Bau der Vorführlokomotiven 009 und 010 begonnen, beides Traxx F160 AC3 mit Last-Mile-Modul, die an der InnoTrans 2014 erstmals in der verkehrsroten DB-Farbgebung präsentiert wurden. Da für DB Schenker allerdings keine Serienbeschaffung von Lokomotiven mit LM-Modul geplant war, verblieben die Maschinen vorerst bei Bombardier, 009 absolvierte unter anderem Versuche im Klima-Wind-Kanal von Rail Tec Arsenal (RTA) in Wien. Lokomotive 187 010 wurde hingegen Anfang 2015 an Swiss Rail Traffic (SRT) verkauft und erhielt die Schweizer Bezeichnung Rem 487 001.
2014 entstanden die ersten drei Maschinen für DB Schenker (101–103), zwei für Akiem (011–012), sowie die erste Traxx P160 AC3 für DB Regio, die in Deutschland als Baureihe 147 bezeichnet wird. Die Produktion wurde 2015 erneut gesteigert, darunter weitere zwei Maschinen für Akiem (013–014), sieben weitere für DB Schenker (100, 104–109), und eine neue 010 für die Westfälische Landes-Eisenbahn (WLE), wo sie allerdings unter der internen Nummer 82 eingestellt wurde. Für DB Regio und das parallel laufende Zulassungsverfahren in Deutschland wurden zwei weitere 147 hergestellt. Nach dem Einsatz zunächst in Baden-Württemberg ist die Baureihe 147 seit Dezember 2018 in Berlin und Brandenburg im Einsatz.
Am 6. Februar 2015 gab Bombardier bekannt, dass das Bundesamt für Verkehr (BAV) den Traxx F160 AC3 LM als Baureihe Rem 487 die Zulassung für den uneingeschränkten kommerziellen Betrieb in der Schweiz erteilt hat. Die zulässige Höchstgeschwindigkeit beträgt aufgrund des Tatzlagerantriebs in jedem Fall 140 km/h. Am 17. Dezember 2015 erteilte das Eisenbahn-Bundesamt (EBA) die Zulassung für Deutschland. Im Februar 2016 erfolgte die Zulassung in Österreich. Die Traxx AC3 LM waren mit Stand März 2016 zudem in Bulgarien und Kroatien zugelassen.
Bis Ende 2016 übernahm Railpool auch die vier Vorführlokomotiven (001–003, 009), die mittlerweile an die Serienlokomotiven angeglichen worden waren. Als weitere Versuchslokomotive entstand 2015 die 187 316, die für Zulassungen in Ungarn und Rumänien genutzt wurde (Zulassungsraster D/A/H/RO), ehe sie an Railpool ging. Selbiges gilt für die 2016 gebaute 187 400, die Zulassungen für Schweden und Norwegen besitzt (Zulassungsraster S/N), und ebenfalls an Railpool ging.

#### Besteller und Betreiber
Erster Besteller der Traxx AC3 LM war Ende 2010 der Fahrzeugvermieter Railpool, der aus seinem Rahmenvertrag mit Bombardier fünf Lokomotiven abrief. Erste Interessentin war die Schweizer BLS Cargo, die bei nichtelektrifizierten Gleisen oftmals Rangierdienstleistungen einkaufen oder zusätzliche Dieselrangierlokomotiven mitführen musste, und bei Railpool drei Lokomotiven langfristig anmietete. Die Erstzulassung wurde daher in Deutschland, Österreich und der Schweiz angestrebt. Die Maschinen (187 004–008) wurden Mitte 2014 an Railpool ausgeliefert.
Akiem hatte im Mai 2013 vier Lokomotiven (DACH-Zulassung) mit Last-Mile-Diesel bestellt (187 011–014); diese wurden aufgrund des langen Zulassungsverfahrens Ende 2015 ausgeliefert.
Die Deutsche Bahn hatte Mitte 2013 erstmals 110 Traxx F140 AC3 für DB Schenker und 20 Traxx P160 AC3 für DB Regio abgerufen. Die ersten Lokomotiven wurden Ende 2014 fertiggestellt und werden seit Ende 2015 an DB Schenker beziehungsweise mittlerweile DB Cargo ausgeliefert. Ende 2018 waren 76 Lokomotiven (080–084, 100–170) fertiggestellt. Die 20 Maschinen von DB Regio (147 001–020) wurden nach rund zweijährigem Testlauf im Dezember 2016 nach Stuttgart ausgeliefert und absolvierten im Januar 2017 die ersten Einsätze.
Im September 2014 bestellte Swiss Rail Traffic (SRT) eine Lokomotive (DACH-Zulassung, mit LM-Modul); ausgeliefert wurde Anfang 2015 die vormalige Vorführlokomotive 187 010 als Rem 487 001. Ende 2018 verkaufte die SRT die Lokomotive an die Salzburger Eisenbahn Transportlogistik (SETG), weil die Auslastung zu gering gewesen sei. Mitte 2015 schrieb die Westfälische Landes-Eisenbahn (WLE) eine Mehrsystem-Lokomotive aus, entschied sich im November 2015 dann allerdings für eine Traxx AC3 LM. Die Mitte 2015 neu gebaute 187 010 (DACH-Zulassung) wurde Anfang 2016 an die WLE ausgeliefert und unter der Nummer 82 eingestellt.

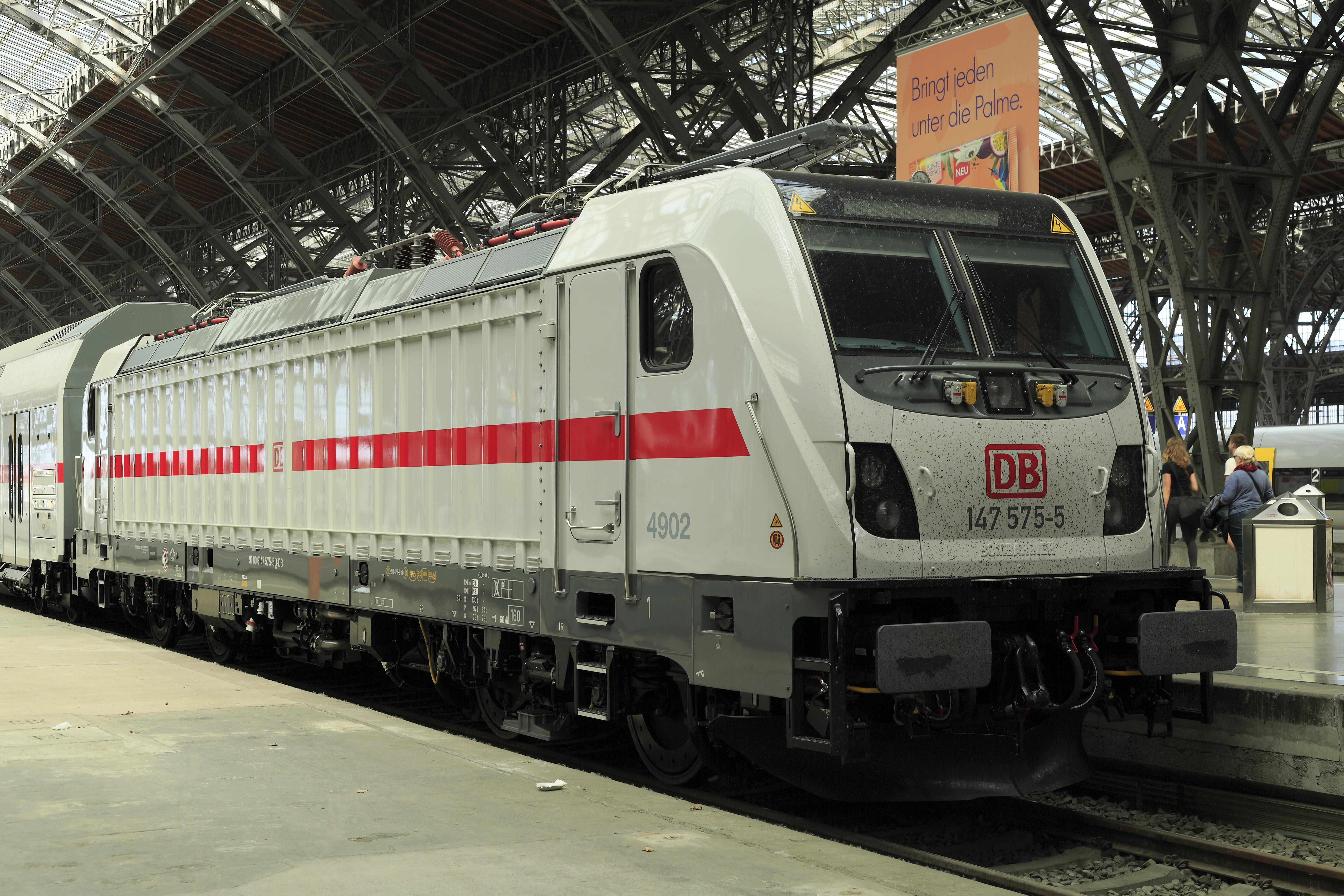
147 575 mit IC2-Doppelstockzug im Bahnhof Leipzig Hbf

Im März 2015 rief die DB weitere 17 Traxx P160 AC3 ab, diesmal für DB Fernverkehr; diese sollten mit zeitgleich nachbestellten Doppelstock-Intercity (IC2) eingesetzt werden, sie erhielten dafür eine WTB-Steuerung. Angestrebt sind Zulassungen für Deutschland und die Schweiz einschließlich ETCS-Level-2-Ausrüstung, zusätzlichen Stromabnehmern mit schmalen Paletten (1450 mm) und seitlich angebrachten Videokameras als Rückspiegelersatz. Im Gegensatz zu den verkehrsroten Maschinen von DB Regio sind die als Baureihe 147.5 bezeichneten Lokomotiven (551–567) von DB Fernverkehr in IC-Farbgebung (weiß mit verkehrsrotem Längsstreifen) lackiert; sie wurden bis Ende 2018 abgeliefert. Die Maschinen wurden mit Zielschildanzeigen über den Frontfenstern ausgerüstet.
Nachdem Railpool vorerst mit sich beschäftigt war – im Mai 2014 wurde das Unternehmen von Oaktree Capital aufgekauft – fanden sich potentielle Mieter für Lokomotiven, die neben den Zulassungen für Deutschland und Österreich (D/A) auch solche für Ungarn und Rumänien (H/RO) wünschten. Aus einem Rahmenvertrag wurden 14 Traxx AC3 LM mit Zulassung D/A/H/RO abgerufen, die zwischen Mitte 2016 und Anfang 2017 mit den Ordnungsnummern 300 bis 313 abgeliefert wurden; zwei weitere Maschinen (315–316) wurden von Bombardier übernommen, ebenso die vier ehemaligen DACH-Vorführlokomotiven (001–003, 009). Aus einer nicht bezifferten Nachbestellung wurden Ende 2018 nochmals zwei Maschinen (340–341) abgeliefert.
Im Dezember 2015 bestellte die österreichische LTE Logistik- und Transport eine Traxx AC3 LM (930) mit Zulassung D/A/H/RO, die Mitte 2016 abgeliefert wurde. Mitte 2018 wurde eine zweite, gleich ausgestattete Lokomotive (931) abgeliefert.
Von RheinCargo wurden zehn Traxx AC3 ohne LM-Modul (070–079) bestellt; diese wurde Ende 2016 beziehungsweise Anfang 2017 ausgeliefert.
Raildox (RDX) bestellte 2016 eine anfänglich unklare Anzahl Traxx AC3 LM mit Zulassung D/A/H/RO; die Lokomotive 317 wurde im April 2017, zwei weitere (318–319) im Januar und März 2018 ausgeliefert.
Drei Lokomotiven desselben Typs bestellte 2016 auch die Wiener Lokalbahnen Cargo (WLC); die Auslieferung der drei Maschinen (321–323) erfolgte von Dezember 2017 bis April 2018.
Mitte 2016 schloss Akiem einen neuen Rahmenvertrag über bis zu 52 Traxx-Lokomotiven ab. Im November und Dezember 2017 wurden acht Traxx AC3 LM (500–506, 520) ausgeliefert. Drei der Lokomotiven werden von der HSL Logistik eingesetzt. Acht weitere Lokomotiven wurden 2018 ausgeliefert (507–510, 521–524); die 520–524 verfügen über die Zulassung D/A/H/RO.
Vier von HSL Logistik bestellte Traxx AC3 ohne LM-Modul (535–538) wurden ab November 2017 ausgeliefert.
Anfang 2018 bestellte EP Cargo zwei Traxx AC3 ohne LM-Modul bei Bombardier; Lokomotive 085 wurde im März, die 086 im Dezember 2018 abgeliefert.
Eine einzelne Traxx AC3 LM (320) mit Zulassung D/A/H/RO wurde von der Holzlogistik und Güterbahn (HLG) bestellt und im April 2018 ausgeliefert. Im Jahr 2025 hatte das Unternehmen drei Lokomotiven (320, 330, 331) mit dieser Ausstattung im Einsatz. 
Eine von Stern & Hafferl bestellte Traxx AC3 LM (333) wurde im September 2018 abgeliefert und verfügt ebenfalls über die Zulassung D/A/H/RO.
Im Laufe des Jahres 2017 konnte Railpool bis Dezember fünf Traxx AC3 LM mit Zulassung S/N übernehmen; alle fünf Maschinen wurden an Green Cargo erstvermietet.
Ende März 2017 rief die DB 25 weitere Traxx P160 AC3 für DB Fernverkehr ab. Diese sollen ab 2019 ausgeliefert werden. Auch sie werden eine ETCS-Ausrüstung erhalten, allerdings kein Schweiz-Paket.

#### DB-Rahmenvertrag

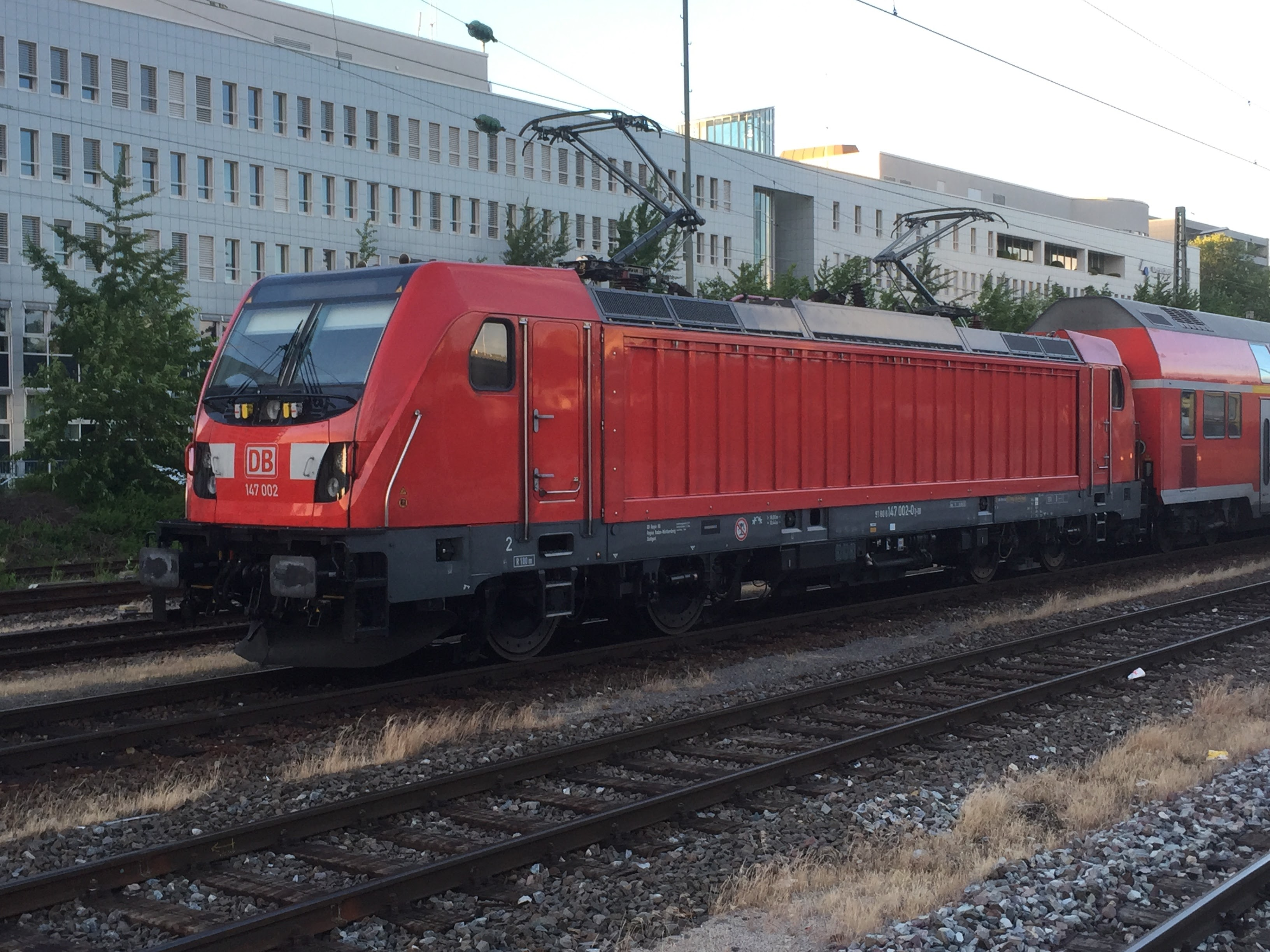
Traxx P160 AC3 als Baureihe 147 der DB Regio

Im Mai 2013 gab die Deutsche Bahn bekannt, einen Rahmenvertrag mit Bombardier unterzeichnet zu haben, welcher die Lieferung von bis zu 450 weiteren elektrischen Traxx-Lokomotiven verschiedener Bauarten vorsieht. Auf Grund der Ausschreibungsbedingungen musste Bombardier umfangreiche Änderungen an der Traxx 3 vornehmen. Insbesondere die Drehgestelle der neuen Version P189AC (Höchstgeschwindigkeit 160 km/h, optional 189 km/h) unterscheiden sich deutlich von denen der Baureihe 185. Nach derzeitigen Planungen ist für den großen Rahmenvertrag von bis zu 450 Lokomotiven kein Einbau der Last-Mile-Dieselmotoren vorgesehen.
Bestellungen
Aus dem Rahmenvertrag rief die Deutsche Bahn 110 Fahrzeuge für DB Cargo (als Baureihe 187.1) sowie 20 Traxx P160 AC3 für DB Regio (als Baureihe 147) ab. Im Dezember 2016 wurden die Lokomotiven der Baureihe 147 nach Stuttgart ausgeliefert und absolvierten im Januar 2017 die ersten Einsätze. Seit Juni 2019 sind alle Lokomotiven der Reihe 147 nach Streckenverlusten an Mitbewerber von Stuttgart nach Berlin umbeheimatet worden. Sie werden auf den Linien FEX, RE3, RB24 und RB32 sowie auch zur Werkstattzu- und Abführung der Züge der Linie RB43/49 Falkenberg–Cottbus eingesetzt. Die Lokomotiven 147 001–006 wurden darüber hinaus mit „Colibri“ ausgestattet, erkennbar an den grünen Ethernet-Dosen an den Stirnwänden und vergleichbar mit den Lokomotiven der Reihe 182.
Im März 2015 wurden 17 Lokomotiven für DB Fernverkehr bestellt und als Baureihe 147.5 mit WTB-Steuerung ausgeliefert. Sie sind für Deutschland und die Schweiz zugelassen. Dazu erhalten sie irgendwann eine ETCS-Level-2-Ausrüstung, zusätzliche Stromabnehmer und eine Rückseheinrichtung. Die Fernverkehrslokomotiven sind in IC-Farben lackiert.
Ende März 2017 wurden weitere 25 Lokomotiven für DB Fernverkehr bestellt; sie sollten ab 2019 ausgeliefert werden. Auch sie erhalten eine ETCS-Ausrüstung, aber kein Schweiz-Paket. Im Januar 2020 wurde bekannt, dass die Bahn die Abnahme von 25 neuen IC2-Zügen mit den Traxx-Lokomotiven verweigert, da sich die Baureihe im Betrieb seit 2015 als sehr störanfällig herausgestellt hatte und vielfach Verspätungen provozierte. Beim Wechsel der Fahrtrichtung etwa „bricht das Betriebssystem des Zuges regelmäßig zusammen“, berichtete die Presse.
Ein Anfang November 2020 eingespieltes Softwareupdate auf den Lokomotiven der Baureihe 147.5 führte nach Schneefall im Dezember 2020 zu Radarproblemen der ETCS-Odometrie, die zum Stillstand fast aller Triebfahrzeuge im Verlauf eines Tages führte. Selbst im Stillstand zeigten die Lokomotiven Triebfahrzeugführern fiktive Fahrgeschwindigkeiten an. Die betroffenen IC2-Einheiten wurden zunächst durch alte Garnituren ersetzt.

#### Traxx AC3 Israel

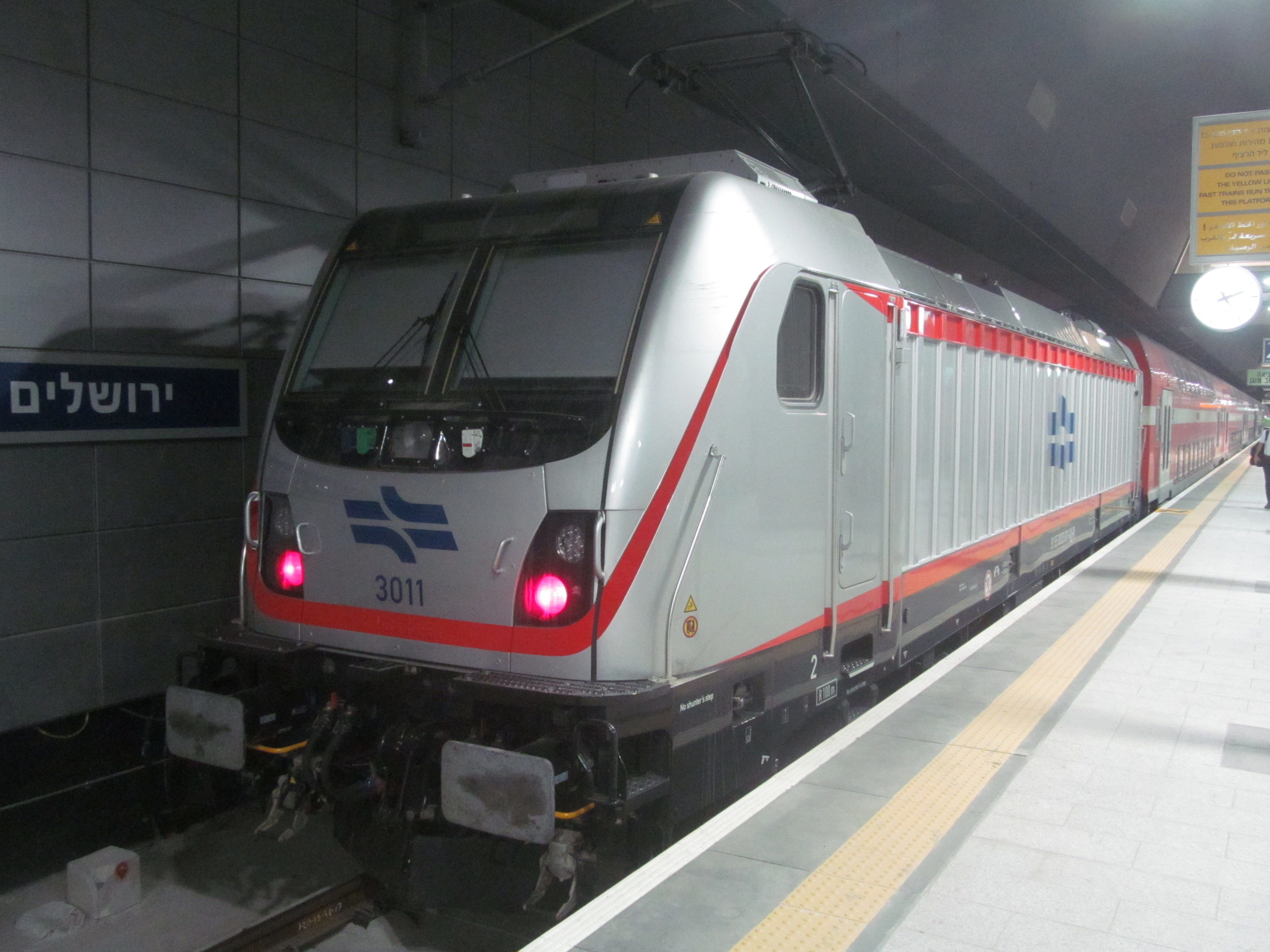
Traxx AC3 Israel mit der Nummer 3011 in Jerusalem

Die israelische Staatsbahn (IR) bestellte im August 2015 zunächst 62 Traxx P160 AC3 und 2021 weitere 36. Die Lokomotiven kommen auf dem neu elektrifizierten Netz Israels zum Einsatz. Sie sind nur für 25 kV mit 50 Hz ausgerüstet und haben eine Leistung von 6,4 MW. Äußerlich den anderen AC3 ähnlich, weisen sie einige markante Änderungen auf: Sie erhielten einen zusätzlichen Lüfter für den Maschinenraum und Bremswiderstände, um beim elektrischen Bremsen das Fahrleitungsnetz nicht zu überlasten. Die Führerstände sind für Linksverkehr ausgelegt und die Seitenwände wurden nicht mit den Einrichtungen zur Befestigung von Flex-Panel ausgestattet.

### Traxx MS3

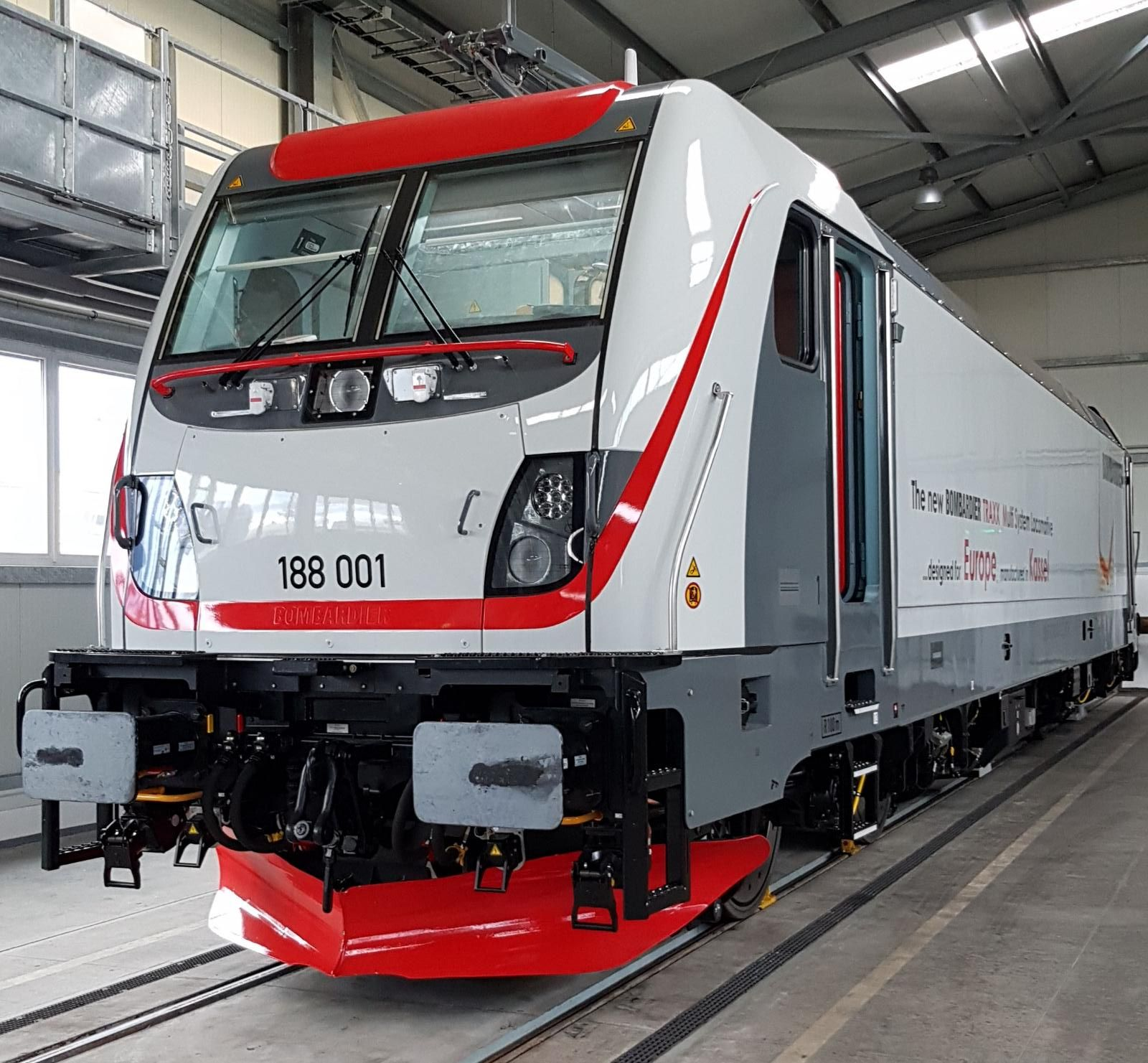
Traxx F160 MS3 188 001

Wurde zunächst von der dritten Generation der Traxx-Lokomotiven nur die Wechselstromvariante AC3 ausgeliefert, folgten Ende 2017 die ersten Gleichstromlokomotiven (DC3) und 2018 die ersten Mehrsystemlokomotiven (MS3).
Seit Ende 2017 wurden sechs Lokomotiven einer weiterentwickelten Mehrsystemvariante gebaut, die in bis zu 14 Ländern zugelassen und eingesetzt werden soll. Die Lokomotivkästen weisen im Gegensatz zu den AC3 wieder glatte Außenwände auf. Als Option ist ebenfalls das Last-Mile-Paket verfügbar, eine der sechs Vorführlokomotiven wurde bereits damit ausgerüstet. Die ersten beiden Loks befanden sich ab April 2018 für Erprobungen auf dem Eisenbahnversuchsring Velim.
TX Logistik bestellte 40 Lokomotiven dieses Typs, nach der Zulassung sollten sie ab Sommer 2019 ausgeliefert werden, im Januar 2020 besuchten 180 Lokführer von TX die Fertigung ihrer Fahrzeuge. Die Baureihenbezeichnung in Deutschland lautet 188 und in Tschechien 388.
Die Zulassung für die Länder Deutschland, Polen, Tschechien, die Slowakei und Ungarn wurde am 13. Dezember 2021 durch die Europäische Eisenbahnagentur (ERA) erteilt.
Im Frühjahr 2023 wurde eine Lokomotive nach Velim überführt, die mit Drehgestellen und Stromabnehmern für 200 km/h ausgerüstet war. Diese Option wurde seit der ersten Vorstellung der Lokomotiven durch den Hersteller angeboten, jedoch bisher nie umgesetzt. Alstom geriet unter Zugzwang, nachdem die SNCB Anfang 2022 Traxx3 MS für eine Geschwindigkeit von 200 km/h bestellt hatte. Dieser Auftrag umfasst 24 Lokomotiven im Wert von 120 Millionen Euro und kann auf 50 Traxx erweitert werden. Die Viersystemlokomotiven sollen ab 2026 geliefert werden und Personenzüge in Belgien sowie Züge nach Deutschland, Luxemburg und den Niederlanden bespannen.
Neben TX Logistik bestellten auch die tschechische RegioJet 31 Lokomotiven für den Personenverkehr, CD Cargo 49, die polnische PCC vier und die CFL zehn Lokomotiven. Im Sommer 2023 folgten drei weitere große Bestellungen:
- 15 Lokomotiven für Northrail mit Frankreich-Paket und Zulassung in Deutschland, Belgien, Luxemburg, Österreich und Polen[103]
- 65 Lokomotiven wurden von Akiem bestellt, die vor allem im Verkehr zwischen Frankreich und Italien eingesetzt werden sollen.[104]
- Rahmenvertrag über 50 Lokomotiven von Railpool.[105]

### Traxx DC3

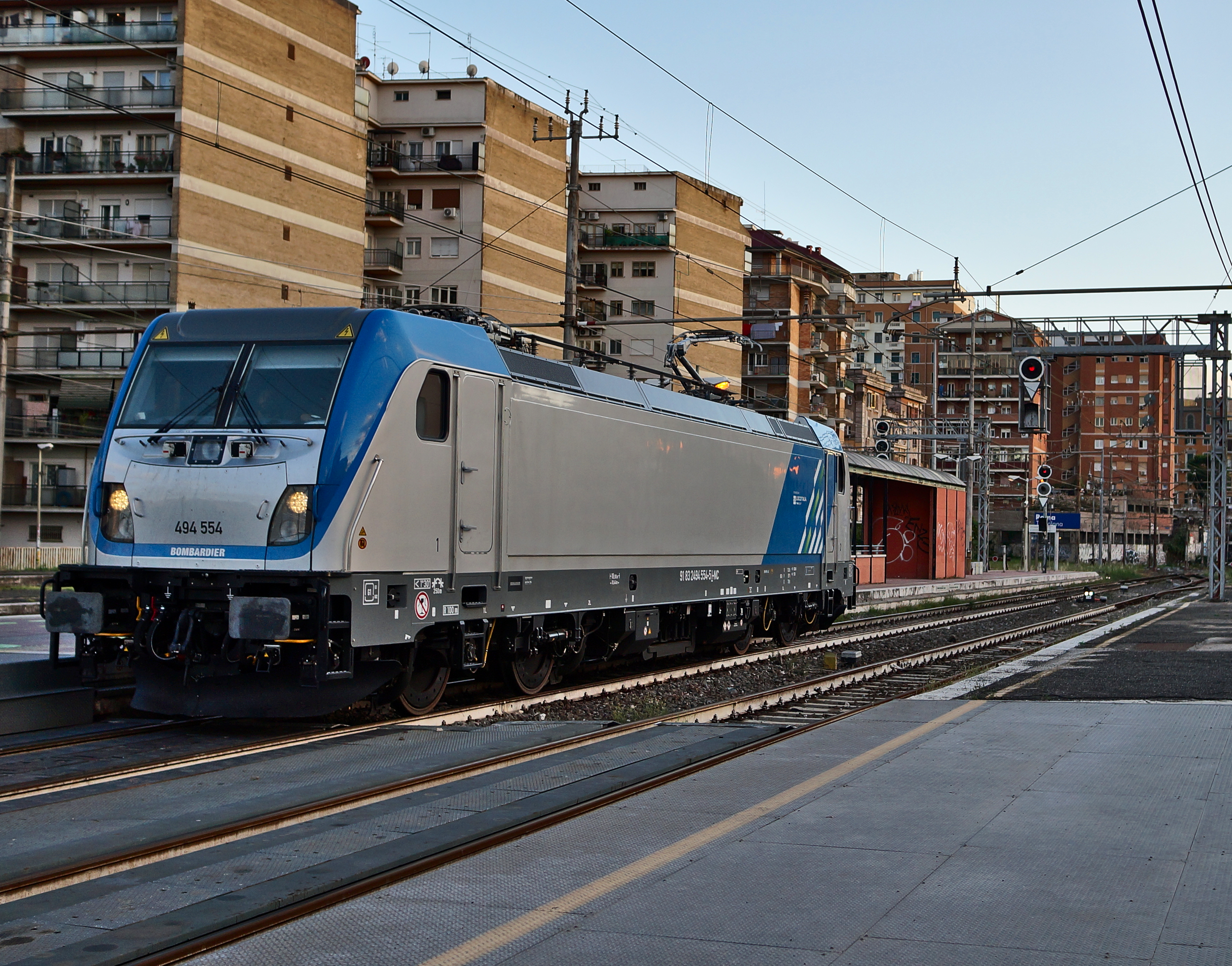
Traxx F140 DC3 494 554

Ende 2017 wurden die ersten zwei Lokomotiven der Traxx3-Gleichstromvariante F140 DC3 im Werk Vado Ligure fertiggestellt (für 140 km/h). Entworfen wurden die Loks für den Einsatz auf den mit 3000 Volt elektrifizierten Strecken in Italien, Polen und Slowenien, die polnischen Loks wurden aber als Variante F160 DC3 für 160 km/h Höchstgeschwindigkeit ausgeliefert. Optional ist bei allen Lokomotiven ein Last-Mile-Paket verfügbar, Bombardiers damalige Versuchslokomotive 494 505 wurde mit diesem ab Werk ausgerüstet. In Italien wurden die Loks als Baureihe E494 bezeichnet, in Polen wie die TRAXX F140 DC als Baureihe 5170
Mercitalia Rail, die Tochtergesellschaft der Italienischen Staatsbahnen (FS), bestellte 2017 40 Lokomotiven einschließlich der Instandhaltung für 16 Jahre. Die Option über zwanzig weitere Lokomotiven wurde 2022 eingelöst. Von den insgesamt 60 Lokomotiven werden zehn mit Last-Mile-Dieselmotor ausgerüstet (E494 601–610). Im Mai 2024 wurden bei Alstom 70 weitere Traxx DC3 bestellt sowie eine Option über 30 Lokomotiven vereinbart.

## Weitere Traxx-Lokomotiven
Bombardier vermarktete unter dem Namen Traxx auch einige Lokomotiven, die sich deutlich von dieser Lokfamilie unterscheiden:
- MTAB IORE (Traxx H80 AC), schwedische Erzlokomotive
- FS E.464 (Traxx P160 DCP), Nahverkehrslokomotive der Trenitalia mit nur einem Führerstand (Triebkopf)
- RENFE-Baureihe 102 (Traxx S350 AC)
- RENFE-Baureihe 130 (Traxx S250 MS)
- TFR-Klasse 23E (Traxx Africa)[108]

## Konstruktion

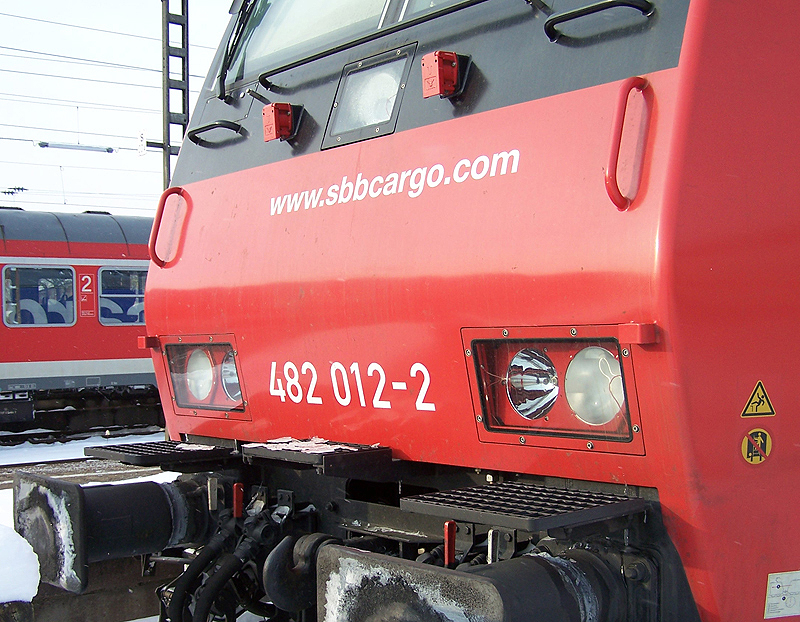
Front einer Lokomotive der Reihe Re 482

### Drehgestelle und Fahrmotoren
In den beiden Drehgestellen in Kastenbauweise laufen je zwei Monobloc-Radsätze. Sie stützen mit Flexicoil-Federn den Rahmen und übertragen Zug- und Bremskräfte über eine Zug-/Druckstange. Jeder Radsatz wird von einem integrierten Gealaif-Motor-Getriebe-Block angetrieben. Gea ist dabei AEG rückwärts buchstabiert und laif steht für Lokomotivantrieb mit integriertem Fahrmotor. Der Drehstrom-Asynchronmotor bildet dabei mit seinem Getriebe eine gekapselte und nur als Ganzes tauschbare Einheit.
Bei den Lokomotiven der Baureihe 145 und den Traxx F140 ist dieser Antrieb als Tatzlagerantrieb ausgeführt, d. h. der Fahrmotor stützt sich am Drehgestellrahmen und auf dem Radsatz ab, den er antreibt. Da hierbei große ungefederte Massen für vermehrten Verschleiß sorgen können, wurde diese Bauform in den letzten Jahrzehnten immer seltener verwendet. Neuerdings sind durch die zwischenzeitlich verwendeten Drehstrommotoren die Massen jedoch deutlich reduziert worden, so dass Bombardier die Baureihe 145 und Traxx F140 – ähnlich wie Siemens die Baureihe 152 – wieder mit dem preisgünstigen und einfach zu wartenden Tatzlagerantrieb ausgerüstet hat.
Bei den Lokomotiven der Baureihe 146 und Traxx P160 mit einer Höchstgeschwindigkeit von 160 km/h werden Hohlwellenantriebe eingebaut, bei dem die Fahrmotoren am Drehgestellrahmen aufgehängt sind und damit zur gefederten Masse gehören. Hier überträgt der Motor seine Kraft auf eine Hohlwelle, die über Kardangelenke mit dem Radsatz verbunden ist. Die Drehgestelle der einzelnen Traxx-Generationen unterscheiden sich leicht, können aber untereinander ausgetauscht werden.

### Lokkasten
Der Kasten mit den Führerständen ist in Stahlbauweise ausgeführt. Auf den aus zwei Langträgern und sechs Querträgern aufgebauten Bodenrahmen sind die durchgehend glatten Seitenwände aufgesetzt. Bodenrahmen und Kastenwände bilden eine selbsttragende Einheit. Das Dach ist zum Austausch von Baugruppen im Maschinenraum in drei Teilen abnehmbar. Wie bei Drehstromlokomotiven üblich, ist der Transformator zwischen den Drehgestellen unter dem Kastenboden aufgehängt, so dass im Maschinenraum Platz für einen durchgehenden Mittelgang ist. Ab Traxx 2 wurden die Stirnpartien der Führerstände besonders verstärkt, um im Falle eines Zusammenstoßes den Lokführer besser zu schützen. Damit erfüllt der Lokkasten die neuen europäischen Anforderungen bezüglich Crashsicherheit. Die Stirnfront ist bei diesen Lokomotiven im unteren Bereich nicht mehr eingezogen. Bei den Traxx 3 sind die Seitenwände auf der Außenseite nicht glatt, sondern senkrecht gerippt. In der Regel sind sie mit Aufnahmen für Flex-Paneele versehen. Die Maschinen der Reihe 147.5 sind nicht damit ausgerüstet worden. Die separaten Führerräume aus Stahlprofilen haben eine Außenhaut aus glasfaserverstärktem Kunststoff und Rückwände aus Aluminium. Das Dach besteht aus drei abnehmbaren Teilen, die beiden äußeren tragen die Stromabnehmer. Über den Frontfenstern ist ein Einbauraum für Zugzielanzeigen freigehalten. Bei Güterzuglokomotiven ist dieser Einbauraum mit einer profilierten Blechabdeckung abgedeckt.
Hatten die ersten Versionen einen durchgehenden Mittelgang, so wurde ab der Version 2E der Stromrichter, das Hochspannungsgerüst und der Kühlturm wegen der Verwendungsmöglichkeit der Wagenkästen auch für Diesellokomotiven in der Mitte untergebracht, der Gang führt hier seitlich vorbei.
Zur Dachausrüstung gehören (je nach Baureihe und Ausstattungsvariante) zwei oder vier Hochleistungs-Einholmstromabnehmer mit Schleifleistenüberwachung und den zugehörigen Überspannungsableitern und die Hochspannungsleitung, an die der Vakuum-Hauptschalter angeschlossen ist. Diese konnte bei den Baureihen 145 und 146.0 innerhalb des Lokkastens verlegt werden. Bei den Traxx-Lokomotiven musste aufgrund des vorgesehenen 25 kV-Betriebs das Dach im Bereich der Stromabnehmer abgesenkt werden und die Hochspannungsleitung wieder außerhalb des Kastens als Dachleitung auf dem Dach entlanggeführt werden.
Bei den Viersystemversionen musste zusätzlich noch der Systemtrenner für die Gleichstromausrüstung auf dem Dach angeordnet werden. Bei den gleichspannungsfähigen Versionen werden die Dachleitungen wegen der hohen Stromstärken als breite Aluminiumschienen ausgeführt.

### Elektrische Ausrüstung

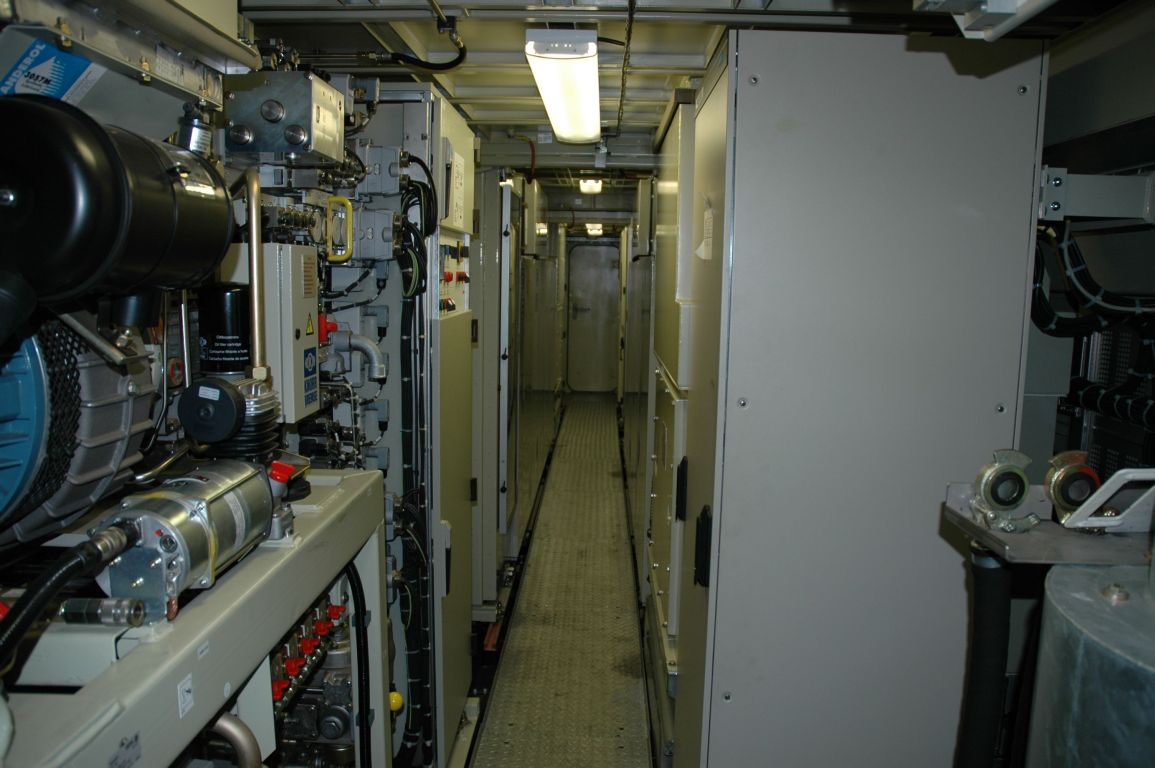
Maschinenraum einer 185.1 der DB AG

Die Stromzuleitung vom Hauptschalter führt vor dem Haupttransformator zu einem Oberspannungswandler zum Messen der Fahrleitungsspannung und einem Energiezähler, der eine genaue Abrechnung der vom Triebfahrzeug verbrauchten und rückgespeisten Energiemengen ermöglicht (bei älteren Elektrolokomotiven muss der Verbrauch nach Laufleistung geschätzt werden).
Bei den Wechselstromlokomotiven sind die vier Traktionswicklungen des Haupttransformators an die beiden Traktionsstromrichter angeschlossen, wo der Fahrleitungsstrom in Dreiphasen-Drehstrom umgewandelt wird. Diese Umrichter integrieren als kompakte Einheit einen Vierquadrantensteller (4QS), einen Gleichspannungszwischenkreis und einen Pulswechselrichter. Durch Umschaltung an den Sekundärwicklungen des Transformators ist die Speisespannung der Umrichter sowohl unter 15 kV als auch in 25 kV-Netzen konstant.
Bei den Gleichstromlokomotiven werden die Vierquadrantensteller (4QS) unter 3000 Volt als Abwärtssteller, unter 1500 Volt als Aufwärtssteller betrieben. Bei den DC2-Lokomotiven entfällt der Vierquadrantensteller.
Bei allen Varianten liegt am Ausgang der Pulswechselrichter ein Drehstrom von einstellbarer Spannung und Frequenz an, mit dem die Fahrmotoren betrieben werden. Auch elektrisches Bremsen ist dadurch auf einfache Weise möglich: Da ein Pulswechselrichter und ein 4QS prinzipiell ähnlich aufgebaut sind, kann die beim Bremsen von den Motoren erzeugte generatorische Energie den umgekehrten Weg durch den Umrichter nehmen und wird anschließend ins Netz zurückgespeist. Der Energiezähler des Fahrzeugs berücksichtigt dies entsprechend.
Alle Gleichstromlokomotiven verfügen über einen Bremswiderstand, der im Maschinenraum untergebracht ist. Der Widerstand wird mit einem Lüfter gekühlt, welcher kalte Luft unter der Lokomotive ansaugt, durch die Widerstandsregister drückt und aus dem Dach wieder ausbläst. Auch die Mehrsystemlokomotiven haben einen Bremswiderstand von 2,4 Megawatt Umsetzleistung. Die Bremsenergie wird bei Fahrdrahtspannung unter 3,6 Kilovolt Gleichspannung zurückgespeist, aber bei höherer Spannung werden die Widerstände zugeschaltet.

### Bremsen
Der Bremsrechner der Lokomotiven ist so programmiert, dass er eine angeforderte Bremsverzögerung immer zunächst mit der elektrischen Bremse zu erreichen versucht, erst wenn diese nicht ausreicht, nimmt er die Druckluftbremse zu Hilfe. Die elektrische Bremse der Traxx 3 kann so beispielsweise eine Bremskraft von 240 Kilonewton aufbringen. Bremsanforderungen lassen sich bei entsprechend ausgerüsteten Zügen über die ep-Leitung an die Wagen übertragen, so dass alle Bremsen im Zug gleichzeitig ansprechen und es nicht zu Stauchungen bzw. Dehnungen im Zugverband kommen kann. Die Radsätze weisen integrierte Radscheibenbremsen auf. Zu den Nicht-Betriebsbremsen auf den Lokomotiven gehören die direkt wirkende Zusatzbremse zum Rangieren des Triebfahrzeugs und die Federspeicherbremse zum Sichern des abgestellten Fahrzeugs. Alle Druckluftverbraucher im Zug werden von einem Luftpresser mit 2400 l/min Ansaugvolumen über einen 800-Liter-Hauptluftbehälter versorgt.

### Führerstände

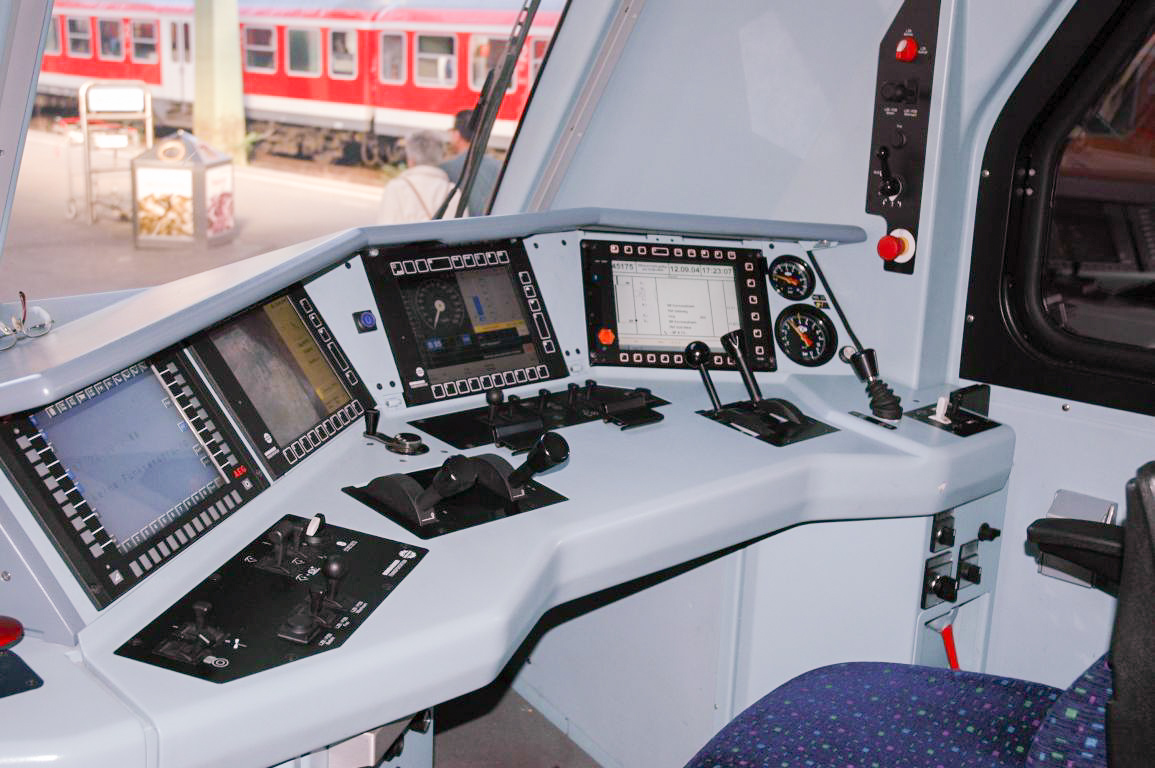
Einheitsführerstand der 185 093 der DB

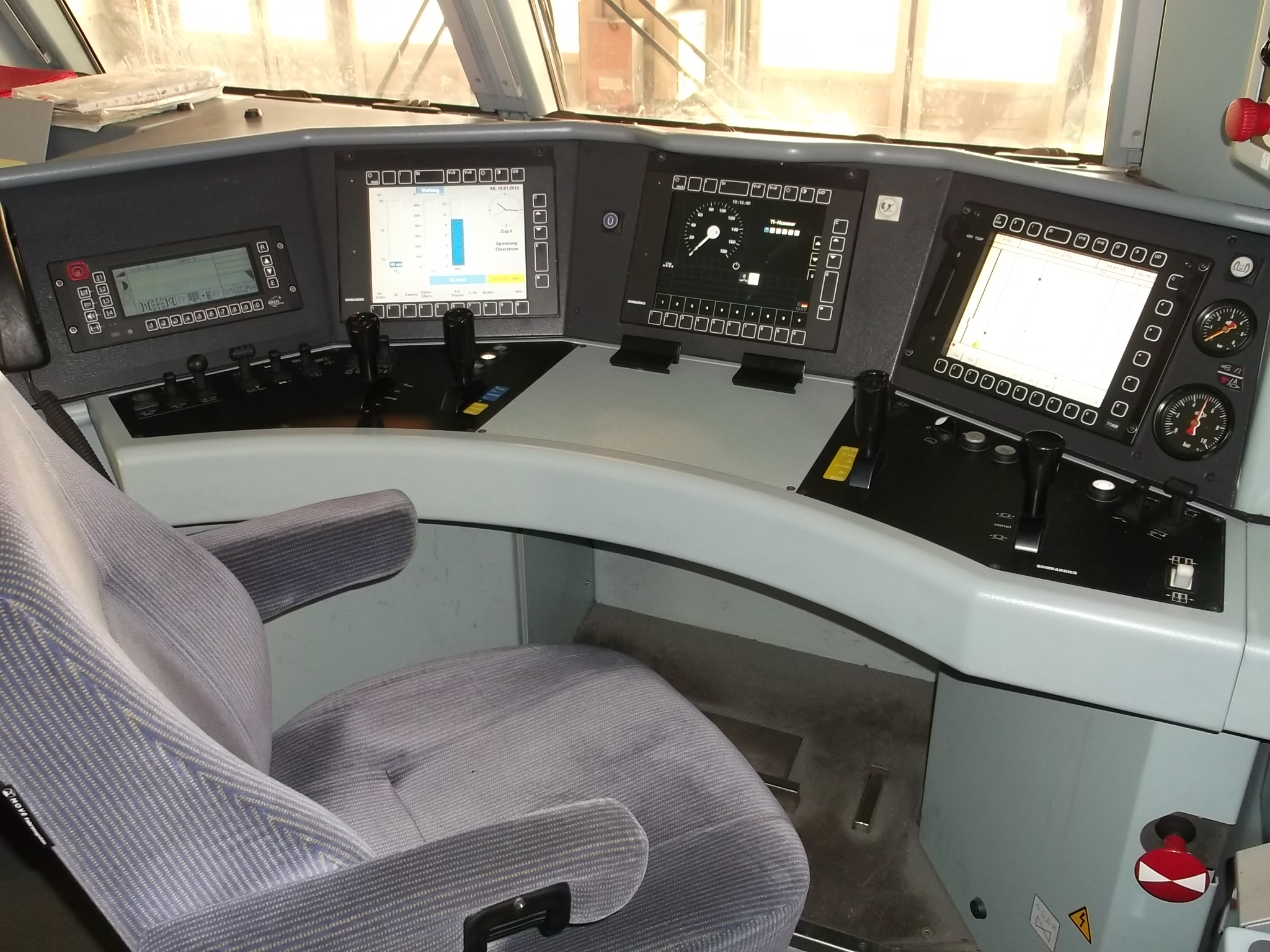
Führerstand der 186

Die Führerstände der Lokomotiven sind druckdicht ausgeführt, um störende Effekte bei Zugbegegnungen zu vermeiden. Die Führertische entsprechen bei den Traxx und Traxx 2 dem DB-Einheitsführerstands-Standard, bei den Traxx 2E dem European Driver’s Desk.
Weil Traxx-Lokomotiven aller Generationen auch außerhalb Deutschlands eingesetzt werden, musste die analoge MFA durch einen Bildschirm ersetzt werden, welcher Geschwindigkeitsmesser, Zugkraftanzeige, Leuchtmelder, Anzeigeelemente der Automatischen Fahr-Bremssteuerung und der Linienförmigen Zugbeeinflussung darstellt. Die Schalterbeschriftungen wurden durch Piktogramme ersetzt. Als weitere Anpassung wurde ein international einsetzbares Zugfunk-Gerät eingebaut.

## Wettbewerber
Der bedeutendste Wettbewerber am Markt ist Siemens Mobility mit der Vectron-Familie und war vor dem Aufkauf von Alstom die Prima-Familie. Beide weisen ähnliche modulare Konzepte auf, bei denen ein einziger Aufbau für alle Varianten verwendet wird, sowohl für Güter- als auch Personenverkehrslokomotiven, mit elektrischem oder dieselelektrischem Antrieb. Ein neuer Wettbewerber im Bereich von Universallokomotiven ist die Firma Stadler mit dem Ausbau ihres von der Firma Vossloh übernommenen EURO-Lokomotivprogrammes.